# Liste von Burgen und Schlössern in Italien
Diese Liste führt Burgen und Ansitze, Paläste, Residenzen, Schlösser sowie burgartige Adelssitze im heutigen Italien auf. Die Liste ist nach Regionen und Provinzen gegliedert. In den einzelnen Abschnitten sind die Einträge alphabetisch nach dem Hauptnamen geordnet.
Beachte! Dies ist (noch) keine vollständige Liste.
 Diese Liste enthält auch Gebäude, die nicht der etablierten Definition von „Burg“ oder „Schloss“ entsprechen: Verwaltungsgebäude, Militäranlagen des 1. Weltkriegs usw.

## Abruzzen

### Provinz L’Aquila
1. Castello Normanno, Anversa degli Abruzzi
2. Castello Orsini-Colonna, Avezzano
3. Castello Piccolomini, Balsorano
4. Castello di Barisciano, Barisciano
5. Castello di Barrea, Barrea
6. Castello di Bominaco, Bominaco
7. Castello di Bugnara, Bugnara
8. Rocca Calascio, Calascio
9. Castello Piccolomini, Capestrano
10. Castello di Carsoli, Carsoli
11. Castello di Castel di Sangro, Castel di Sangro
12. Palazzo dei Conti di Celano, Castelvecchio Subequo
13. Castello Piccolomini, Celano
14. Castello di Fossa, Fossa
15. Castello di Gagliano Aterno, Gagliano Aterno
16. Forte Spagnolo, L’Aquila
17. Castello Orsini, Massa d’Albe
18. Palazzo Santucci, Navelli
19. Castello di Ocre, Ocre
20. Castello di Oricola, Oricola
21. Castello di Ortona dei Marsi, Ortona dei Marsi
22. Castello Piccolomini, Ortucchio
23. Castello Caldora, Pacentro
24. Castello di Pereto, Pereto
25. Castello Cantelmo, Pettorano sul Gizio
26. Castel Camponeschi, Prata d’Ansidonia
27. Castello De Sanctis, Roccacasale
28. Castello di San Pio delle Camere, San Pio delle Camere
29. Castello di Sant’Eusanio Forconese, Sant’Eusanio Forconese
30. Rocca Orsini, Scurcola Marsicana
31. Rocca di Villalago, Villalago

### Provinz Chieti
1. Palazzo Baronale, Archi
2. Castello Ducale, Carpineto Sinello
3. Castello Masciantonio, Casoli
4. Castelfraiano, Castiglione Messer Marino
5. Castello Caldora, Civitaluparella
6. Castello Baglioni, Civitella Messer Raimondo
7. Castello Ducale, Crecchio
8. Castello di Gamberale, Gamberale
9. Castello di Septe, Mozzagrogna
10. Castello Franceschelli, Montazzoli
11. Castello di Monteodorisio, Monteodorisio
12. Castello Aragonese, Ortona
13. Castello Marchesale, Palmoli
14. Castello di Roccascalegna, Roccascalegna
15. Castello Caldoresco, Vasto

### Provinz Pescara
1. Castello Tabassi, Bolognano (Musellaro)
2. Castello Mediceo, Bussi sul Tirino
3. Castello Chiola, Loreto Aprutino
4. Castello De Sterlich-Aliprandi, Nocciano
5. Castello Ducale, Pescosansonesco
6. Castello Ducale Cantelmo, Popoli
7. Palazzo De Felice, Rosciano
8. Castello di Salle, Salle
9. Castello Farnese, San Valentino in Abruzzo Citeriore
10. Castel Menardo, Serramonacesca
11. Castello Caracciolo, Tocco da Casauria
12. Castello Gizzi, Torre de’ Passeri

### Provinz Teramo
1. Palazzo Acquaviva, Atri
2. Palazzo Farnese, Campli
3. Castelbasso, Castellalto
4. Palazzo De Sterlich (Castilenti), Castilenti
5. Palazzo De Sterlich, Cermignano
6. Festung Civitella del Tronto, Civitella del Tronto
7. Rocca Roseto, Crognaleto
8. Castello di Pallarea, Isola del Gran Sasso d’Italia
9. Castello di Montesecco, Montefino
10. Torre di Cerrano, Pineto
11. Torre degli Attoni, Ripattoni
12. Palazzo dei Mendoza, Sant’Omero
13. Castello della Monica, Teramo
14. Castel Manfrino, Valle Castellana

## Aostatal
1. Festes Haus Aragon, La Salle
2. Tour de l’Archet, Morgex
3. Châtel-Argent, Villeneuve
4. Burg Avise, Avise
5. Festes Haus Ayez, Allein
6. Schloss Aymavilles, Aymavilles
7. Turm der Vögte, Aosta
8. Schloss Baraing, Pont-Saint-Martin
9. Festung von Bard, Bard
10. Schloss Gamba, Châtillon
11. Burg Blonay, Avise
12. Burg Bosses, Saint-Rhémy-en-Bosses
13. Festes Haus Bovet, La Salle
14. Festes Haus Bozel, Morgex
15. Burg Bramafam, Aosta
16. Burg Brissogne, Brissogne
17. Burg Champorcher, Champorcher
18. Burg Charles, Perloz
19. Burg Charvensod, Charvensod
20. Burg Châtelard, La Salle
21. Burg Chenal, Montjovet
22. Burg Cly, Saint-Denis
23. Burg Cogne, Cogne
24. Turm Colin, Villeneuve
25. Turm Conoz, Châtillon
26. Festes Haus Costa, Arnad
27. Burg Cré, Avise
28. Burg Écours, La Salle
29. Turm Émarèse, Châtillon
30. Schloss Fénis, Fénis
31. Tour Fromage, Aosta
32. Maison Gerbollier, La Salle
33. Turm Gignod, Gignod
34. Gerichtsburg Derby, La Salle
35. Burg Graines, Brusson
36. Tour d’Hérères, Perloz
37. Unteres Schloss Arnad, Arnad
38. Schloss Introd, Introd
39. Schloss Issogne, Issogne
40. Schloss Jocteau, Aosta
41. Burg Jovençan, Jovençan
42. Burg La Crête, Doues
43. Burg La Mothe, Arvier
44. Festes Haus La Tour de Valpelline, Valpelline
45. Turm des Aussätzigen, Aosta
46. Festung von Machaby, Arnad
47. Tour Malluquin, Courmayeur
48. Festes Haus Marseiller, Verrayes
49. Burg Montfleury, Aosta
50. Burg von Montmayeur, Arvier
51. Maison de Mosse, Avise
52. Turm Néran, Châtillon
53. Notarschloss Derby, La Salle
54. Burg Nus, Nus
55. Tornalla, Oyace
56. Burg Pascal de la Ruine, Morgex
57. Festes Haus Passerin d’Entrèves, Courmayeur
58. Schloss Passerin d’Entrèves, Châtillon
59. Schloss Passerin d’Entrèves, Saint-Christophe
60. Pilatusburg, Nus
61. Festes Haus Planaval, Arvier
62. Turm La Plantaz, Gressan
63. Festes Haus von Pont-Saint-Martin, Pont-Saint-Martin
64. Burg Pont-Saint-Martin, Pont-Saint-Martin
65. Festes Haus Povil, Quart
66. Turm Pramotton, Donnas
67. Burg Quart, Quart
68. Festes Haus Rhins, Roisan
69. Burg des Rives, Châtillon
70. Burg Saint-Germain, Montjovet
71. Burg Saint-Marcel, Saint-Marcel
72. Burg Saint-Pierre, Saint-Pierre
73. Festes Haus Pompiod, Jovençan
74. Turm des Heiligen Anselm, Gressan
75. Königliches Schloss Sarre, Sarre
76. Schloss Sarriod de la Tour, Saint-Pierre
77. Schloss Savoyen, Gressoney-Saint-Jean
78. Oberburg Arnad, Arnad
79. Burg Suzey, Pont-Saint-Martin
80. Festes Haus Tarambel, Cogne
81. Burg Tour de Villa, Gressan
82. Burg Ussel, Châtillon
83. Turm Vachéry, Étroubles
84. Schloss Vallaise, Perloz
85. Château-Verdun, Saint-Oyen
86. Schloss Verrès, Verrès
87. Burg Ville, Challand-Saint-Victor
88. Festes Haus und Turm Ville, Arnad
89. Festes Haus Villette, Cogne

## Apulien

### Metropolitanstadt Bari
1. Castello Angioino, Mola di Bari
2. Palazzo Avitaja, Ruvo di Puglia
3. Castello Balsigliano
4. Castello di Carbonara, Bari
5. Castello di Ceglie del Campo, Bari
6. Castello di Conversano, Conversano
7. Castello di Gravina, Gravina in Puglia
8. Castello di Marchione, Conversano
9. Castello di Monopoli, Monopoli
10. Castello Normanno, Terlizzi
11. Castello Normanno-Svevo, Bari
12. Castello Normanno-Svevo, Gioia del Colle
13. Castello Normanno-Svevo, Sannicandro di Bari
14. Castello Sammichele di Bari, Sammichele di Bari
15. Castello di Santo Stefano, Monopoli
16. Castello Urbano

### Provinz Barletta-Andria-Trani
1. Castello di Andria, Andria
2. Palazzo Arcivescovile, Trani
3. Castello di Barletta, Barletta
4. Castello di Bisceglie, Bisceglie
5. Castel del Monte, Andria
6. Castello Normanno, Spinazzola
7. Castello Svevo, Trani

### Provinz Brindisi
1. Castello Alfonsino, Brindisi
2. Castello di Ceglie Messapica, Ceglie Messapica
3. Castello Dentice di Frasso, Carovigno
4. Castello Dentice di Frasso, San Vito dei Normanni
5. Castello di Mesagne, Mesagne
6. Castello di Oria, Oria
7. Castello di Ostuni, Ostuni
8. Castello Svevo, Brindisi

### Provinz Foggia
1. Torre Alemanna, Cerignola, Deutschordenskomturei
2. Castello di Apricena, Apricena
3. Castello di Bovino, Bovino
4. Castello di Dragonara
5. Castel Fiorentino, Torremaggiore
6. Castello di Lucera, Lucera
7. Castello di Manfredonia, Manfredonia
8. Castello di Monte Sant’Angelo, Monte Sant’Angelo
9. Castello Normanno-Aragonese, San Nicandro Garganico
10. Castelpagano, Apricena
11. Castello di Peschici, Peschici
12. Castello di Sant’Agata di Puglia, Sant’Agata di Puglia
13. Castello di Vieste, Vieste

### Provinz Lecce
1. Castello di Acaya, Vernole
2. Castello di Borgagne, Borgagne
3. Castello di Caprarica, Tricase
4. Castello di Castro, Castro
5. Castello di Copertino, Copertino
6. Castello di Corigliano d’Otranto
7. Castello Baronale di Felline, Alliste
8. Castello di Gallipoli (auch: Castello Angioino), Gallipoli
9. Castello di Giuliano, Giuliano di Lecce
10. Castello Guarini
11. Castello di Lecce, Lecce
12. Palazzo Baronale di Lizzanello
13. Castello di Maglie
14. Castello di Melendugno
15. Castello Monaci, Salice Salentino
16. Castello di Otranto, Otranto
17. Castello di Spinola-Caracciolo
18. Castello di Tutino, Tricase

### Provinz Tarent
1. Castello Aragonese, Tarent
2. Palazzo Arcivescovile, Tarent
3. Palazzo d’Ayala, Carosino
4. Palazzo d’Ayala, Monteparano
5. Castello De Falconibus, Pulsano
6. Castello Ducale, Martina Franca

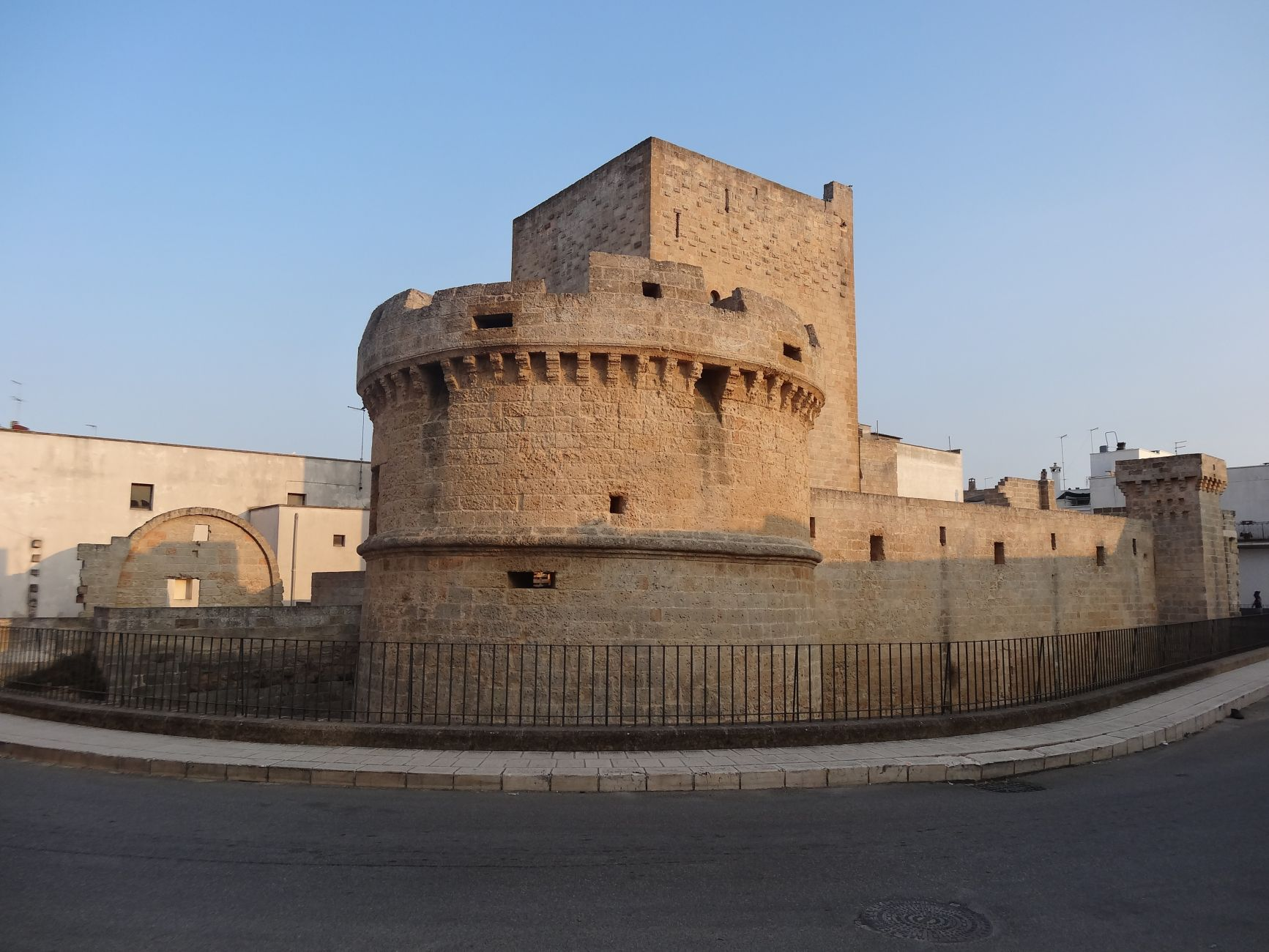
Castello di Avetrana

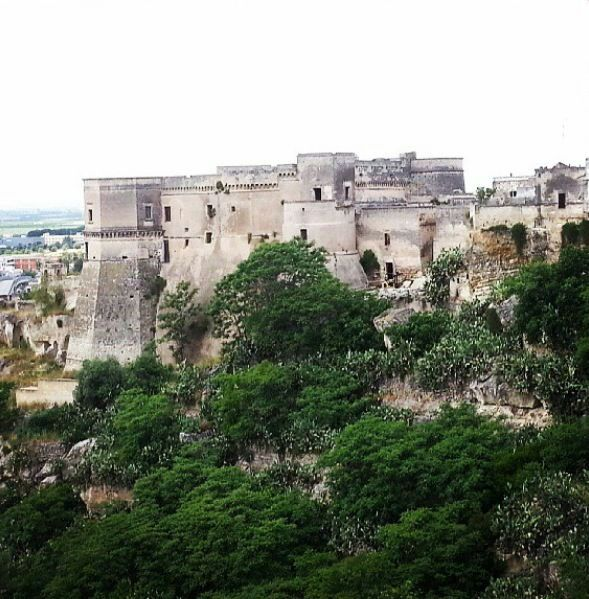
Castello di Massafra

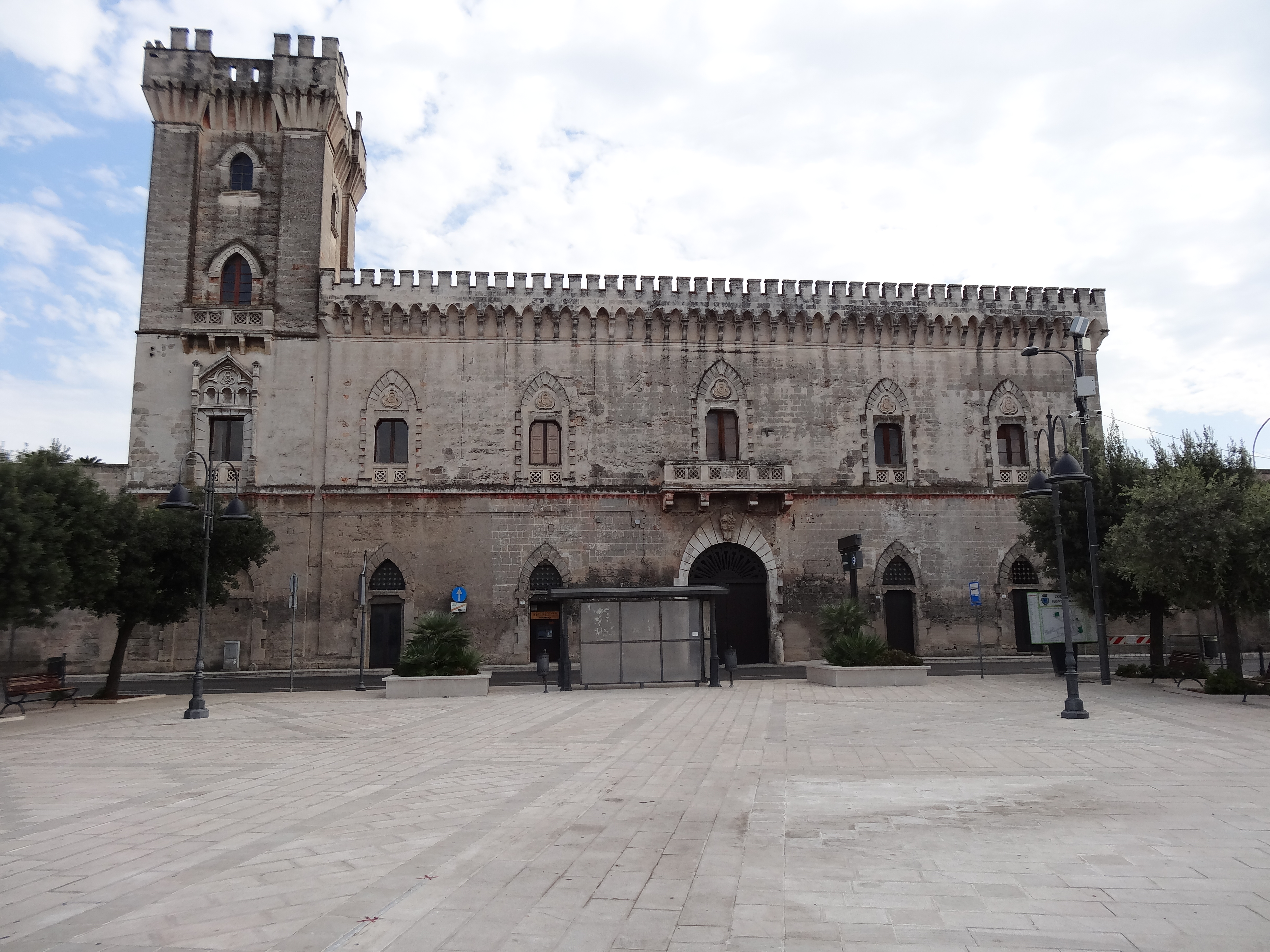
Castello di Monteparano

7. Castello Ducale, San Marzano di San Giuseppe
8. Palazzo Ducale degli Antogliettta, Monteiasi
9. Castello Episcopio, Grottaglie
10. Casa del Fascio, Tarent
11. Castello Feudale, Lizzano
12. Castello Feudale, Palagianello
13. Castello Feudale, Roccaforzata
14. Palazzo Fortificato Fantuzzi, Fragagnano
15. Castello di Ginosa, Ginosa
16. Castello Imperiali-Filotico, Manduria
17. Castello di Laterza, Laterza
18. Castello Marchesale, Fragagnano
19. Castello di Massafra, Massafra
20. Castello di Montemesola, Montemesola
21. Castello Muscettola, Leporano
22. Castello Mutunato, Avetrana
23. Castello Normanno, Castellaneta
24. Palazzo del Principe di Borgo di Grottaglie, Grottaglie
25. Castello San Crispieri, Faggiano
26. Castello di Sava, Sava
27. Castello Scanderbeg, San Giorgio Ionico
28. Castello Spagnolo, Statte
29. Castello Todisco, Statte
30. Castello di Torricella, Torricella

## Basilikata

### Provinz Matera
1. Castello di Bernalda, Bernalda
2. Castello di Cirigliano, Cirigliano
3. Castello di Craco, Craco
4. Torre del Fino, Torchiano
5. Castello di Grottole, Grottole
6. Castello del Malconsiglio, Miglionico
7. Castello Normanno, Tricarico
8. Castello di Petrolla, Montalbano Jonico
9. Castello di San Basilio, Pisticci
10. Torre della Scanzana, Scanzano Jonico
11. Castello Tramontano, Matera
12. Castello di Valsinni, Valsinni
13. Palazzo Venusio, Matera

### Provinz Potenza
1. Castello di Acerenza, Acerenza
2. Castello Aragonese, Venosa
3. Castello di Bella, Bella
4. Castello di Brindisi Montagna, Brindisi Montagna
5. Castello di Cancellara, Cancellara
6. Castello di Castrocucco, Maratea
7. Torre della Cisterna, Melfi
8. Palazzo del Fascio, Potenza
9. Castello di Guevara, Potenza
10. Castello di Lagopesole, Avigliano
11. Castello di Laurenzana, Laurenzana
12. Castello di Lavello, Lavello
13. Castello Marchesale, Palazzo San Gervasio
14. Castello di Melfi, Melfi
15. Castello di Muro Lucano, Muro Lucano
16. Castello di Oppido, Oppido Lucano

## Emilia-Romagna

### Metropolitanstadt Bologna
1. Palazzo d’Accursio, Bologna
2. Palazzo dell’Aeronautica, Bologna
3. Torre degli Agnesti, Bologna
4. Palazzo Albergati, Bologna
5. Palazzo Albergati, Zola Predosa
6. Torre degli Alberici, Bologna
7. Villa Aldini, Bologna
8. Palazzo Aldrovandi, Bologna
9. Villa Aldrovandi Mazzacorati, Bologna
10. Palazzo dell’Archiginnasio, Bologna
11. Torre dell’Arenza, Bologna
12. Torre degli Asinelli, Bologna
13. Torre degli Azzoguidi, Bologna
14. Palazzo della Banca d’Italia, Bologna
15. Palazzo dei Banchi, Bologna
16. Villa Basabò, Bologna
17. Palazzo Bentivoglio, Bologna
18. Rocca dei Bentivoglio, Bazzano
19. Torre dei Bertolotti, Bologna
20. Palazzo delle Biscie, Molinella
21. Palazzo Caprara, Bologna
22. Casa Carducci, Bologna
23. Torre dei Carrari, Bologna
24. Palazzo della Cassa di Risparmio, Bologna
25. Torre dei Catalani, Bologna
26. Torre dei Conoscenti, Bologna
27. Palazzo Fantuzzi, Bologna
28. Palazzo Fava, Bologna
29. Castello di Gaggio, Fontanelice
30. Torre dei Galluzzi, Bologna
31. Torre della Garisenda, Bologna
32. Palazzo Ghisilardi-Fava, Bologna
33. Torre dei Ghisileri, Bologna
34. Villa Gina, Bologna
35. Villa della Giovannina, San Giovanni in Persiceto
36. Palazzo Grassi, Bologna
37. Villa Griffone, Sasso Marconi
38. Villa Guastavillani, Bologna
39. Torre dei Guidozagni, Bologna
40. Palazzo Hercolani, Bologna
41. Palazzo Isolani, Bologna
42. Rocca Isolani, Minerbio
43. Torre dei Lambertini, Bologna
44. Torre dei Lapi, Bologna
45. Palazzo Legnani-Pizzardi, Bologna
46. Palazzo Loup, Loiano
47. Palazzo Magnani, Bologna
48. Palazzina Majani, Bologna
49. Palazzo Malvezzi-Campeggi, Bologna
50. Palazzo Malvezzi De’ Medici, Bologna
51. Castello dei Manzoli, Minerbio
52. Palazzo Marescotti Brazzetti, Bologna
53. Palazzo Marsigli, Bologna
54. Palazzo Martinetti Rossi, Bologna
55. Rocchetta Mattei, Bologna
56. Palazzo della Mercanzia, Bologna
57. Palazzo dei Notai, Bologna
58. Torre dell’Orologio, Bologna
59. Torre degli Oseletti, Bologna
60. Palazzo Pallavicini, Bologna
61. Palazzo Pepoli, Bologna
62. Palazzo Pepoli Campogrande, Bologna
63. Palazzo del Podestà, Bologna
64. Palazzo Poggi, Bologna
65. Torre dei Prendiparte, Bologna
66. Torre dei Ramponi, Bologna
67. Palazzo Ranuzzi, Bologna
68. Palazzo Re Enzo, Bologna
69. Palazzo Ronzani, Bologna
70. Palazzo Sanguinetti, Bologna
71. Palazzo Sanuti Bevilacqua Degli Ariosti, Bologna
72. Casa Saraceni, Bologna
73. Torre degli Scappi, Bologna
74. Castello di Serravalle, Castello di Serravalle
75. Rocca Sforzesca di Imola, Imola
76. Villa Spada, Bologna
77. Collegio di Spagna, Bologna
78. Palazzo Torfanini, Bologna
79. Torre dei Toschi, Bologna
80. Palazzo Tozzoni, Imola
81. Torre degli Uguzzoni, Bologna
82. Palazzo Vescovile, Imola
83. Palazzo Zambeccari, Bologna
84. Castello Zappolino, Castello di Serravalle

### Provinz Ferrara
1. Palazzo dell’Aeronautica, Ferrara, 1935–1937, modernes Verwaltungsgebäude
2. Villa Amalia, Ferrara
3. Palazzo Arcivescovile, Ferrara
4. Palazzo delle Assicurazioni Generali, Ferrara, modernes Verwaltungsgebäude
5. Delizia dei Bagni Ducali, Ferrara
6. Palazzo Barbantini-Koch, Ferrara
7. Delizia di Belfiore, Ferrara
8. Delizia di Belriguardo, Voghiera
9. Delizia di Benvignante, Argenta
10. Palazzo Bentivoglio, Ferrara
11. Palazzo Bevilacqua Costabili, Ferrara
12. Casa di Biagio Rossetti, Ferrara
13. Palazzo Bonacossi, Ferrara
14. Palazzo della Borsa, Ferrara
15. Palazzo della Camera di Commercio, Ferrara, modernes Verwaltungsgebäude
16. Rocca di Cento, Cento
17. Palazzo Contrari, Ferrara
18. Palazzo Costabili, Ferrara
19. Castello dei Curtensi, Ferrara
20. Palazzo dei Diamanti, Ferrara
21. Castello Estense, Ferrara
22. Casa del Fascio, Ferrara, modernes Verwaltungsgebäude
23. Festung von Ferrara, Ferrara
24. Palazzo di Giustizia, Ferrara, früher Kloster und Schule
25. Palazzo Gulinelli, Ferrara
26. Castello Lambertini, Poggio Renatico
27. Torre dei Leuti, Ferrara
28. Casa di Ludovico Ariosto, Ferrara
29. Palazzina di Marfisa d’Este, Ferrara
30. Villa Masieri-Finotti, Ferrara
31. Palazzo Massari, Ferrara
32. Villa Melchiorri, Ferrara
33. Villa della Mensa, Copparo
34. Castello di Mercabò
35. Castello di Mesola, Mesola
36. Casa Minerbi-Del Sale, Ferrara
37. Palazzo Municipale, Ferrara
38. Palazzo Naselli Crispi, Ferrara
39. Palazzo Panfilio, Ferrara
40. Palazzo Paradiso, Ferrara
41. Palazzo Pendaglia, Ferrara
42. Palazzo Pio, Tresigallo
43. Casa Pisani, Ferrara
44. Palazzo delle Poste, Ferrara, 1927–1929, modernes Verwaltungsgebäude
45. Palazzo Prosperi-Sacrati, Ferrara
46. Palazzo della Ragione, Ferrara
47. Palazzo di Renata di Francia, Ferrara
48. Villa Revedin, Ferrara
49. Casa Romei, Ferrara
50. Palazzo Roverella, Ferrara
51. Palazzo Del Sale-Balbo, Ferrara
52. Palazzo di San Crispino, Ferrara
53. Palazzo Schifanoia, Ferrara
54. Palazzo Sessa-Aldrovandi, Terre del Reno
55. Palazzo Tassoni Estense, Ferrara
56. Palazzo Tassoni Mirogli, Ferrara
57. Castel Tedaldo, Ferrara
58. Palazzo Turchi di Bagno, Ferrara
59. Delizia del Verginese, Portomaggiore
60. Torre della Vittoria, Ferrara

### Provinz Forlì-Cesena
1. Palazzo Acconci, Forlì
2. Palazzo Albertini, Forlì
3. Palazzo Albicini, Forlì
4. Casa del Balilla, Forlì
5. Palazzo Benzi, Forlì
6. Fortezza Medioevale di Castrocaro, Castrocaro Terme e Terra del Sole
7. Rocca delle Caminate, Meldola
8. Villa Carpena, Forlì
9. Palazzo Chiaramonti, Cesena
10. Palazzo dell’ex Collegio Aeronautico, Forlì
11. Palazzo dei Commissari o del Pretorio, Castrocaro Terme e Terra del Sole
12. Palazzo Comunale, Cesena
13. Palazzo Comunale, Forlì
14. Rocca dei Conti Guidi, Dovadola
15. Rocca dei Conti Guidi, Modigliana
16. Rocca di Forlimpopoli, Forlimpopoli
17. Palazzo Gaddi, Forlì
18. Castello di Giaggiolo, Civitella di Romagna
19. Palazzo Ghini, Cesena
20. Palazzo Guarini, Forlì
21. Palazzo Guerrini Bratti, Cesena
22. Palazzo Hercolani, Forlì
23. Rocca Malatestiana, Cesena
24. Rocca Malatestiana, Montiano
25. Castello Malatestiano, Gatteo
26. Castello Malatestiano, Longiano
27. Case Maldenti, Forlì
28. Palazzo Manzoni, Forlì
29. Rocca di Meldola, Meldola
30. Palazzo del Merenda, Forlì
31. Palazzo Merlini, Forlì
32. Rocca di Modigliana, Modigliana
33. Palazzo Monsignani, Forlì
34. Rocca di Montepoggiolo, Castrocaro Terme e Terra del Sole
35. Palazzo Morattini, Forlì
36. Palazzo Numai, Forlì
37. Palazzo Orsi Mangelli, Forlì
38. Casa Palmeggiani, Forlì
39. Palazzo Paulucci de Calboli, Forlì
40. Palazzo Paulucci di Calboli dall’Aste, Forlì
41. Palazzo Piazza Paulucci, Forlì
42. Rocchetta di Piazza, Cesena
43. Palazzo del Podestà, Forlì
44. Palazzo delle Poste, Forlì, modernes Verwaltungsgebäude
45. Rocca di Ravaldino, Forlì
46. Palazzo Reggiani, Forlì
47. Palazzo del Ridotto, Cesena
48. Castello di Rocca San Casciano, Rocca San Casciano
49. Palazzo Romagnoli, Cesena
50. Palazzo Romagnoli, Forlì
51. Villa Saffi, Forlì
52. Palazzo Sangiorgi, Forlì
53. Palazzo Sassi Masini, Forlì
54. Palazzo Savorelli Prati, Forlì
55. Palazzo Serughi, Forlì
56. Villa Silvia, Cesena
57. Palazzo dei Signori della Missione, Forlì
58. Casa Sirotti, Cesena
59. Palazzo Sirotti Gaudenzi, Cesena
60. Palazzo Talenti-Framonti, Forlì
61. Palazzo Tartagni Marvelli, Forlì
62. Castello di Terra del Sole, Castrocaro Terme e Terra del Sole
63. Palazzo degli Uffici Statali, Forlì
64. Palazzo Varano, Predappio
65. Loggetta Veneziana, Cesena

### Provinz Modena
1. Bosco Albergati, Castelfranco Emilia
2. Palazzo Bergomi, Mirandola
3. Torre dei Bolognesi, Nonantola
4. Castello del Carrobio, Finale Emilia
5. Palazzo della Cassa di Risparmio, Mirandola
6. Palazzo Comunale, Mirandola
7. Palazzo Comunale, Modena
8. Palazzo Ducale, Modena
9. Palazzo Ducale, Pavullo nel Frignano
10. Palazzo Ducale, Sassuolo
11. Villa Emma, Nonantola
12. Rocca Estense, San Felice sul Panaro
13. Villa Ferri, San Felice sul Panaro
14. Castello di Formigine, Formigine
15. Villa Gandini, Formigine
16. Palazzo ex Gioventù Italiana del Littorio, Mirandola
17. Castello di Guiglia, Guiglia
18. Castello di Levizzano, Castelvetro di Modena
19. Castello Malvasia, Castelfranco Emilia
20. Villa Martuzzi, Vignola
21. Palazzo della Milizia, Mirandola
22. Torre dei Modenesi, Finale Emilia
23. Torre dei Modenesi, Nonantola
24. Castello di Montecuccolo, Pavullo nel Frignano
25. Palazzo dell’ex Monte di Pietà, San Felice sul Panaro
26. Castello di Montegibbio, Sassuolo
27. Palazzo dei Musei, Modena
28. Palazzo Piella, Castelfranco Emilia
29. Castello dei Pico, Mirandola
30. Castello dei Pio, Carpi
31. Galleria del Popolo, Mirandola
32. Palazzo della Ragione, Mirandola
33. Castello delle Rocche, Finale Emilia
34. Palazzo delle Scuole Elementari, Mirandola
35. Castello di Semese, Pavullo nel Frignano
36. Castello di Sestola, Sestola
37. Villa Sorra, Castelfranco Emilia
38. Castello di Spezzano, Fiorano Modenese
39. Forte Urbano, Castelfranco Emilia
40. Torri di Verdeta, San Prospero
41. Rocca di Vignola, Vignola

### Provinz Parma
1. Torre delle Acque, Colorno
2. Torre degli Alberi, Parma
3. Castello di Alpicella, Calestano
4. Castello di Antesica, Langhirano
5. Palazzo Ape Museo, Parma
6. Aranciaia di Colorno, Colorno
7. Geburtshaus von Arturo Toscanini, Parma
8. Villa Avogadro, Parma
9. Torrione di Baganzola, Parma
10. Castello di Bardi, Bardi
11. Casa Barezzi, Busseto
12. Castello di Bargone, Salsomaggiore Terme
13. Castello di Basilicanova, Montechiarugolo
14. Castello di Beduzzo, Corniglio
15. Castello di Belforte, Borgo Val di Taro
16. Rocca di Belvedere, Tizzano Val Parma
17. Torrione di Beneceto, Parma
18. Grancia Benedettina di Sanguigna, Colorno
19. Castello di Berceto, Berceto
20. Palazzo Bertucci, Borgo Val di Taro
21. Terme Berzieri, Salsomaggiore Terme
22. Castello di Borgo Val di Taro, Borgo Val di Taro
23. Villa Borri, Montechiarugolo
24. Terme Borrini, Montechiarugolo
25. Casino dei Boschi, Sala Baganza
26. Castello di Bosco di Corniglio, Corniglio
27. Palazzo Boselli, Parma
28. Palazzo Bossi Bocchi, Parma
29. Palazzo Boveri, Borgo Val di Taro
30. Castello di Calestano, Calestano
31. Palazzo della Camera di Commercio, Parma
32. Palazzo Carmi, Parma
33. Castello di Carona, Fornovo di Taro
34. Palazzo delle Carrozze, Parma
35. Castello di Casola, Terenzo
36. Palazzo della Cassa di Risparmio, Parma
37. Castello di Castelcorniglio, Solignano
38. Castello di Castelguelfo, Noceto
39. Castello di Castellina, Soragna
40. Villa Castellina, Soragna
41. Torri dei Castiglioni, Palanzano
42. Castello di Castione de’ Baratti, Traversetolo
43. Castello di Castrignano, Longhirano
44. Villa Caumont Caimi, Felino
45. Torrione di Coenzo, Sorbolo
46. Castello di Compiano, Compiano
47. Palazzo Comunale, Fidenza
48. Palazzo Comunale, Langhirano
49. Palazzo del Comune, Parma
50. Palazzo dei Congressi, Salsomaggiore Terme
51. Castello di Contignaco, Salsomaggiore Terme
52. Castello di Corniana, Terenzo
53. Castello di Corniglio, Corniglio
54. Castello di Costamezzana, Medesano
55. Palazzo Cusani, Parma
56. Palazzo Dazzi, Parma
57. Palazzo Ducale, Colorno
58. Palazzetto Eucherio Sanvitale, Parma
59. Castello di Felino, Felino
60. Villa del Ferlaro, Collecchio
61. Castello di Gallinella, Salsomaggiore Terme
62. Collegio dei Gesuiti, Fidenza
63. Palazzo del Giardino, Parma
64. Palazzo Giordani, Parma
65. Castello di Golaso, Varsi
66. Palazzo del Governatore, Parma
67. Castello di Gravago, Bardi
68. Castello di Guardasone, Traversetolo
69. Rocca di Gusaliggio, Valmozzola
70. Palazzo Imperiale dell’Arena, Parma
71. Castello di Lacore, Bardi
72. Villa Lalatta Costerbosa, Montechiarugolo
73. Villa Lanfranchi, Lesignano de’ Bagni
74. Castello di Lesignano, Lesignano de' Bagni
75. Villa Levi-Tedeschi, Parma
76. Casa Madre dei Missionari Saveriani, Parma
77. Castello di Madregolo, Collecchio
78. Villa Magnani, Traversetolo
79. Villa Malenchini, Parma
80. Castello di Mancapane, Collecchio
81. Palazzo Marchi, Parma
82. Palazzo Maria Luigia, Bardi
83. Castello di Marzolara, Calestano
84. Castello di Mattaleto, Longhirano
85. Villa Mattei, Parma
86. Castello di Medesano, Medesano
87. Villa Meli Lupi, Parma
88. Rocca Meli Lupi di Soragna, Soragna
89. Castello di Miano, Medesano
90. Palazzo dei Ministeri, Parma
91. Castello di Montechiarugolo, Montechiarugolo
92. Castello di Monte Palero, Sala Baganza
93. Palazzo del Monte di Pietà, Busseto
94. Castello di Monticelli, Montechiarugolo
95. Castello di Mulazzano, Lesignano de’ Bagni
96. Palazzo Orlandi, Busseto
97. Palazzo delle Orsoline, Fidenza
98. Palazzo delle Orsoline, Parma
99. Villa Paganini, Parma
100. Antica Corte Pallavicina, Polesine Zibello
101. Villa Pallavicini, Longhirano
102. Castello Pallavicino, Varano de’ Melegari
103. Palazzo Pallavicino, Parma
104. Palazzo Pallavicino, Polesine Zibello
105. Rocca Pallavicino, Busseto
106. Villa Pallavicino, Busseto
107. Castello di Palmia, Terenzo
108. Castello di Panocchia, Parma
109. Castello di Pariano, Montechiarugolo
110. Castello di Parola, Fontanellato
111. Villa Paveri Fontana, Collecchio
112. Castello di Pellegrino Parmense, Pellegrino Parmense
113. Castello di Pessola, Varsi
114. Casinetto Petitot, Parma
115. Villa Petitot, Parma
116. Castello di Pietracervara, Bardi
117. Castello di Pietracravina, Bedonia
118. Castello di Pietragemella, Bardi
119. Castello di Pietramogolana, Berceto
120. Palazzo della Pilotta, Parma
121. Castello di Prelerna, Solignano
122. Palazzo del Podestà, Parma
123. Palazzo della Provincia, Parma
124. Palazzo Rangoni Farnese, Parma
125. Castello di Ravarano, Colestano
126. Venaria Reale, Colorno
127. Palazzo di Riserva, Parma
128. Castello di Rivalta, Lesignano de’ Bagni
129. Castello di Roccaferrara, Corniglio
130. Castello di Roccalanzona, Medesano
131. Castello di Roccaprebalza, Berceto
132. Palazzo Dalla Rosa Prati, Parma
133. Rocca dei Rossi, Roccabianca
134. Rocca dei Rossi, San Secondo Parmense
135. Castello di Sant’Andrea, Medesano
136. Palazzo Sanvitale, Parma
137. Rocca Sanvitale, Fontanellato
138. Rocca dei Sanvitale, Noceto
139. Rocca Sanvitale, Sala Baganza
140. Castello di San Vitale Baganza, Sala Baganza
141. Castello di Scipione, Salsomaggiore Terme
142. Castello di Segalara, Sala Baganza
143. Castello di Selva Smeralda, Terenzo
144. Castello di Solignano, Solignano
145. Palazzo Soragna, Parma
146. Villa Soragna, Collecchio
147. Castello di Specchio, Solignano
148. Castello di Tabiano, Salsomaggiore Terme
149. Palazzo Tarasconi, Parma
150. Palazzo Tardiani, Borgo Val di Taro
151. Rocca dei Terzi, Sissa
152. Castello di Tiorre, Longhirano
153. Palazzo Tirelli, Parma
154. Castello di Tizzano Val Parma, Tizzano Val Parma
155. Castello di Torrechiara, Langhirano
156. Palazzo del Tribunale, Parma
157. Palazzo dell’Università, Parma
158. Rocca di Valle di Castrignano, Longhirano
159. Castello di Varano Marchesi, Medesano
160. Castello di Varsi, Varsi
161. Palazzo Vescovile, Parma
162. Palazzo del Vescovo dei Mezzani, Sorbolo Mezzani
163. Castello di Vianino, Varano de’ Melegari
164. Torrione di Vicomero, Parma
165. Villa La Vigna, Noceto
166. Castello di Vigolone, Calestano
167. Galleria Warowland, Salsomaggiore Terme
168. Castello di Zibello, Polesine Zibello
169. Zitadelle von Parma, Parma

### Provinz Piacenza
1. Castello di Agazzano, Agazzano
2. Collegio Alberoni, Piacenza
3. Castello di Altoé, Podenzano
4. Castello di L’Ardara, Piozzano
5. Castello di Baselica, Gossolengo
6. Castello della Bastardina, Agazzano
7. Castello di Bicchignano, Vigolzone
8. Torre di Bobbiano, Travo
9. Castello della Boffalora, Agezzanao
10. Castello di Borgonovo Val Tidone, Borgonovo Val Tidone
11. Castelbosco, Gragnano Trebbiense
12. Torre di Cadonica, Bobbio
13. Castello di Calendasco, Calendasco
14. Castello della Caminata, Bettola
15. Castello di Caratta, Gossolengo
16. Castello di Cariseto, Cerignola
17. Castello di Casanova, Piozzano
18. Castello di Castano, Agazzano
19. Castello di Castelnovo, Borgonovo Val Tidone
20. Castello di Castelnuovo Fogliani, Alseno
21. Castello di Chiavenna Landi, Cortemaggiore
22. Palazzo Comunale, Bobbio
23. Palazzo Comunale, Piacenza
24. Castello di Corano, Borgonovo Val Tidone
25. Castello del Dego, Bobbio
26. Castello di Erbia, Bettola
27. Palazzo Farnese, Piacenza
28. Torrione Farnese, Castell’Arquato
29. Castello di Folignano
30. Palazzo Galli, Piacenza
31. Torre Gandini, Alta Val Tidone
32. Castello di Gazzola, Gazzola
33. Castello di Gossolengo, Gossolengo
34. Castello di Grazzano Visconti, Vigolzone
35. Castello di Gropparello, Gropparello
36. Castello di Groppoducale, Bettola
37. Palazzo Landi, Alseno
38. Castello di Lisignano, Gazzola
39. Castello di Lusurasco, Alseno
40. Castello di Luzzano
41. Castello di Magnano, Carpaneto Piacentino
42. Palazzo Malaspina, Bobbio
43. Castello Malaspina-Dal Verme, Bobbio
44. Rocca Mandelli, Caorso
45. Castelmantova, Gragnano Trebbiense
46. Castello di Momeliano, Gazzola
47. Castello di Montalbo, Ziano Piacentino
48. Torre di Montebolzone, Agazzano
49. Castello di Montecanino, Piozzano
50. Castello di Montechiaro, Rivergaro
51. Castello di Montechino, Gropparello
52. Castello di Monteventano, Piozzano
53. Castello di Monticelli d’Ongina, Monticelli d’Ongina
54. Castello di Monticello, Gazzola
55. Castello di Nibbiano, Alta Val Tidone
56. Castello di Niviano, Rivergaro
57. Rocca d’Olgisio, Pianello Val Tidone
58. Castello di Paderna, Pontenure
59. Castello di Pavarano, Piozzano
60. Rocca di Pianello Val Tidone, Pianello Val Tidone
61. Castello di Pigazzano, Travo
62. Castello di Podenzano, Podenzano
63. Castello di Rezzanello, Gazzola
64. Castello di Riva, Ponte dell’Olio
65. Castello di Rivalta, Gazzola
66. Torre Rizzi, Piozzano
67. Castello di San Damiano, San Giorgio Piacentino
68. Rocca di San Giorgio, San Giorgio Piacentino
69. Castello di San Giorgio Piacentino, San Giorgio Piacentino
70. Castello di San Pietro in Cerro, San Pietro in Cerro
71. Castello di San Polo, Podenzano
72. Castello di Santimento, Rottofreno
73. Castello di Sarmato, Sarmato
74. Castello di Sarturano, Agazzano
75. Castello di Seminò, Ziano Piacentino
76. Castello di Statto, Travo
77. Castello di Travo, Travo
78. Castello di Trebecco, Alta Val Tidone
79. Castello di Trevozzo, Alta Val Tidone
80. Castelvecchio, Piozzano
81. Castello di Veggiola, Gropparello
82. Villa Verdi, Villanova sull’Arda
83. Castello di Vicobarone, Ziano Piacentino
84. Castello di Vigoleno, Vernasca
85. Castello di Vigolzone, Vigolzone
86. Rocca Viscontea, Castell’Arquato
87. Villa Visconti, Cadeo
88. Castello di Zena, Carpaneto Piacentino

### Provinz Ravenna
1. Rocca di Bagnara, Bagnara di Romagna
2. Rocca Brancaleone, Ravenna
3. Palazzo Cavina, Faenza
4. Palazzo Comunale, Cervia
5. Palazzo Conti, Faenza
6. Palazzo Ferniani, Faenza
7. Villa Ferniani, Faenza
8. Palazzo Gessi, Faenza
9. Palazzo Grossi, Ravenna
10. Palazzo Grossi-Fusconi, Ravenna
11. Palazzo Gucci-Boschi, Faenza
12. Palazzo Laderchi, Faenza
13. Villa Laderchi, Faenza
14. Rocca Lugo
15. Rocca Manfrediana, Brisighella
16. Castello di Mercabò, Ravenna
17. Palazzo Milzetti, Faenza
18. Rocca di Monte Battaglia, Casola Valsenio
19. Palazzo Morri, Faenza
20. Villa Morsiani, Bagnara di Romagna
21. Palazzo Pasolini, Faenza
22. Casa Piani, Faenza
23. Palazzo della Provincia, Ravenna
24. Villa Righini, Cervia
25. Rocca di Riolo Terme, Riolo Terme
26. Villa Romana, Russi
27. Castello di Rontana, Brisighella
28. Palazzo San Giacomo, Russi
29. Palazzo di Teodorico, Ravenna
30. Palazzo Zanelli, Faenza
31. Palazzo Zauli-Naldi, Faenza
32. Palazzo Zucchini, Faenza

### Provinz Reggio nell’Emilia
1. Castello di Albinea, Albinea
2. Castello di Arceto, Scandiano
3. Villa Arnò, Albinea
4. Castello di Bianello, Quattro Castella
5. Palazzo Becchi-Magnani, Reggio nell’Emilia
6. Rocca dei Boiardo, Scandiano
7. Castello di Canossa, Canossa
8. Palazzo del Capitano del Popolo, Reggio nell’Emilia
9. Castello delle Carpinete, Carpineti
10. Castello di Casalgrande, Casalgrande
11. Palazzo Cassoli, Reggio nell’Emilia
12. Palazzo Cassoli-Tirelli, Reggio nell’Emilia
13. Torre Civica, Luzzara
14. Torre Civica, Scandiano
15. Palazzo del Comune, Reggio nell’Emilia
16. Castello di Dinazzano, Casalgrande
17. Castello Dondena Bagnoli, Scandiano
18. Palazzo Ducale, Guastalla
19. Palazzo Ducale, Reggio nell’Emilia
20. Palazzo Ducale, Reggio nell’Emilia (Rivalta)
21. Castello di Felina, Castelnovo Monti
22. Castello di Luzzara, Luzzara
23. Palazzo della Macina, Luzzara
24. Palazzo Manenti, Reggio nell’Emilia
25. Il Mauriziano, Reggio nell’Emilia
26. Castello di Montecchio Emilia, Montecchio Emilia
27. Palazzo Municipale, Scandiano
28. Palazzo dei Musei, Reggio nell’Emilia
29. Rocca di Novellara, Novellara
30. Villa Paralupi, Luzzara
31. Palazzo dei Principi, Correggio
32. Castello di Rondinara, Scandiano
33. Castello di Rossena, Canossa
34. Torre di Rossenella, Canossa
35. Antico Forte di Rubiera
36. Castello di Salvaterra, Casalgrande
37. Castello di Sarzano, Casina
38. Palazzo Scaruffi, Reggio nell’Emilia
39. Palazzo Tirelli, Reggio nell’Emilia
40. Castello di Torricella, Scandiano
41. Castello di Viano, Viano

### Provinz Rimini
1. Palazzo dell’Arengo, Rimini
2. Palazzo dei Congressi, Riccione
3. Castello Due Torri, Poggio Torriana
4. Rocca Fregoso, Sant’Agata Feltria
5. Palazzo Marcosanti, Poggio Berni
6. Rocca Malatestiana, Mondaino
7. Rocca Malatestiana, Montefiore Conca
8. Rocca Malatestiana, Santarcangelo di Romagna
9. Rocca Malatestiana, Verucchio
10. Castello Malatestiano, Montescudo-Monte Colombo
11. Castello Malatestiano, San Clemente
12. Castello di Montebello, Poggio Torriana
13. Castello di Montecopiolo, Montecopiolo
14. Palazzo del Podestà, Rimini
15. Forte di San Leo, San Leo
16. Castel Sismondo, Rimini

## Friaul-Julisch Venetien

### Provinz Gorizia
1. Castello di Belforte, Monfalcone
2. Castello di Cormons, Cormòns
3. Palazzo Coronini Cronberg, Gorizia
4. Castello Formentini, San Floriano del Collio
5. Castello di Gorizia, Gorizia
6. Fortezza di Gradisca, Gradisca d’Isonzo
7. Rocca di Monfalcone, Monfalcone
8. Castello di Rubbia, Savogna d’Isonzo
9. Castello di Spessa, Capriva del Friuli
10. Castello di Trussio, Dolegna del Collio

### Provinz Pordenone
1. Castel d’Aviano, Aviano
2. Castello di Caneva, Caneva
3. Palazzo Cecchini, Cordovado
4. Castello Ceconi, Vito d’Asio (Pielungo)
5. Villa Cigolotti, Vivaro
6. Castello dei Conti di Porcia, Cordovado (Porciaello di Cordovado)
7. Castello di Cordovado, Cordovado
8. Villa Correr Dolfin, Porcia
9. Castello di Cosa, San Giorgio della Richinvelda (Cosa)
10. Villa Galvani, Pordenone
11. Palazzo Mainardi, Cordovado
12. Castello di Maniago, Maniago
13. Castello di Meduno, Meduno
14. Castello di Mizza, Cavasso Nuovo
15. Castello di Montereale, Castelnovo del Friuli
16. Castrum Montis Regalis, Montereale Valcellina
17. Castello dei Panciera, Zoppola
18. Castello di Pinzano, Pinzano al Tagliamento
19. Castello di Polcenigo, Polcenigo
20. Castello di Sacile, Sacile
21. Villa Savorgnan, Sequals
22. Castello di Solimbergo, Solimbergo
23. Castello di Spilimbergo, Spilimbergo
24. Castello di Toppo, Travesio
25. Castello di Torrate, Chions
26. Villa Varda, Brugnera

### Provinz Triest
1. Palazzo Aedes, Triest
2. Palazzo della Banca d’Italia, Triest
3. Palazzo della Banca di Praga, Triest
4. Palazzo Carciotti, Triest
5. Castello Nuovo di Duino, Duino-Aurisina
6. Castello Vecchio di Duino, Duino-Aurisina
7. Palazzo Economo, Triest
8. Villa Engelmann, Triest
9. Ferdinandeo, Triest
10. Palazzo delle Ferrovie dello Stato, Triest
11. Palazzo Galatti, Triest
12. Castelletto Geiringer, Triest
13. Palazzo di Giustizia, Triest
14. Palazzo Gopcevich, Triest
15. Grand Hotel Duchi d’Aosta, Triest
16. Palazzo Kallister, Triest
17. Palazzo del Lloyd Triestino, Triest
18. Palazzo della Luogotenenza Austriaca, Triest
19. Castello di Miramare, Triest
20. Castello di Moccò, San Dorligo della Valle
21. Palazzo Modello, Triest
22. Castello di Moncolano, Triest
23. Rocca di Monrupino, Monrupino
24. Castello di Muggia, Muggia
25. Palazzo del Municipio, Triest
26. Narodni dom, Triest
27. Villa Necker, Triest
28. Palazzo Pitteri, Triest
29. Palazzo delle Poste, Triest
30. Palazzo della Questura, Triest
31. Palazzo Revoltella, Triest
32. Palazzo Rittmeyer, Triest
33. Castello di San Giusto, Triest
34. Villa Sigmundt, Triest
35. Palazzo Stratti, Triest
36. Palazzo del Tergesteo, Triest
37. Casa Terni-Smolars, Triest

### Provinz Udine
1. Palazzo Antonini, Udine
2. Castello d’Arcano, Rive d’Arcano
3. Palazzo di Brazzà, Udine
4. Castello di Brazzacco, Cervignano del Friuli
5. Villa De Obizzi Lanzona, Cervignano del Friuli
6. Castello di Fagagna, Fagagna
7. Palazzo di Giustizia, Udine, früheres Krankenhaus, heute Gerichtsgebäude
8. Villa Gradenigo Sabbatini, Pozzuolo del Friuli
9. Villa Iachia, Ruda
10. Castello Inferiore, Attimis
11. Villa Manin, Codroipo
12. Villa Manin-Kechler, Codroipo
13. Casa del Marinaretto, Palazzolo dello Stella
14. Villa Merlo Dragoni, Pradamano
15. Forte di Monte Ercole, Gemona del Friuli (Ospedaletto), Militäranlage des 20. Jahrhunderts
16. Torre Moscarda, Paluzza
17. Castello della Motta, Povoletto
18. Fortezza di Palmanova, Palmanova
19. Castello di Partistagno, Attimis
20. Palazzo Patriarcale, Udine
21. Castello di Ragogna, Ragogna (San Pietro di Ragogna)
22. Castello di Saciletto, Ruda (Saciletto)
23. Villa Savorgnan Minciotti, Camino al Tagliamento
24. Castello di Sacuidic, Forni di Sopra
25. Castello di Strassoldo di Sopra, Cervignano del Friuli (Strassoldo)
26. Castello Superiore, Attimis
27. Palazzo Tinghi, Udine
28. Castello di Tolmezzo, Tolmezzo
29. Casa del Trecento, San Daniele del Friuli
30. Villa Trento, San Giovanni al Natisone (Dolegnano)
31. Castello di Udine, Udine
32. Villa Veritti, Udine
33. Castello di Villalta, Fagagna

## Kalabrien

### Provinz Catanzaro
1. Palazzo Alemanni, Catanzaro
2. Ex Palazzo dell’Amministrazione Provinciale, Catanzaro
3. Palazzo Anania, Catanzaro
4. Castello dei Conti d’Aquino, Belcastro
5. Palazzo De Nobili, Catanzaro
6. Palazzo Doria, Catanzaro
7. Palazzo Fazzari, Catanzaro
8. Palazzo Ferrari-Di Riso, Catanzaro
9. Palazzo di Giustizia, Catanzaro
10. Palazzo Grimaldi-Montuori, Catanzaro
11. Palazzo dell’Intendenza di Finanza, Catanzaro
12. Palazzo degli Itali, Catanzaro
13. Castello di Maida, Taverna
14. Maidatello di Taverna Vecchia, Taverna
15. Bastione di Malta, Lamezia Terme
16. Palazzo Menichini, Catanzaro
17. Palazzo Morano, Catanzaro
18. Castello di Nicastro, Lamezia Terme
19. Palazzo Pecorini-Manzoni, Catanzaro
20. Palazzo Poerio, Belcastro
21. Palazzo Ricca, Catanzaro
22. Palazzo Rocca-Grimaldi, Catanzaro
23. Palazzo Ruggero-Raffaeli, Catanzaro
24. Torre Sant’Antonio, Santa Caterina dello Ionio
25. Palazzina Scandale, Catanzaro
26. Castello di Squillace, Squillace
27. Castello del Vaglio, Simeri Crichi
28. Palazzo Vercillo, Catanzaro
29. Palazzo di Vetro, Catanzaro

### Provinz Cosenza
1. Castello di Acri, Acri
2. Castello di Aiello Calabro, Aiello Calabro
3. Castello di Amantea, Amantea
4. Castello di Amendolara, Amendolara
5. Palazzo Arcivescovile, Cosenza
6. Castello dell’Arso, Mandatoriccio
7. Palazzo Astorino Giannone, Acri
8. Palazzo Barberio, San Giovanni in Fiore
9. Palazzo Barberio Toscano, San Giovanni in Fiore
10. Torre di Bastia, Belmonte Calabro
11. Castello di Belmonte Calabro, Belmonte Calabro
12. Palazzo Benincasa, San Giovanni in Fiore
13. Palazzo Caligiuri, San Giovanni in Fiore
14. Palazzo Civitate, Acri
15. Palazzo delle Clarisse, Amantea
16. Castello di Corigliano Calabro, Corigliano-Rossano
17. Castello di Cosenza, Cosenza
18. Palazzo De Luca, San Giovanni in Fiore
19. Palazzo De Marco, San Giovanni in Fiore
20. Palazzo De Simone-Julia, Acri
21. Palazzo Dodaro, Acri
22. Palazzo del Governo, Cosenza
23. Palazzo Julia, Acri
24. Palazzo Lopez, San Giovanni in Fiore
25. Torre Mordillo, Spezzano Albanese
26. Palazzo Oliverio, San Giovanni in Fiore
27. Palazzo Padula, Acri
28. Castrum Petrae Roseti, Roseto Capo Spulico
29. Castello di Pietramala, Cleto
30. Palazzo Pucci, Amandolara
31. Castello di Rende, Rende
32. Palazzo del Rivellino, Belmonte Calabro
33. Castello di Rocca Imperiale, Rocca Imperiale
34. Castello San Mauro
35. Castello di San Michele, Santa Maria del Cedro
36. Palazzo Sanseverino-Falcone, Acri
37. Castello di Savuto, Cleto
38. Castello di Scalea, Scalea
39. Castello di Scribla, Spezzano Albanese
40. Palazzo Spezzano, Acri
41. Torre Talao, Scalea
42. Castello della Valle, Fiumefreddo Bruzio
43. Palazzo Viafora, Cassano all’Ionio
44. Palazzo Zupi, Fiumefreddo Bruzio

### Provinz Crotone
1. Palazzo Arcivescovile, Crotone
2. Palazzo Barracco, Crotone
3. Castello di Caccuri, Caccuri
4. Castello Carafa, Cirò, 15. Jahrhundert, Karte
5. Palazzo Comunale, Crotone
6. Castello di Crotone, Crotone
7. Castello Feudale, Isola di Capo Rizzuto
8. Palazzo Galluccio, Crotone
9. Castello del Gaudio
10. Palazzo di Giustizia, Crotone
11. Fortezza di Le Castella, Isola di Capo Rizzuto
12. Torre di Nao, Crotone
13. Palazzo San Giovanni, Crotone
14. Castello di Santa Severina, Santa Severina, Karte

### Metropolitanstadt Reggio Calabria
1. Forte di Altafiumara, Villa San Giovanni
2. Palazzo Amendolea-Cavatore, Polistena
3. Palazzo della Banca d'Italia, Reggio Calabria
4. Palazzo del Banco di Napoli, Reggio Calabria
5. Palazzo Barbera, Reggio Calabria
6. Forte Batteria Siacci, Campo Calabro
7. Albergo Belfanti Centralino, Reggio Calabria
8. Palazzo del Bufalo, Reggio Calabria
9. Palazzo della Camera di Commercio, Reggio Calabria
10. Palazzo Campanella, Reggio Calabria
11. Torre Cavallo, Villa San Giovanni
12. Castello di Condojanni, Sant’Ilario dello Ionio
13. Palazzo Corigliano, Reggio Calabria
14. Palazzo Corrado Alvaro, Reggio Calabria
15. Palazzo De Blasio, Reggio Calabria
16. Centro Direzionale di Reggio Calabria, Reggio Calabria
17. Castello Ducale dei Ruffo, Bagnara Calabra
18. Casa del Fascio, Reggio Calabria
19. Palazzo Fiaccadori, Reggio Calabria
20. Palazzo delle Finanze, Reggio Calabria
21. Batteria Fondo Versace-Spirito Santo, Reggio Calabria
22. Villa Genoese Zerbi, Reggio Calabria
23. Palazzo Giuffrè, Reggio Calabria
24. Palazzo del Governo, Reggio Calabria
25. Palazzo Guarna, Reggio Calabria
26. Palazzo Mazzitelli, Reggio Calabria
27. Palazzo Melissari, Reggio Calabria
28. Palazzo Melissari-Musitano, Reggio Calabria
29. Palazzo Miccoli-Bosurgi, Reggio Calabria
30. Palazzo dell’ex Hotel Miramare, Reggio Calabria
31. Castello di Monasterace, Monasterace
32. Palazzo del Monte dei Paschi di Siena, Reggio Calabria
33. Torre Nervi, Reggio Calabria
34. Palazzo Nesci, Reggio Calabria
35. Villa Nesci, Reggio Calabria
36. Torre dell'Orologio, Terranova Sappo Minulio
37. Castello di Palizzi, Palizzi
38. Castello Pellicano, Gioiosa Ionica
39. Palazzo Pellicano, Reggio Calabria
40. Fortini di Pentimele, Reggio Calabria
41. Palazzo Piacentini, Reggio Calabria
42. Palazzo delle Poste, Reggio Calabria
43. Castello di Reggio Calabria, Reggio Calabria
44. Palazzo Romeo Retez, Reggio Calabria
45. Castello Ruffo di Amendolea, Condofuri
46. Castello Ruffo di Scilla, Scilla
47. Castello di San Fili, Stignano
48. Torre di San Francesco, Palmi
49. Palazzo San Giorgio, Reggio Calabria
50. Palazzo San Nicola, Palmi
51. Castello di Sant’Aniceto, Motta San Giovanni
52. Sarazenenturm, Palmi
53. Palazzo Spanò Bolani, Reggio Calabria
54. Palazzo Spinelli, Reggio Calabria
55. Palazzo Tigani, Polistena
56. Palazzo Trapani Lombardo, Reggio Calabria
57. Palazzo dei Tribunali, Reggio Calabria
58. Palazzo Vitale, Reggio Calabria
59. Palazzo Vitrioli, Reggio Calabria
60. Palazzo Zani, Reggio Calabria
61. Palazzo Zani-Spadaro, Reggio Calabria

### Provinz Vibo Valentia
1. Castello di Arena, Arena
2. Castello di Bivona, Vibo Valentia, Ortsteil Bivona
3. Palazzo Giffone, Tropea
4. Castello Galluppi, Drapia (Carìa)
5. Castello Murat, Pizzo
6. Castello Ruffo, Nicotera
7. Castello di Vibo Valentia, Vibo Valentia

## Kampanien

### Provinz Avellino
1. Palazzo Abbaziale di Loreto, Mercogliano
2. Castello di Ariano Irpino, Ariano Irpino
3. Castello di Avella, Avella
4. Castello Ducale di Bisaccia, Bisaccia
5. Castello di Frigento, Frigento
6. Castello di Gesualdo, Gesualdo
7. Castello Lancellotti
8. Castello di Montoro Inferiore, Montoro Inferiore
9. Castelletto Parise
10. Castello Pignatelli della Leonessa, San Martino Valle Caudina
11. Castello di Quaglietta
12. Palazzo Ricciardelli, Aiello del Sabato
13. Castello di Rocca San Felice, Rocca San Felice
14. Castello Savignano Irpino, Savignano Irpino
15. Castello di Solofra, Solofra

### Provinz Benevent
1. Palazzo Arcivescovile, Benevent
2. Palazzo della Camera di Commercio, Benevent
3. Palazzo Carizza, Cerreto Sannita
4. Palazzo Ciaburro, Cerreto Sannita
5. Castello di Campolattaro, Campolattaro
6. Castello di Ceppaloni, Ceppaloni
7. Castello Corvacchini, Benevent
8. Castello di Cusano Mutri, Cusano Mutri
9. Castello Ducale, Benevent
10. Castello Ducale, Circello
11. Castello Ducale di Sant’Agata de’ Goti, Sant’Agata de’ Goti
12. Castello di Faicchio, Faicchio
13. Palazzo Foglia, Ceppaloni
14. Palazzo del Genio, Cerreto Sannita
15. Palazzo Giordani, Cerreto Sannita
16. Palazzo Giuseppe Ciaburro, Cerreto Sannita
17. Palazzo di Giustizia, Benevent
18. Palazzo del Governo, Benevent
19. Villa Langer, Cerreto Sannita
20. Palazzo Magnati, Cerreto Sannita
21. Castello di Montesarchio, Montesarchio
22. Torre di Montesarchio, Montesarchio
23. Palazzo Nardella, Cerreto Sannita
24. Convitto Nazionale Pietro Giannone, Benevent
25. Palazzo Paolo V, Benevent
26. Castel Pagano
27. Villa dei Papi, Benevent
28. Casino del Principe, Calvi
29. Rocca dei Rettori, Benevent
30. Rocca di San Salvatore Telesino, San Salvatore Telesino
31. Palazzo Sant’Antonio, Cerreto Sannita
32. Palazzo Ungaro, Cerreto Sannita
33. Palazzo Vescovile, Cerreto Sannita
34. Palazzo del Viceconte, Cerreto Sannita

### Provinz Caserta
1. Castello di Arienzo, Arienzo
2. Palazzo della Banca d’Italia, Caserta
3. Palazzo del Boschetto, Caserta
4. Castello di Caiazzo, Caiazzo
5. Palazzo della Camera di Commercio, Caserta
6. Reggia di Caserta, Caserta, Königspalast, UNESCO-Welterbestätte
7. Castello di Casertavecchia, Caserta
8. Castello di Castel Volturno, Castel Volturno
9. Palazzo dei Commestibili, Caserta
10. Palazzo De Gregorio, Caserta
11. Castello Ducale di Castel Campagnano, Castel Campagnano
12. Castello Ducale di Sessa Aurunca, Sessa Aurunca
13. Casa del Fascio, Caserta
14. Palazzo del Feudo Vico, Caserta
15. Palazzo Fieramosca, Capua
16. Castello di Gioia Sannitica, Gioia Sannitica
17. Palazzo Leonetti, Caserta
18. Castel Loriano, Marcianise
19. Casamento della Marchesa, Caserta
20. Castello di Matinale, Castello di Rudovaco, San Felice a Cancello
21. Palazzo Orfitelli, Caserta
22. Palazzo Paternò, Caserta
23. Castello delle Pietre, Capua
24. Palazzo delle Poste e dei Telegrafi, Caserta
25. Palazzo delle Quattro Colonne, Caserta
26. Palazzo San Massimo, Orta di Atella
27. Reale Tenuta di Carditello, San Tammaro
28. Castello di Rocchetta, Rocchetta e Croce
29. Castello di Vairano Patenora, Vairano Patenora
30. Palazzo Vecchio, Caserta
31. Palazzo dei Vescovi, Caserta
32. Villa Vitrone, Caserta

### Metropolitanstadt Neapel
1. Villa d’Abro, Neapel
2. Palazzo Accinni, San Paolo Bel Sito
3. Palazzo Acquaviva d’Atri, Neapel
4. Palazzo Acquaviva Coppola, Neapel
5. Palazzo d’Acuña, Neapel
6. Villa Addeo, Neapel
7. Villino Adriana, Neapel
8. Castello di Afragola, Afragola
9. Palazzo Albertini di Cimitile, Neapel
10. Palazzo Alchemia, Neapel
11. Villa Amalia, Neapel
12. Palazzo d’Amaro, Boscotrecase
13. Villa Amirante, San Giorgio a Cremano
14. Palazzo Amoretti, Portici
15. Palazzo Anastasio, Neapel
16. Palazzo Andreassi, Neapel
17. Villa Aprile, Ercolano
18. Palazzo d’Aquino di Caramanico, Neapel (Via Medina)
19. Palazzo d’Aquino di Caramanico al Chiatamone, Neapel
20. Castello Aragonese, Ischia, 14. Jahrhundert, Karte
21. Villa Arata, Neapel
22. Palazzo Arcivescovile, Neapel
23. Palazzo Arlotta, Neapel
24. Villa Ascarelli, Neapel
25. Castello Aselmeyer, Neapel
26. Villa Avallone Tufarelli, San Giorgio a Cremano
27. Villa d’Avalos, Neapel
28. Palazzo d’Avalos del Vasto, Neapel
29. Villa Avellino-De Gemmis, Pozzuoli
30. Palazzo Avena, Neapel
31. Castello di Baia, Bacoli
32. Palazzo Balsorano, Neapel
33. Palazzo della Banca d’Italia, Neapel
34. Palazzo della Banca Nazionale del Lavoro, Neapel
35. Palazzo del Banco di Napoli, Neapel
36. Palazzo Barbaja, Neapel
37. Castello di Barbarossa, Anacapri
38. Palazzo Baronale, Neapel
39. Palazzo Baronale, Torre del Greco
40. Palazzo Baronale, Villaricca
41. Palazzo Barracco, Neapel
42. Palazzo Battiloro, Neapel
43. Villa Battista, Ercolano
44. Palazzo Bencini, Neapel
45. Palazzo Berio, Neapel
46. Palazzo Berlingieri, Neapel
47. Villino Berlingieri, Neapel
48. Villa Bianca, Neapel
49. Villa Bisignano, Neapel
50. Villa Bloch, Neapel
51. Palazzo Bonifacio a Portanova, Neapel
52. Palazzo Bonifacio a Regina Coeli, Neapel
53. Villa Bonocore, San Giorgio a Cremano
54. Villa Borrelli, San Giorgio a Cremano
55. Palazzo della Borsa, Neapel
56. Palazzo Bottiglieri, Neapel
57. Villa Bozzi, Neapel
58. Villa Bracale, Neapel
59. Palazzo Brancaccio, Neapel
60. Palazzi Brunasso, Neapel
61. Villa Bruno, San Giorgio a Cremano
62. Palazzo Buono, Neapel
63. Villa Campbell, Neapel
64. Villa Campolieto, Ercolano
65. Reggia di Capodimonte, Neapel
66. Palazzo Capomazza di Campolattaro, Neapel
67. Palazzo Capone, Neapel
68. Palazzo Capracotta, Neapel
69. Castel Capuano, Neapel
70. Palazzo Capuano, Neapel
71. Palazzo Capuano, Portici
72. Palazzo Caracciolo d’Arena, Neapel
73. Palazzo Caracciolo di Avellino, Neapel
74. Palazzo Caracciolo di Brienza, Neapel
75. Palazzo Caracciolo di Forino, Neapel
76. Villa Caracciolo di Forino, San Giorgio a Cremano
77. Palazzo Caracciolo di Gioiosa, Neapel
78. Palazzo Caracciolo di Girifalco, Neapel
79. Palazzo Caracciolo di Martina, Neapel
80. Palazzo Caracciolo di Melissano, Neapel
81. Palazzo Caracciolo di Oppido, Neapel
82. Palazzo Caracciolo di Roccaromana, Neapel
83. Palazzo Caracciolo di San Teodoro, Neapel
84. Palazzo Caracciolo di Sant’Eramo, Neapel
85. Palazzo Caracciolo di Santobuono, Neapel
86. Palazzo Caracciolo di San Vito, Neapel
87. Palazzo Caracciolo di Torchiarolo, Neapel
88. Palazzo Caracciolo di Torella, Neapel
89. Palazzo Carafa d’Andria, Neapel
90. Villa Carafa d’Andria de Cillis, Torre del Greco
91. Palazzo Carafa di Belvedere, Neapel
92. Villa Carafa di Belvedere, Neapel
93. Palazzo Carafa di Maddaloni, Neapel
94. Palazzo Carafa di Montorio, Neapel
95. Palazzo Carafa di Nocera, Neapel
96. Palazzo Carafa di Noja, Neapel
97. Villa Carafa di Percuoco, San Giorgio a Cremano
98. Palazzo Carafa di Roccella. Neapel
99. Palazzo Carafa Santangelo, Neapel
100. Palazzo Carafa di Santa Severina, Neapel
101. Palazzo Caravita di Sirignano, Neapel
102. Palazzo del Cardinale Zapata, Neapel
103. Palazzo Carignani di Novoli, Neapel
104. Villa Carmela Vittoria, Neapel
105. Castello del Carmine, Neapel
106. Villa Carsana, San Giorgio a Cremano
107. Torre di Casa Cumana, Casamicciola Terme
108. Villa Casazza, Neapel
109. Villa Casciaro, Neapel
110. Villa Castagneto-Caracciolo, Neapel
111. Castello di Castellammare di Stabia, Castellammare di Stabia
112. Palazzo Castriota Scanderbeg, Neapel
113. Villa Catello-Piccoli, Neapel
114. Palazzo Cattaneo-Barberini, Neapel
115. Palazzo del Cavaliere, Neapel
116. Palazzo della Cavallerizza a Chiaia, Neapel
117. Palazzo Cellammare, Neapel
118. Villa Cerbone, San Giorgio a Cremano
119. Palazzo Cercepiccola, Neapel
120. Torre Cervati, Neapel
121. Palazzo Chaves del Monte, Neapel
122. Villa Chierchia, Neapel
123. Castello di Cicala, Nola
124. Palazzo Ciccarelli di Cesavolpe, Neapel
125. Villa Cilento, Neapel
126. Palazzo Cioffi, Neapel
127. Palazzo del Circolo della Stampa, Neapel
128. Palazzo Colonna, Neapel
129. Villa Colonna Bandini, Neapel
130. Palazzo Como, Neapel
131. Palazzo delle Congregazioni, Neapel
132. Palazzo del Convento dell’Egiziaca a Pizzofalcone, Neapel
133. Palazzo Correale, Neapel
134. Villa Cosenza, San Giorgio a Cremano
135. Palazzo Costantino alla Costigliola, Neapel
136. Villa Costanza, Neapel
137. Villa Cottrau, Neapel
138. Palazzo Cottrau Ricciardi, Neapel
139. Villa Craven, Neapel
140. Villa Crespi, Neapel
141. Palazzo Criscuolo Torre Annunziata
142. Villa Cristina, Neapel
143. Palazzo D’Afflitto, Neapel
144. Palazzo D’Afflitto-Imperiali, Neapel
145. Palazzo D’Alessandro di Pescolanciano al Corso, Neapel
146. Palazzo D’Ayala, Neapel
147. Villa De Cristoforo, Neapel
148. Palazzo De Leone, Neapel
149. Palazzo De Liguoro, Neapel
150. Palazzo De Liguoro di Presicce, Neapel
151. Palazzo Della Porta, Neapel
152. Palazzo Del Pezzo, Neapel
153. Palazzo De Maio, Neapel
154. Palazzo De Majo, Neapel
155. Palazzo De Rosa di Carosino, Neapel
156. Palazzo De Rosa di Villarosa, Neapel
157. Palazzo De Sangro di Vietri, Neapel
158. Palazzo De Scorciatis, Neapel
159. Villa Di Donato, Neapel
160. Palazzo Dini, Neapel
161. Palazzo Diomede Carafa, Neapel
162. Palazzo della Dogana Vecchia, Neapel
163. Palazzo Donn’Anna, Neapel
164. Palazzo Donnaregina, Neapel
165. Villa Donzelli, Neapel
166. Palazzo Doria d’Angri, Neapel
167. Villa Doria d’Angri, Neapel
168. Palazzo del Duca di Vietri, Neapel
169. Palazzo dei Duchi di Casamassima, Neapel
170. Palazzo Du Mesnil, Neapel
171. Palazzo Dupold, Neapel
172. Villa Durante, Ercolano
173. Villa Ebe, Neapel
174. Villa d’Elboeuf, Portici
175. Villino Elena e Maria, Neapel
176. Villa Elvira, Neapel
177. Villa Emma, Neapel
178. Villa Emma Hamilton, Neapel
179. Villa Faraone, Neapel
180. Villa Favorita, Ercolano
181. Palazzo Fernandez, Neapel
182. Villa di Ferrante d’Aragona, Neapel
183. Villa Ferri, Neapel
184. Asilo Filangieri, Neapel
185. Palazzo Filangieri d’Arianello, Neapel
186. Palazzo Filomarino, Neapel
187. Villa Filomena, Neapel
188. Palazzo Firrao, Neapel
189. Villa Floridiana, Neapel
190. Palazzo della Fondiaria, Neapel
191. Villa Fondi De Sangro, Piano di Sorrento
192. Villa Forquet, Neapel
193. Palazzo Frammarino, Neapel
194. Palazzo Fusco, Neapel
195. Palazzo Gaetani, Neapel
196. Villa G. A. Galante, San Giorgio a Cremano
197. Villa della Gaiola, Neapel
198. Villa Galante, San Giorgio a Cremano
199. Palazzo Galli, Neapel
200. Villa Gallo, Neapel
201. Villa Gallo, Portici
202. Villa Gallotti, Neapel
203. Villa Gargiulo, Neapel
204. Palazzo Garzillo, Neapel
205. Palazzo Gatto, Neapel
206. Villa Giarrusso, San Giorgio a Cremano
207. Villa delle Ginestre, Torre del Greco
208. Palazzo Giordano, Neapel
209. Villa Giordano Duchaliot, Neapel
210. Palazzo Gironda di Canneto, Neapel
211. Palazzo Giroux, Neapel
212. Villa Giulia, Neapel
213. Villa Giulia, San Giorgio a Cremano
214. Castello Giusso, Vico Equense
215. Palazzo Giusso, Neapel
216. Palazzo di Giustizia, Neapel
217. Palazzo di Giustizia, Torre Annunziata
218. Palazzo de Goyzueta, Neapel
219. Castello di Gragnano, Gragnano
220. Grand Hotel de Londres, Neapel
221. Palazzo della Grande Loggia, Neapel
222. Palazzo dei Granili, Neapel
223. Villa Granito di Belmonte, Ercolano
224. Palazzo Grimaldi, Neapel
225. Villa della Grotta di San Giovanni, Neapel
226. Villa di Grotta Marina, Neapel
227. Villa Guercia, Neapel
228. Torre Guevara, Ischia
229. Palazzo Guevara di Bovino, Neapel
230. Villa Heigelin, Neapel
231. Palazzo dell’Hotel Bristol, Neapel
232. Villa Il Capriccio, Neapel
233. Palazzo INA, Neapel
234. Palazzo dell’Intendenza di Finanza, degli Uffici Finanziari e dell’Avvocatura di Stato, Neapel
235. Palazzo Ischitella, Neapel
236. Palazzo dell’Istituto Grenoble, Neapel
237. Palazzo ISVEIMER, Neapel
238. Villa Jesu, San Giorgio a Cremano
239. Villa Jovene, Neapel
240. Villa Jovis, Capri
241. Villa La Decina, Neapel
242. Villa La Duchesca, Neapel
243. Villa La Fiorita, Neapel
244. Villa La Loggetta, Neapel
245. Villa Lamperti, Neapel
246. Palazzo Landriani, Portici
247. Palazzo in Largo Donnaregina Nr. 4, Neapel
248. Villa La Riccia, Neapel
249. Villa La Santarella, Neapel
250. Palazzo Lauro di Bisignano, Neapel
251. Villa Lauro Lancellotti, Portici
252. Palazzo Laviano, Neapel
253. Villa Leone, San Giorgio a Cremano
254. Palazzo Leonetti, Neapel
255. Villa Leonetti, Neapel
256. Castello di Lettere, Lettere
257. Villa Lieto, Neapel
258. Villa Lignola, San Giorgio a Cremano
259. Villa Livia, Neapel
260. Palazzo Loffredo, Neapel, Via Loffredi
261. Palazzo Loffredo, Neapel, Via Salvator Rosa
262. Torre della Lopa, Neapel
263. Villa Loreley, Neapel
264. Villa Lucia, Neapel
265. Villa Luisa, Neapel
266. Villa Lysis, Capri
267. Villa Maderna, Neapel
268. Palazzo Maffettone, Neapel
269. Palazzo di Magnocavallo, Neapel
270. Villa Majo, Neapel
271. Villa Malaparte, Capri
272. Palazzo Malatesta, Neapel
273. Villa Manfredi, Neapel
274. Palazzo Mannajuolo, Neapel
275. Palazzo Manso, Neapel
276. Palazzo Manzi, Neapel
277. Palazzo della Marchesa di Castelluccio, Neapel
278. Villa Maria, Neapel
279. Palazzo Marigliano, Neapel
280. Casa Marotta, Neapel
281. Villa de Marsilio, Neapel
282. Villa Martinelli, Neapel
283. Villa Marulli, San Giorgio a Cremano
284. Villa Marullier, San Giorgio a Cremano
285. Palazzo Mascambruno, Neapel
286. Castello Maschio Angioino, Neapel
287. Castello di Massa Lubrense, Massa Lubrense
288. Palazzo Mastelloni, Neapel
289. Palazzo Matteotti, Neapel
290. Palazzo Mazziotti, Neapel
291. Villa Mazziotti, Neapel
292. Castello Mediceo, Ottaviano
293. Palazzo Medici Acquaviva, Neapel
294. Palazzo Medici a Materdei, Neapel
295. Palazzo Medici di Ottaviano, Neapel
296. Palazzo del Mediterraneo, Neapel
297. Villa Menale, San Giorgio a Cremano
298. Villa Mennella, Torre del Greco
299. Palazzo Miradois, Neapel
300. Palazzo Mirelli di Teora, Neapel
301. Palazzo Moles, Neapel
302. Villa Mon Plaisir, Neapel
303. Palazzo Montalto di Fragnito, Neapel
304. Palazzo del Monte dei Morti, Neapel
305. Monte di Pietà, Neapel
306. Palazzo Montemajor, Neapel
307. Palazzo Morisani, Neapel
308. Palazzo Mormando, Neapel
309. Palazzo Municipale, Ercolano
310. Palazzo Muscèttola di Luperano, Neapel
311. Casa di Mutilato, Neapel
312. Villa Nasti, Neapel
313. Palazzo Nauclerio, Neapel
314. Palazzo di Nerone, Neapel
315. Palazzo di Niccolò Caracciolo, Neapel
316. Palazzo Nicolini, Neapel
317. Castello di Nisida, Neapel
318. Palazzo Nobile, Neapel
319. Palazzo di Nocera, Neapel
320. Palazzo Nunziante, Neapel
321. Palazzo del Nunzio Apostolico, Neapel
322. Castel Nuovo, Neapel
323. Villa Olimpia, San Giorgio a Cremano
324. Villa Oro, Neapel
325. Palazzo Orsini, Neapel
326. Palazzo Orsini di Gravina, Neapel
327. Castel dell’Ovo, Neapel
328. Palazzo Pacanowski, Neapel
329. Palazzo Palmarice, Neapel
330. Palazzo delle Palme, Neapel
331. Palazzo della Panatica, Neapel
332. Palazzo del Panormita, Neapel
333. Villa Papa, Neapel
334. Villa Pappone, Neapel
335. Palazzina Paradisiello, Neapel
336. Villa Paradiso, Neapel
337. Villa Paternò, Neapel
338. Villa Patrizi, Neapel
339. Villa Paudice, Neapel
340. Villa Pavoncelli, Neapel
341. Villa Pelosio, Boscotrecase
342. Palazzo Penne, Neapel
343. Villa Percuoco, Neapel
344. Palazzo Pessina, Neapel
345. Palazzo Petina, Neapel
346. Palazzo Petriccione di Vadi, Neapel
347. Palazzo Petrone, Neapel
348. Palazzo Petrucci, Neapel
349. Palazzo in Piazza Piedigrotta, Neapel
350. Villa Pignatelli, Neapel
351. Palazzo Pignatelli a San Giovanni Maggiore, Neapel
352. Villa Pignatelli di Montecalvo, San Giorgio a Cremano
353. Palazzo Pignatelli di Monteleone, Neapel
354. Villa Pignatelli di Monteleone, Neapel
355. Palazzo Pignatelli di Toritto, Neapel
356. Palazzo Pignone, Neapel
357. Palazzo Pinelli, Neapel
358. Palazzo Pisacane-Palmieri, Neapel
359. Palazzo Pisanelli, Neapel
360. Palazzo Piscicelli, Neapel
361. Villa Pizzicato, San Giorgio di Cremano
362. Villa di Poggioreale, Neapel
363. Reggia di Portici, Portici
364. Palazzo dal Portale Toscano, Neapel
365. Palazzo delle Poste, Neapel
366. Real Albergo dei Poveri, Neapel
367. Villa Presenzano, Neapel
368. Palazzo del Principe di Sannicandro, Neapel
369. Villa Procaccini, Neapel
370. Casa Professa dei Padri Gesuiti, Neapel
371. Palazzo Pulcarelli, Neapel
372. Palazzo della Questura, Neapel
373. Reggia di Quisisana, Castellamare di Stabia
374. Villa Rachele, Neapel
375. Villa Raffaelli, Neapel
376. Palazzo Ragni, Neapel
377. Villa Raiola Scarinzi, Neapel
378. Torre Ranieri, Neapel
379. Palazzo Ravaschieri di Satriano, Neapel
380. Palazzo della Real Paggeria, Neapel
381. Palazzo Reale, Ischia
382. Palazzo Reale, Neapel
383. Villa Regina, Neapel
384. Palazzo della Regina Giovanna, Neapel
385. Palazzo del Renaissance Hotel Mediterraneo, Neapel
386. Villa Riario Sforza, Neapel
387. Palazzo Riario Sforza-Zampaglione, Neapel
388. Palazzo Ricca, Neapel
389. Villa Ricciardi, Neapel
390. Villa Righi, San Giorgio a Cremano
391. Villa Rocca Belvedere, Neapel
392. Villa Rocca Matilde, Neapel
393. Villa Roccaromana, Neapel
394. Palazzina Rocco, Neapel
395. Villa Rosebery, Neapel
396. Palazzo Rota, Neapel
397. Villa Ruffo, Neapel
398. Palazzo Ruffo di Bagnara, Portici
399. Palazzo Ruffo di Bagnara, Neapel
400. Palazzo Ruffo di Baranello, Neapel
401. Palazzo Ruffo di Castelcicala, Neapel
402. Palazzo Ruffo di Castelcicala alla Sanità, Neapel
403. Palazzo Ruffo della Scaletta, Neapel
404. Villa Ruffo della Scaletta, Neapel
405. Villa Ruggiero, Ercolano
406. Palazzina Russo Ermolli, Neapel
407. Palazzo Rutia De Silva, Neapel
408. Palazzo in Salita Pontecorvo 26, Neapel
409. Palazzo in Salita Stella Nr. 21, Neapel
410. Palazzo Saluzzo di Corigliano, Neapel
411. Casa del Salvatore, Neapel
412. Villa Salve, Neapel
413. Villa Salvetella, San Giorgio a Cremano
414. Villa Salvetti, Neapel
415. Palazzo Sambiase, Neapel
416. Torre San Domenico, Neapel
417. Palazzo Sanfelice, Neapel
418. Palazzo Sanfelice di Bagnoli, Neapel
419. Palazzo Sanfelice di Monteforte, Neapel
420. Palazzo San Giacomo, Neapel
421. Palazzo di Sangro, Neapel
422. Palazzo di Sangro di Casacalenda, Neapel
423. Villa San Michele, Capri
424. Villa del Sannazaro, Neapel
425. Palazzo Santa Maria Porta Coeli, Neapel
426. Villa Sant’Anna, Neapel
427. Palazzo Sant’Arpino, Neapel
428. Castel Sant’Elmo, Neapel
429. Palazzo Santi Demetrio e Bonifacio, Neapel
430. Villa Savarese, Neapel
431. Palazzo Scarpetta, Neapel
432. Seminario dei Nobili, Neapel
433. Palazzo Serracapriola, Neapel
434. Palazzo Serra di Cassano, Neapel
435. Palazzo Sersale, Neapel
436. Palazzo Sessa, Neapel
437. Palazzo Sgueglia della Marra, Neapel
438. Palazzo Sifola, Neapel
439. Villa Signorini, Ercolano
440. Villa Sinicopri, San Giorgio a Cremano
441. Palazzo Solimena, Neapel
442. Villa Sora, Torre del Greco
443. Palazzo dello Spagnolo, Neapel
444. Villa Spera, Neapel
445. Palazzo Spinelli, Neapel
446. Dipendenza Villa Spinelli, Neapel
447. Palazzo Spinelli di Cariati, Neapel
448. Palazzo Spinelli di Fuscaldo, Neapel
449. Palazzo Spinelli di Laurino, Neapel
450. Villa Spinelli di Scalea, Neapel
451. Palazzo Spinelli di Tarsia, Neapel
452. Palazzo Sportiello, Neapel
453. Palazzo Statella, Neapel
454. Palazzo degli Studi, Neapel
455. Palazzo Sulzer, Neapel
456. Villa Tanucci, San Giorgio a Cremano
457. Palazzo Tarascone, Ercolano
458. Palazzo dei Telefoni, Neapel, Via Crispi
459. Palazzo dei Telefoni, Neapel, Via Depretis
460. Palazzo dei Telefoni, Neapel, Piazza Nolana
461. Villa Tempestini, Neapel
462. Tenuta degli Astroni, Neapel
463. Palazzo Terralavoro, Neapel
464. Palazzo Terralavoro alla Sanità, Neapel
465. Palazzo Tocco di Montemiletto, Neapel
466. Palazzo Tocco di Montemiletto alla Cesarea, Neapel
467. Palazzo Tomacelli-Carafa, Neapel
468. Palazzo Torre Palasciano, Neapel
469. Palazzo Tortora Brayda, Neapel
470. Palazzo Trabucco, Neapel
471. Palazzo Traetto, Neapel
472. Villa a Trentaremi, Neapel
473. Villa Tritone, Sorento
474. Palazzo Troise, Neapel
475. Palazzo Tufarelli, Neapel
476. Villa Tufarelli, San Giorgio a Cremano
477. Palazzo Ulloa di Lauria, Neapel
478. Villa Ummarino, San Giorgio a Cremano
479. Palazzo Valcarcel, Neapel
480. Villa Valiante, Neapel
481. Palazzo Vallelonga, Torre del Greco
482. Villa Vannucchi, San Giorgio a Cremano
483. Casina Vanvitelliana, Bacoli
484. Palazzina Velardi, Neapel
485. Palazzo Venezia, Neapel
486. Palazzo Ventapane, Neapel
487. Palazzo Ventapane a Pizzofalcone, Neapel
488. Palazzo Venusio, Neapel
489. Palazzo in Via Atri 33, Neapel
490. Palazzo in Via Carbonara 52, Neapel
491. Palazzo in Via Francesco Caracciolo 13, Neapel
492. Palazzo in Via Materdei 20, Neapel
493. Palazzo in Via Pallonetto di Santa Chiara 15, Neapel
494. Palazzo in Via San Giovanni Maggiore dei Pignatelli 29, Neapel
495. Palazzo in Via Santa Chiara 26, Neapel
496. Palazzo in Via Santi Apostoli 3, Neapel
497. Palazzo in Via Speranzella 123, Neapel
498. Palazzo in Via dei Tribunali 276, Neapel
499. Palazzo in Via Trinità degli Spagnoli 5, Neapel
500. Palazzo in Viale Gramsci 22, Neapel
501. Palazzo Vicereale, Neapel
502. Palazzo in Vico Purgatorio ad Arco 15, Neapel
503. Palazzo in Vico Tre Re a Toledo 60, Neapel
504. Forte di Vigliena, Neapel
505. Villa Vignola, Neapel
506. Villa Visocchi, Neapel
507. Villa Vittoria, Neapel
508. Palazzo Vittozzi,Neapel
509. Villa Volpicelli, Neapel
510. Villa Volpicelli (Nr. 827), Neapel
511. Villa Volpicelli (Nr. 835), Neapel
512. Palazzo Vonwiller, Neapel
513. Villa Walpole, Neapel
514. Villa Zampaglione, San Giorgio a Cremano
515. Palazzo della Zecca, Neapel
516. Villa Zelo, Portici
517. Palazzo Zevallos, Neapel
518. Palazzo Zona, Neapel

### Provinz Salerno
1. Castello dell’Abate
2. Castello de Alegisio, Campagna
3. Torre Angellara, Salerno

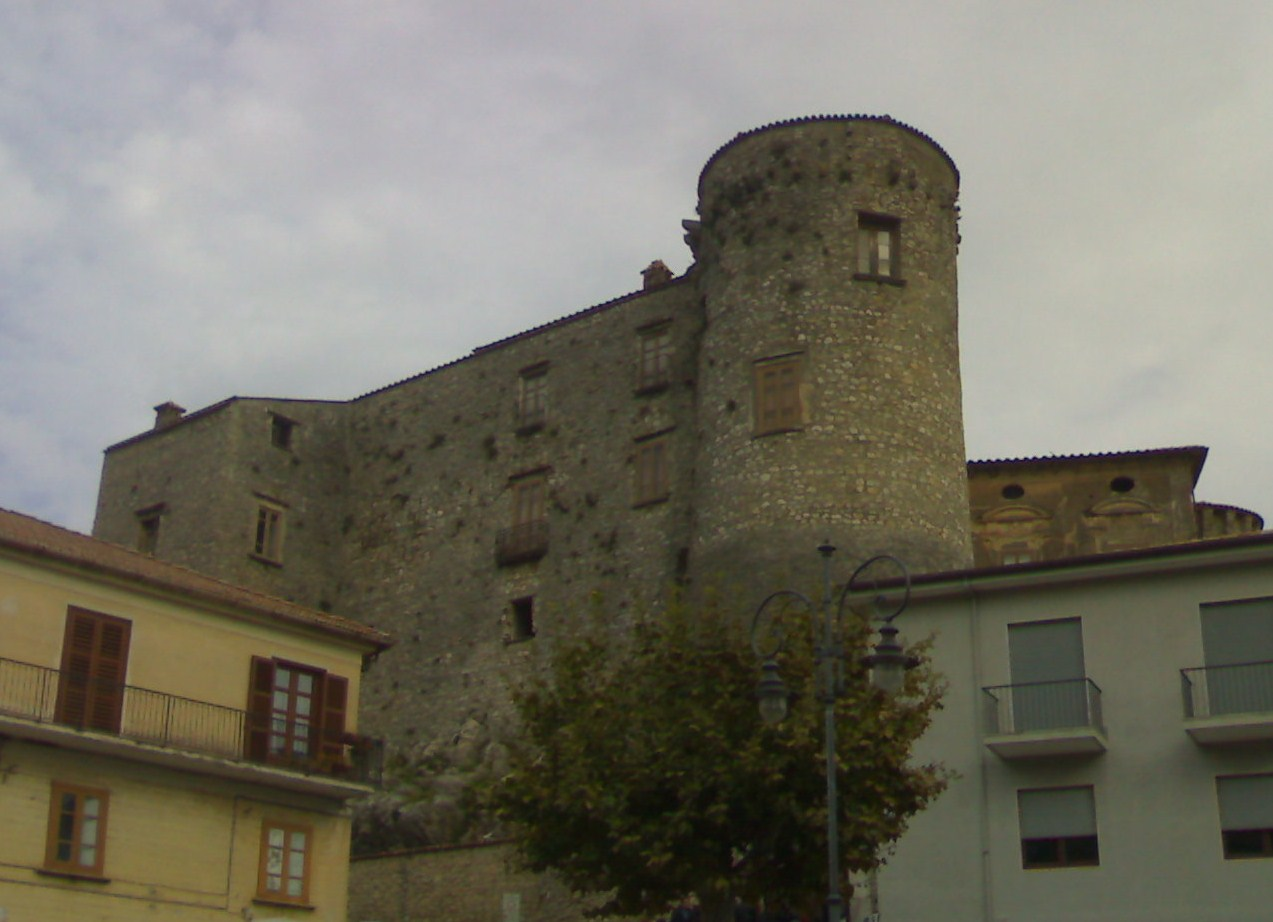
Castello di Roccadaspide

4. Palazzo dell’Archivio del Stato, Salerno
5. Castello di Arechi, Salerno
6. Palazzo d’Avossa, Salerno
7. Castello d’Atena Lucana
8. Palazzo della Banca d’Italia, Salerno
9. Bastiglia, Salerno
10. Castello di Battipaglia, Battipaglia
11. Palazzo Belmonte, Santa Maria di Castellabate
12. Palazzo Barone, Salerno
13. Palazzo Bottiglieri, Salerno
14. Palazzo della Camera di Commercio, Salerno
15. Palazzo Capasso, Salerno
16. Forte La Carnale, Salerno
17. Palazzo Carrara, Salerno
18. Villa Carrara, Salerno
19. Castellammare della Bruca, Ascea
20. Villa Cimbrone, Ravello
21. Palazzo di Città, Campagna
22. Palazzo di Città, Salerno
23. Castello Colonna, Eboli
24. Casa del Combattente, Salerno
25. Palazzo Comunale, Nocera Inferiore
26. Palazzo Conforti, Salerno
27. Palazzo Copeta, Salerno
28. Cortimpiano, Pagani
29. Torre Crestarella, Salerno
30. Palazzo della Curia, Salerno
31. Palazzo D’Agostino Salerno
32. Palazzo D’Alessandro, Salerno
33. Palazzo D’Ambrosio, Salerno
34. Palazzo De Ruggiero, Salerno
35. Castello Doria, Angri
36. Palazzo Ducale, Campagna
37. Palazzo Ducale, Nocera Inferiore
38. Palazzo Edilizia, Salerno
39. Palazzo Fienga, Nocera Inferiore
40. Palazzo Fiore Santamaria, Salerno
41. Palazzo Fruscione, Salerno
42. Palazzo Gabola, Nocera Inferiore
43. Palazzo Gatto, Pagani
44. Palazzo Genovese, Salerno
45. Castello Gerione, Campagna
46. Cittadella Giudiziaria, Salerno
47. Castello Giuliani
48. Palazzo della Giustizia, Salerno
49. Palazzo Guernitore Broa, Nocera Inferiore
50. Palazzo Lanzera, Nocera Inferiore
51. Palazzo Lauro Grotto, Salerno
52. Palazzo Luciani, Salerno
53. Castello Macchiaroli o dei San Severino
54. Castellp di Magliano Nuovo, Magliano Vetere
55. Castello Marchesale, Salerno
56. Palazzo Martuscielli, Salerno
57. Castello di Mercato San Severino, Mercato San Severino
58. Castello Merola, San Mango Piemonte
59. Castello di Montalto, Tramonti
60. Castello di Montevetrano, San Cipriano Picentino
61. Palazzo Morese, Salerno
62. Castello Moscati, Pontecagnano Faiano
63. Palazzo Natella, Salerno
64. Castello di Novi Velia, Novi Velia
65. Castello di Palomonte, Palomonte
66. Castello del Parco, Nocera Inferiore
67. Palazzo Pedace, Salerno
68. Palazzo Penigiotti, Salwerno
69. Torre Picentina, Salerno
70. Palazzo Pinto, Salerno
71. Palazzo delle Poste e Telegrafi, Salerno
72. Palazzo della Prefettura, Salerno
73. Real Casina di Caccia, Serre
74. Castello di Roccadaspide, Roccadaspide
75. Villa Rufolo, Ravello
76. Palazzo Ruggi d’Aragona, Salerno
77. Palazzo San Carlo, Pagani
78. Palazzo San Massimo, Salerno
79. Castello di San Nicola de Thoro-Pluno, Maiori
80. Palazzo Sant’Agostino, Salerno
81. Castello di Santa Maria la Nova, Tramonti
82. Eremo di Santa Maria a Castello, Castel San Giorgio
83. Palazzo Santoro, Salerno
84. Castello di Scala Maior, Scala
85. Palazzo Sorgenti degli Uberti, Salerno
86. Palazzo Tarrusio, Cannalonga
87. Castel Terracena, Salerno
88. Villa Tisi, Salerno
89. Palazzo Vescovile, Nocera Inferiore

## Latium

### Provinz Frosinone

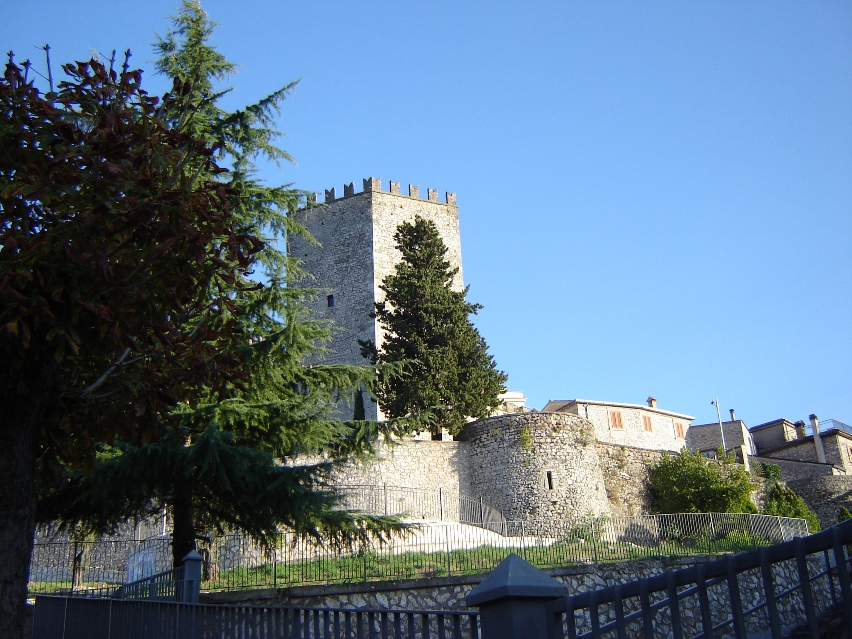
Castello in Monte San Giovanni Campano

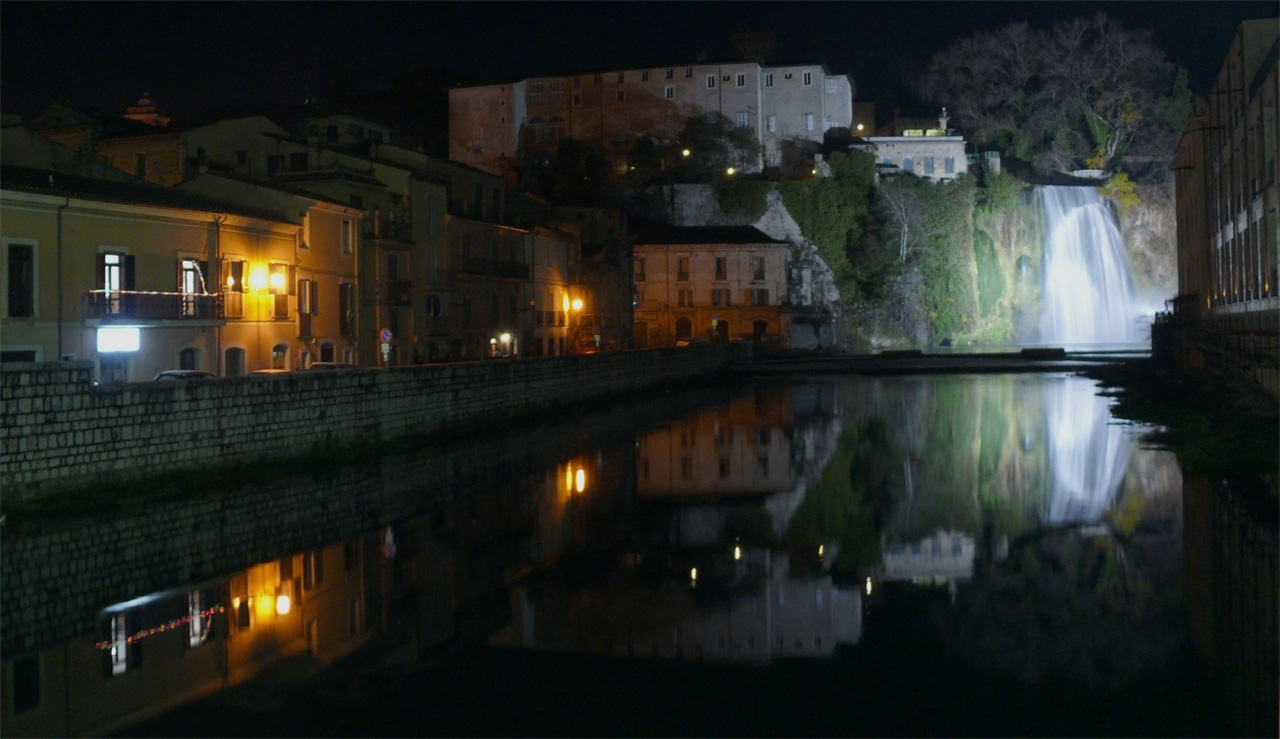
Castello Viscogliosi-Boncompagni in Isola del Liri

1. Castello d’Acquafondata, Acquafondata, Ruine
2. Castello di Casalcassinese, Acquafondata, Ruine
3. Castello Giannuzzi-Savelli, Acuto
4. Palazzo Conti-Gentili, Alatri
5. Palazzo Gottifredo, Alatri
6. Castello di Tecchiena, Alatri
7. Castello dei Conti di Aquino (Castello Cantelmo), Alvito
8. Palazzo Gallio (Palazzo Ducale), Alvito
9. Palazzo Elvino, Alvito
10. Palazzo Rosati, Alvito
11. Palazzo Sipari, Alvito
12. Castello San Lorenzo, Amaseno
13. Palazzo Bonifacio VIII, Anagni
14. Palazzo Traietto (Palazzo Cajetani), Anagni
15. Rocca d’Aquino, Aquino
16. Castello Colonna, Arnara
17. Castello di Ladislao, Arpino
18. Rocca di Civitavecchia, Arpino, Ruine
19. Palazzo Boncompagni, Arpino
20. Palazzo Iannucelli, Arpino
21. Palazzo Cantelmo (Palazzo Ducale), Atina
22. Palazzo Visocchi, Atina
23. Castello d’Ausonia, Ausonia, Ruine
24. Palazzo De Angelis, Boville Ernica
25. Palazzo Vizzardelli, Boville Ernica
26. Castello di Brocco, Broccostella
27. Palazzo De Sanctis, Broccostella
28. Castello Montattico, Casalattico
29. Palazzo Cellitto, Casalvieri
30. Rocca di Janula, Cassino, Ruine
31. Castello Terra, Castelnuovo Parano
32. Rocca Castro dei Volsci, Castro dei Volsci
33. Castello di Colle San Magno, Colle San Magno, Ruine
34. Castello dei Conti, Ceccano
35. Castel Sindici, Ceccano
36. Palazzo Antonelli, Ceccano
37. Castello di Ceprano, Ceprano
38. Castello di Trocchio, Cervaro
39. Castrum Coeli, Castrocielo, Ruine
40. Rocca Guglielma, Esperia, Ruine
41. Palazzo Spinelli, Esperia
42. Palazzo Santa Scolastica, Esperia
43. Castello Colonna, Falvaterra
44. Palazzo dei Cavalieri Gaudenti, Ferentino
45. Palazzo d’Innocenzo III, Ferentino
46. Palazzo Giorgi, Roffi Isabelli, Ferentino
47. Palazzo Consiliare, Ferentino
48. Palazzo Vescovile, Ferentino
49. Castello Succorte, Fontana Liri, Ruine
50. Castello Longhi de Paolis, Fumone
51. ehemalige Burg, heutige Pfarrkirche, Gallinaro
52. Castello di Giuliano, Giuliano di Roma
53. Palazzo Conti, Guarcino
54. Palazzo Tomassi, Guarcino
55. Castello Viscogliosi-Boncompagni, Isola del Liri
56. Palazzo Ducale, Monte San Giovanni Campano
57. Castello di Morolo, Morolo
58. Palazzo Ducale, Paliano
59. Palazzo Spezza, Patrica
60. Castello di Picinisco, Picinisco
61. Castello Farnese, Pico, Ruine
62. Castello Colonn, Piglio
63. Castello Baronale, Pofi
64. Torre Rodoaldo mit Ruine der Burg, Pontecorvo
65. Castello Medievale, Rocca d’Arce
66. Castello dei Conti d’Aquino (Frosinone), Roccasecca
67. Palazzo Boncompagni, Roccasecca
68. Castello di San Donato, San Donato Val di Comino
69. Castello di San Giovanni Incarico, San Giovanni Incarico
70. Castello Sorella, Sora
71. Castello di Terelle, Terelle
72. Castello Teofilatto, Torre Cajetani
73. Castello di Torrice, Torrice
74. Castello Cajetani, Trevi nel Lazio
75. Castello di Vallemaio, Vallemaio, Ruine
76. Castello di Vallerotonda, Vallerotonda
77. Castello di Vicalvi, Vicalvi, Ruine
78. Castello di Vico nel Lazio, Vico nel Lazio
79. Palazzo del Governatore, Vico nel Lazio
80. Rocca Malucchiaia, Villa Latina
81. Castello di Sant’Angelo, Villa Santa Lucia
82. Torre del Re Metaboelo, Villa Santo Stefano

### Provinz Latina

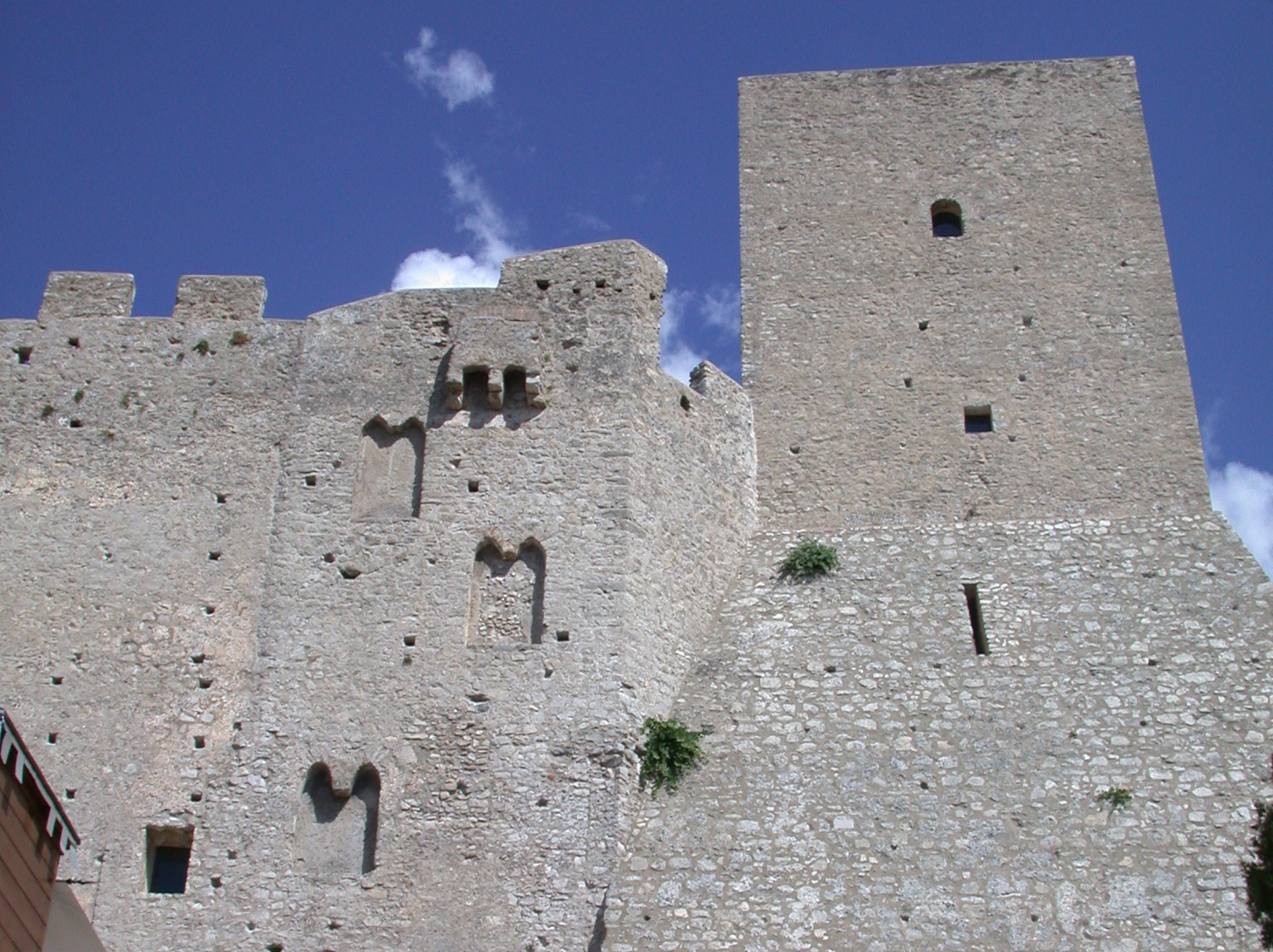
Castello von Itri

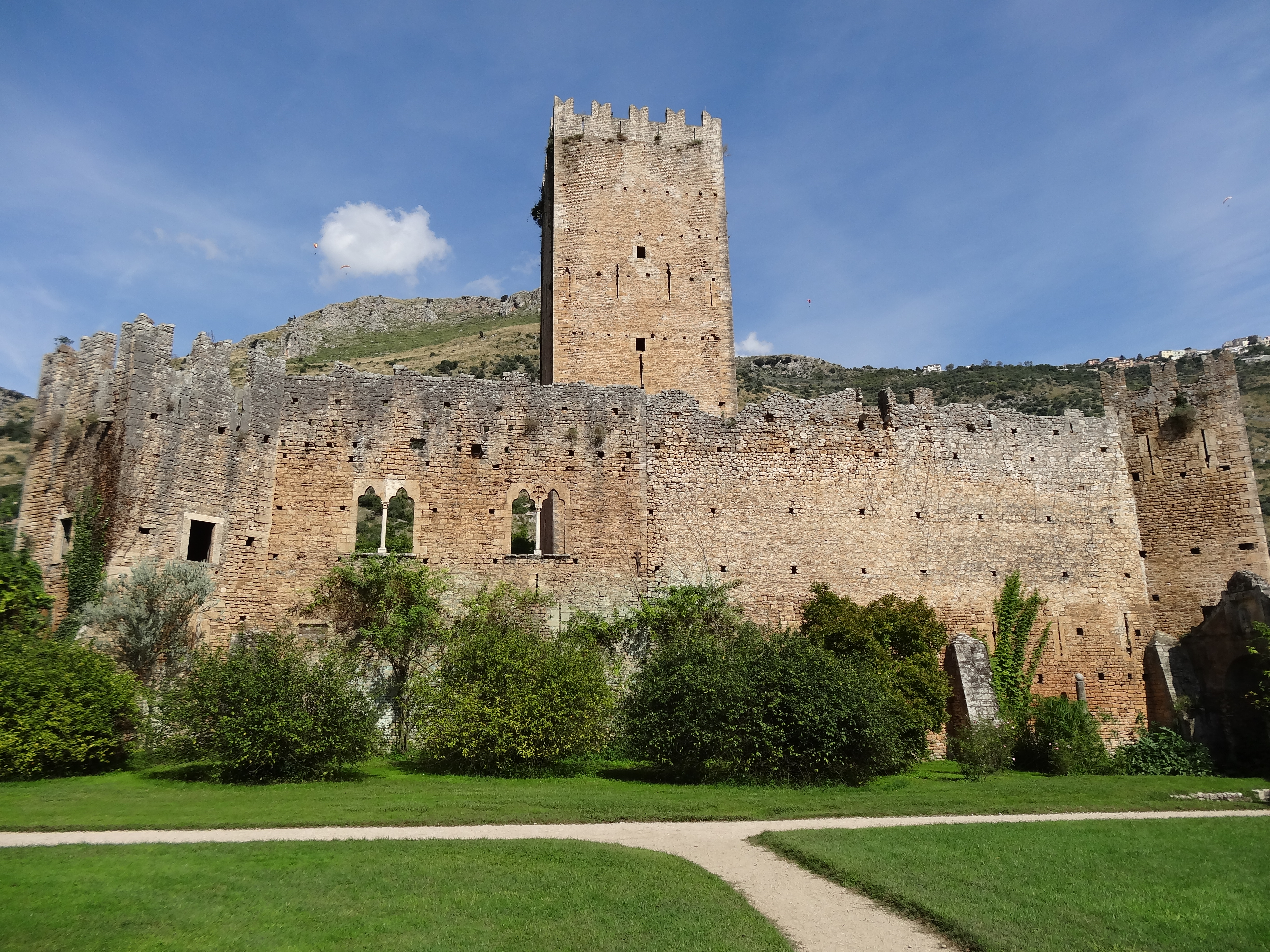
Castello Caetani in Ninfa

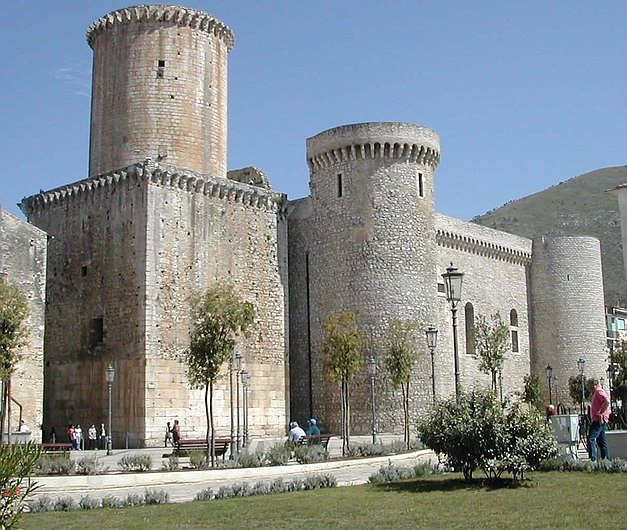
Castello Baronale in Fondi

1. Castellaccio di Fossignano, Aprilia, 10. Jahrhundert, Karte
2. Palazzo Caetani, Bassiano, Karte
3. Rocca Ducale, Castelforte, 10. Jahrhundert, Karte
4. Castello Caetani, Cisterna di Latina, Ruine, Karte
5. Palazzo Caetani, Cisterna di Latina, 16. Jahrhundert, Karte
6. Palazzo Calabresi, Cisterna di Latina, 18. Jahrhundert, Karte
7. Palazzo Renzi, Cisterna di Latina, 16. Jahrhundert, Karte
8. Torrecchia Vecchia, Cisterna di Latina
9. Castello Santa Margherita, Cori, Karte
10. Castello Giuliano, Cori-Giulianello, 13. Jahrhundert, Karte
11. Palazzo Salviati, Cori-Giulianello, 16. Jahrhundert, Karte
12. Castello Baronale, Fondi, 14. Jahrhundert, Karte
13. Palazzo del Principe, Fondi, 15. Jahrhundert, Karte
14. Castellone, Formia
15. Castello di Mola, Formia
16. Castello Miramare, Formia
17. Castello Angioino-Aragonese, Gaeta
18. Rocca Caetani, Itri
19. Castello di Conca in Borgo Montello, Latina, wenige Reste, Karte
20. Castrum Ambrifi, Lenola, Ruine
21. Castello Baronale, Minturno
22. Castello Caetani, Monte San Biagio
23. Castello di San Martino (Palazzo Tolomeo Gallio), Priverno, 16. Jahrhundert, Karte
24. Palazzo del Vescovado, Priverno, Karte
25. Palazzo Baronale, Roccagorga
26. Palazzo Massimo, Roccasecca dei Volsci
27. Castello Caetani, Sermoneta
28. Rocca dei Duchi di Gaeta, Spigno Saturnia

### Provinz Rieti

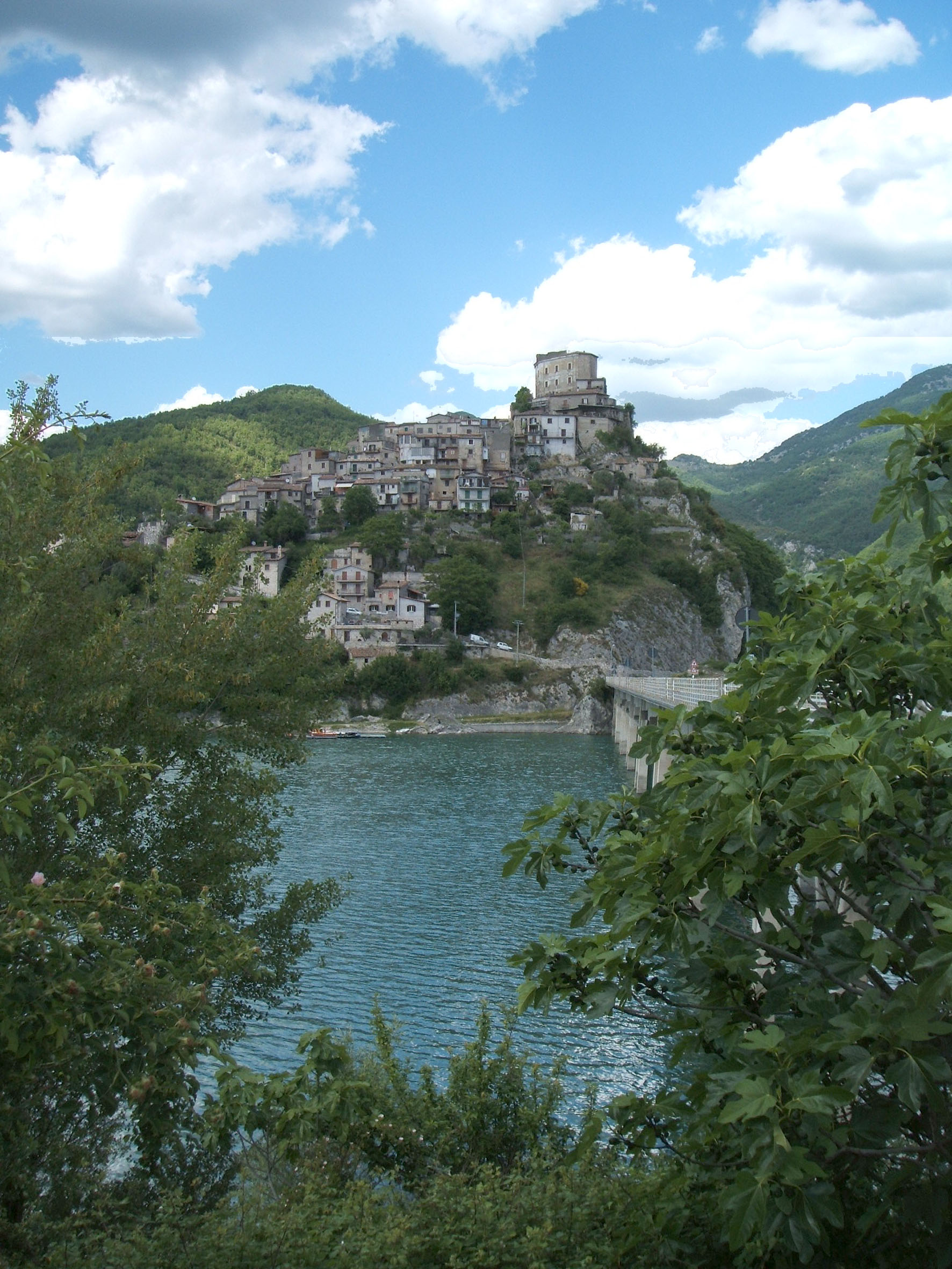
Castel di Tora

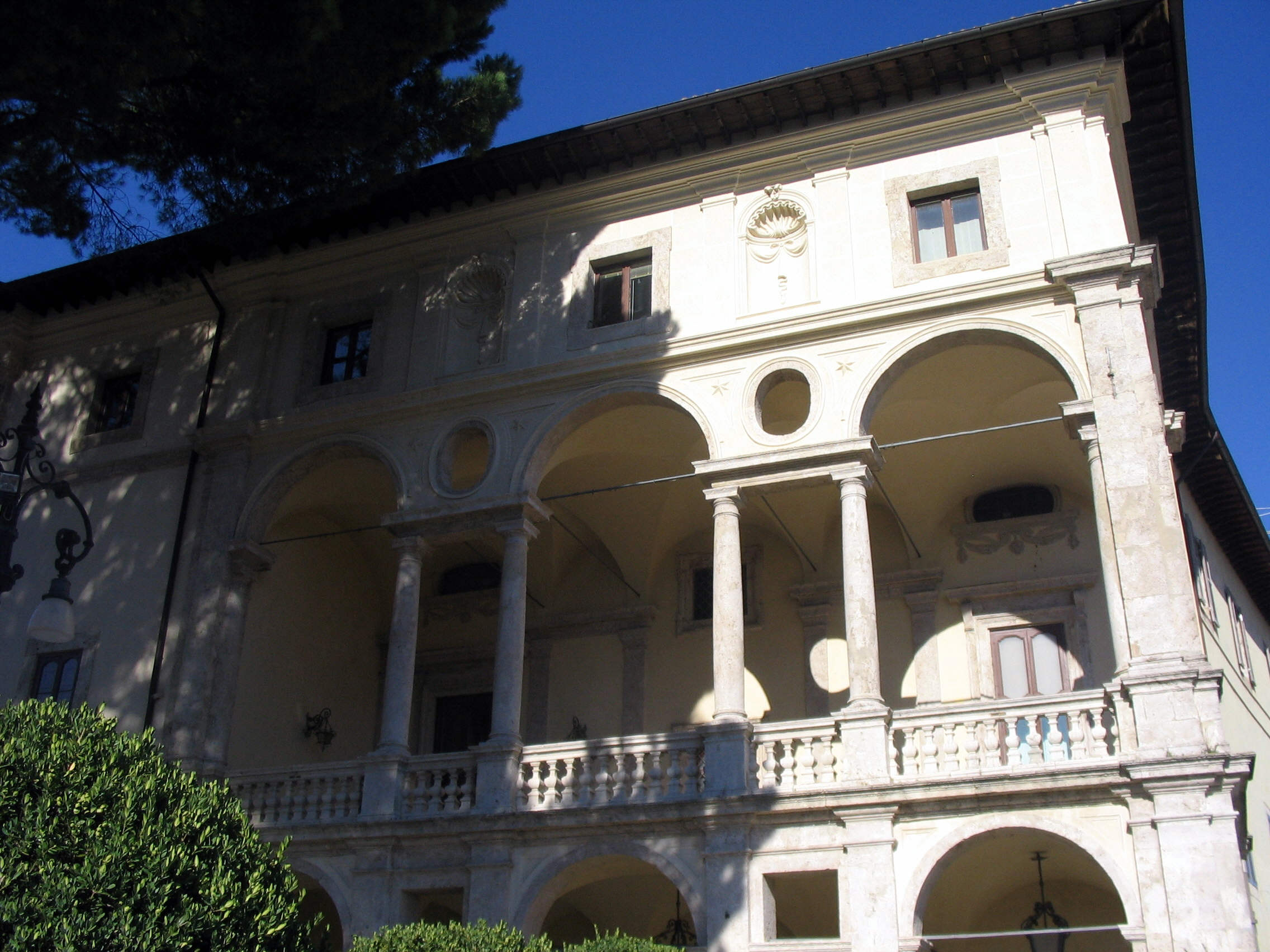
Palazzo Vicentini in Rieti

1. Torre di Cartore, Borgorose, 12. Jahrhundert, Ruine, Karte
2. Palazzo Comunale, Rieti
3. Rocca Corvaro, Borgorose, 10. Jahrhundert, Ruine, Karte
4. Rocca Torano, Borgorose, 12. Jahrhundert, Ruine, Karte
5. Rocca di Roberto d’Angiò, Cittareale, 14. Jahrhundert, Ruine, Karte
6. Castello Baronale, Collalto Sabino, 12. Jahrhundert, Karte
7. Castello di Montagliano, Collalto Sabino, Ruine
8. Palazzo Baronale degli Orsini, Fara in Sabina, 15. Jahrhundert, Karte
9. Palazzo Brancaleoni, Fara in Sabina, 15. Jahrhundert, Karte
10. Palazzo Farnese, Fara in Sabina, 16. Jahrhundert, Karte
11. Palazzo Manfredi, Fara in Sabina, 16. Jahrhundert, Karte
12. Castello di Postmontem (Torre Baccelli), Fara in Sabina, 10. Jahrhundert, Karte
13. Poggio Poponesco, Fiamignano, Ruine, Karte
14. Castello di Rascino, Fiamignano, 11. Jahrhundert, Ruine, Karte
15. Castello degli Sforza Cesarini, Frasso Sabino, 15. Jahrhundert, Karte
16. Castello Baronale, Labro, 10. Jahrhundert, Karte
17. Castello Baronale, Montenero Sabino, 11. Jahrhundert, Karte
18. Rocca di Tancia, Monte San Giovanni in Sabina, 10. Jahrhundert, Ruine, Karte
19. Castello Malvezzi Campeggi, Orvinio, Karte
20. Castello Colonna (Rocca Cenci), Petrella Salto, 12. Jahrhundert, Ruine, Karte
21. Palazzo Baronale, Petrella Salto, 14. Jahrhundert, Karte
22. Palazzo Mareri, Petrella Salto, 14. Jahrhundert, Karte
23. Castello di Catino, Poggio Catino, 10. Jahrhundert, Ruine, Karte
24. Palazzo Vecchiarelli, Rieti, 17. Jahrhundert, Karte
25. Palazzo Vescovile, Rieti, 13. Jahrhundert, Karte
26. Palazzo Vicentini, Rieti, 15. Jahrhundert, Karte
27. Castello Baronale, Rocca Sinibalda, 11. Jahrhundert, ab 1530 Umbau durch Baldassare Peruzzi, Karte
28. Castello in Magnalardo, Rocca Sinibalda, 10. Jahrhundert, Karte
29. Castello Mareri in Posticciola, Rocca Sinibalda, 13. Jahrhundert, Karte
30. Roccabaldesca, Salisano, 5. Jahrhundert, Ruine, Karte

### Metropolitanstadt Rom

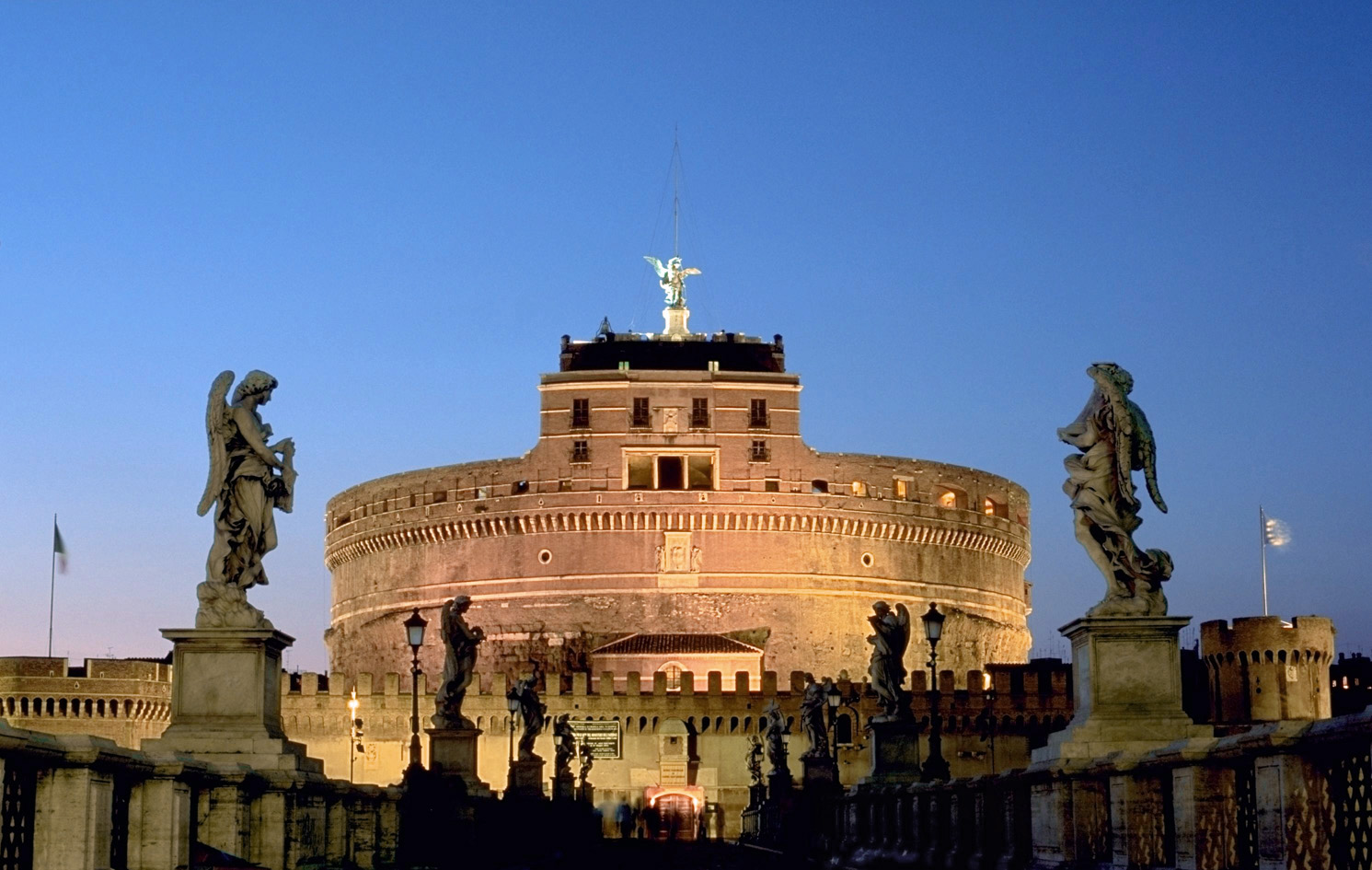
Engelsburg in Rom

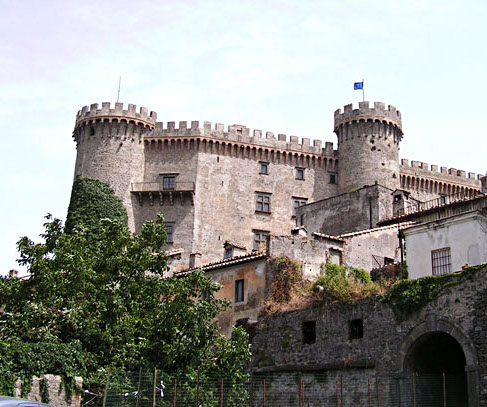
Castello Orsini-Odescalchi in Bracciano

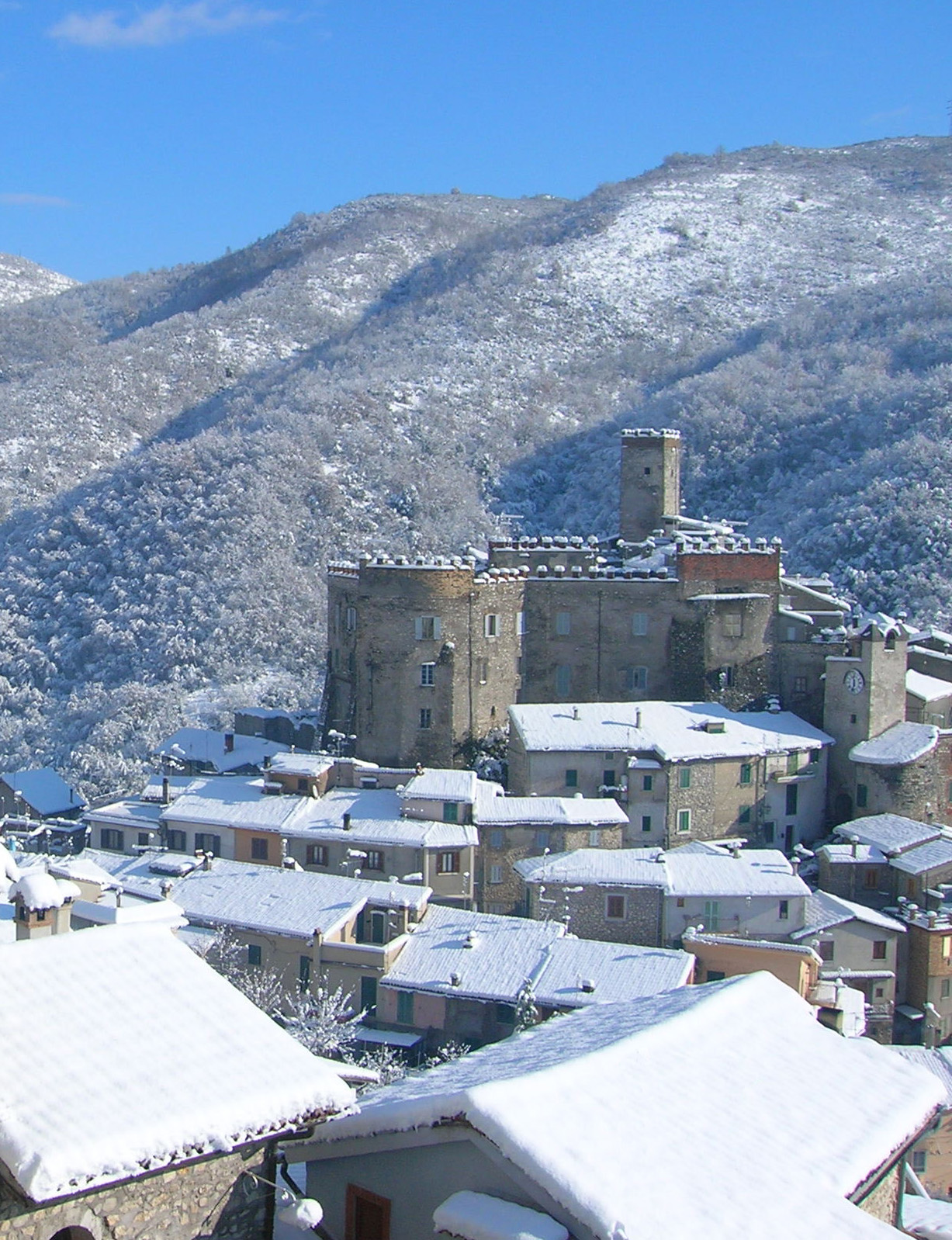
Castello Orsini in Cineto Romano

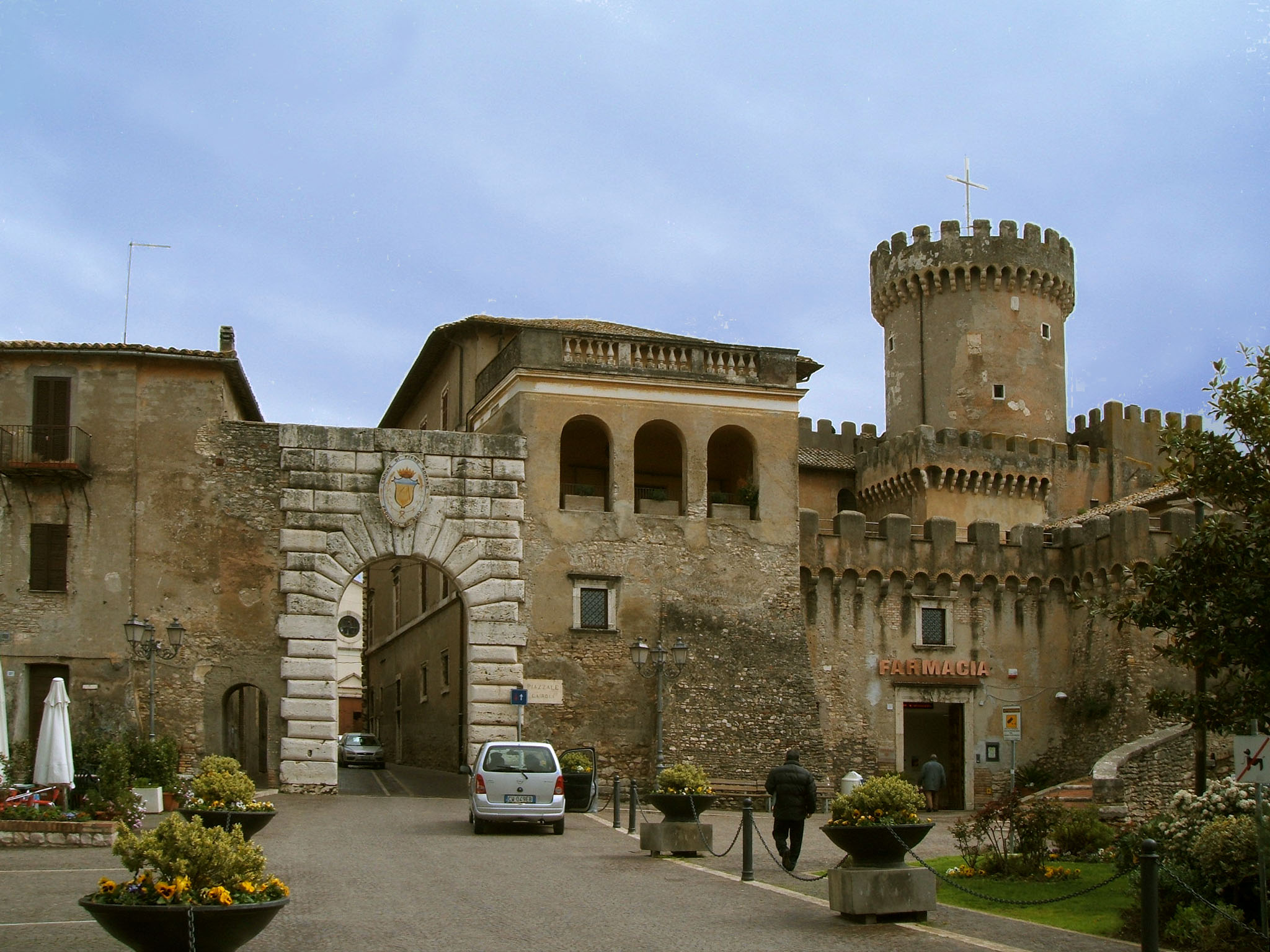
Castello Ducale in Fiano Romano

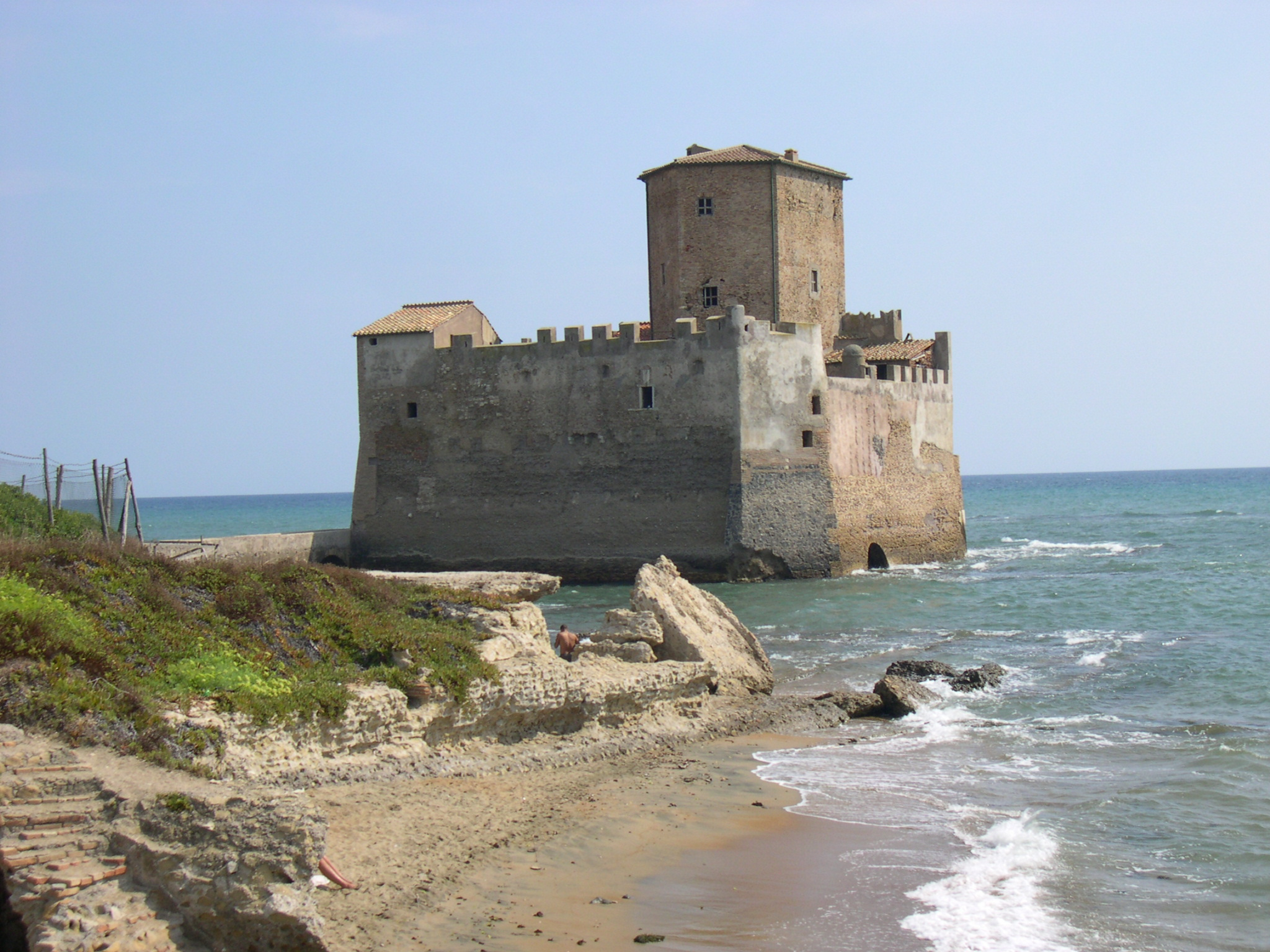
Torre Astura bei Nettuno

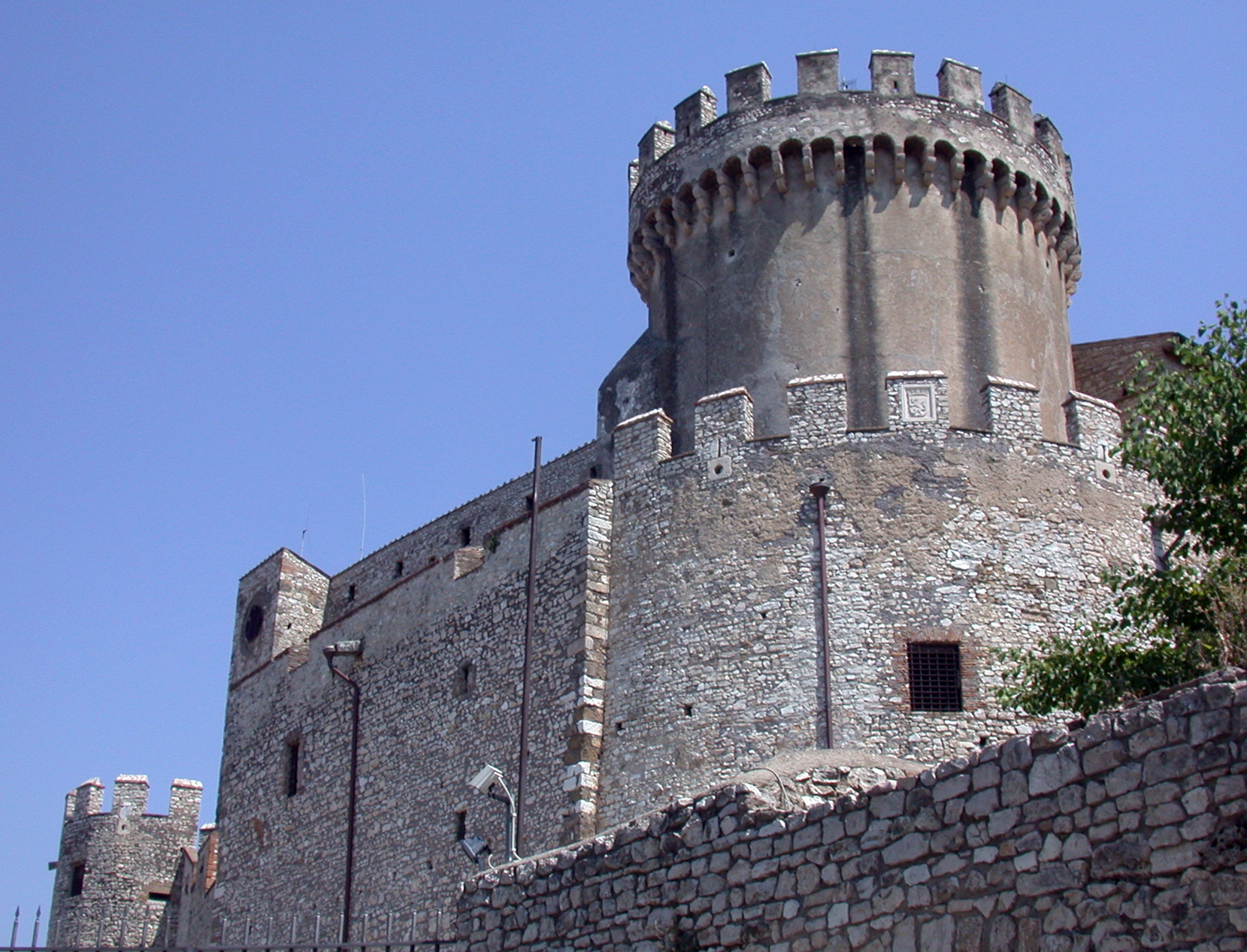
Castello Orsini-Odescalchi in Nerola

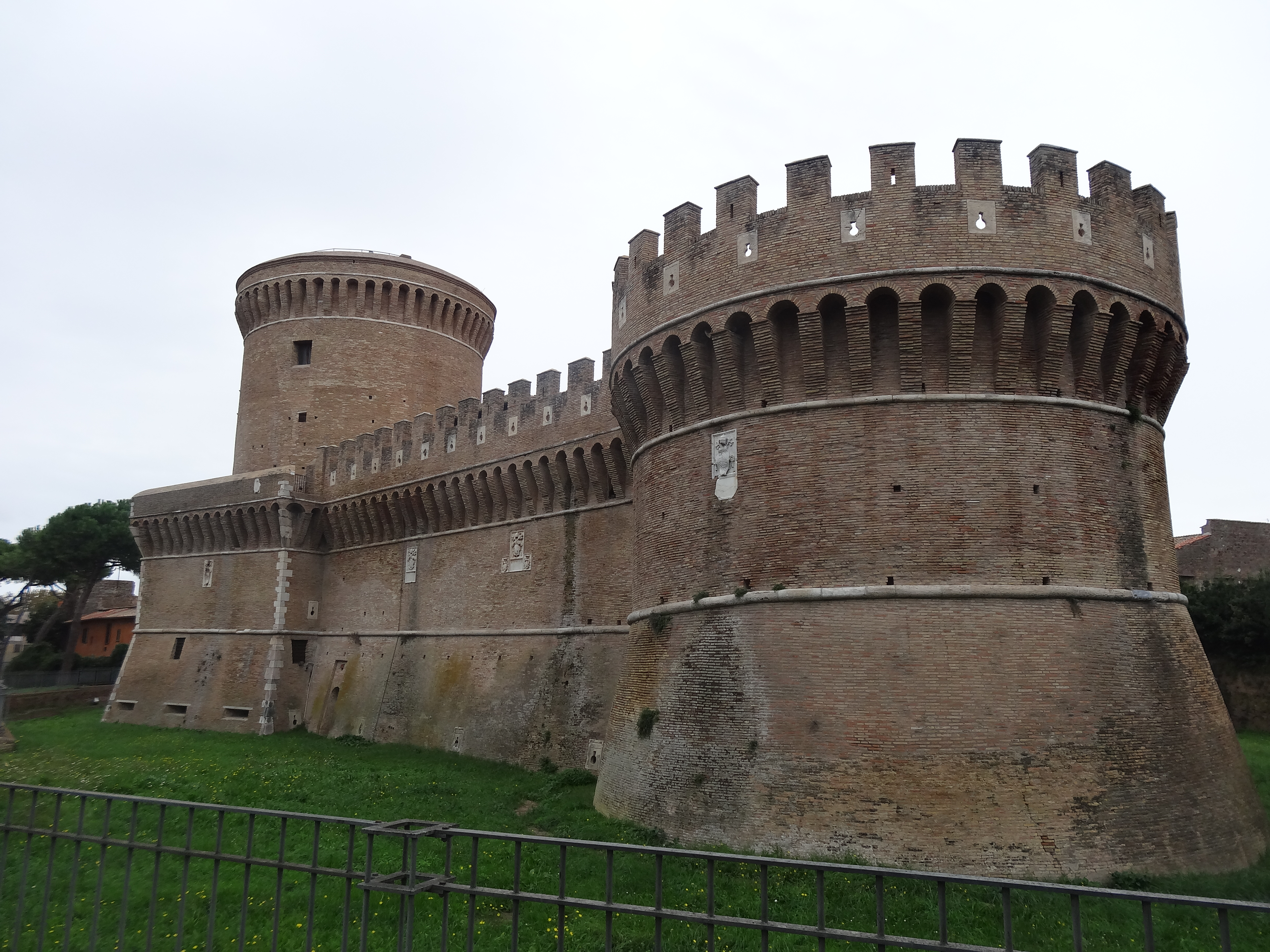
Castello di Giulio II in Ostia

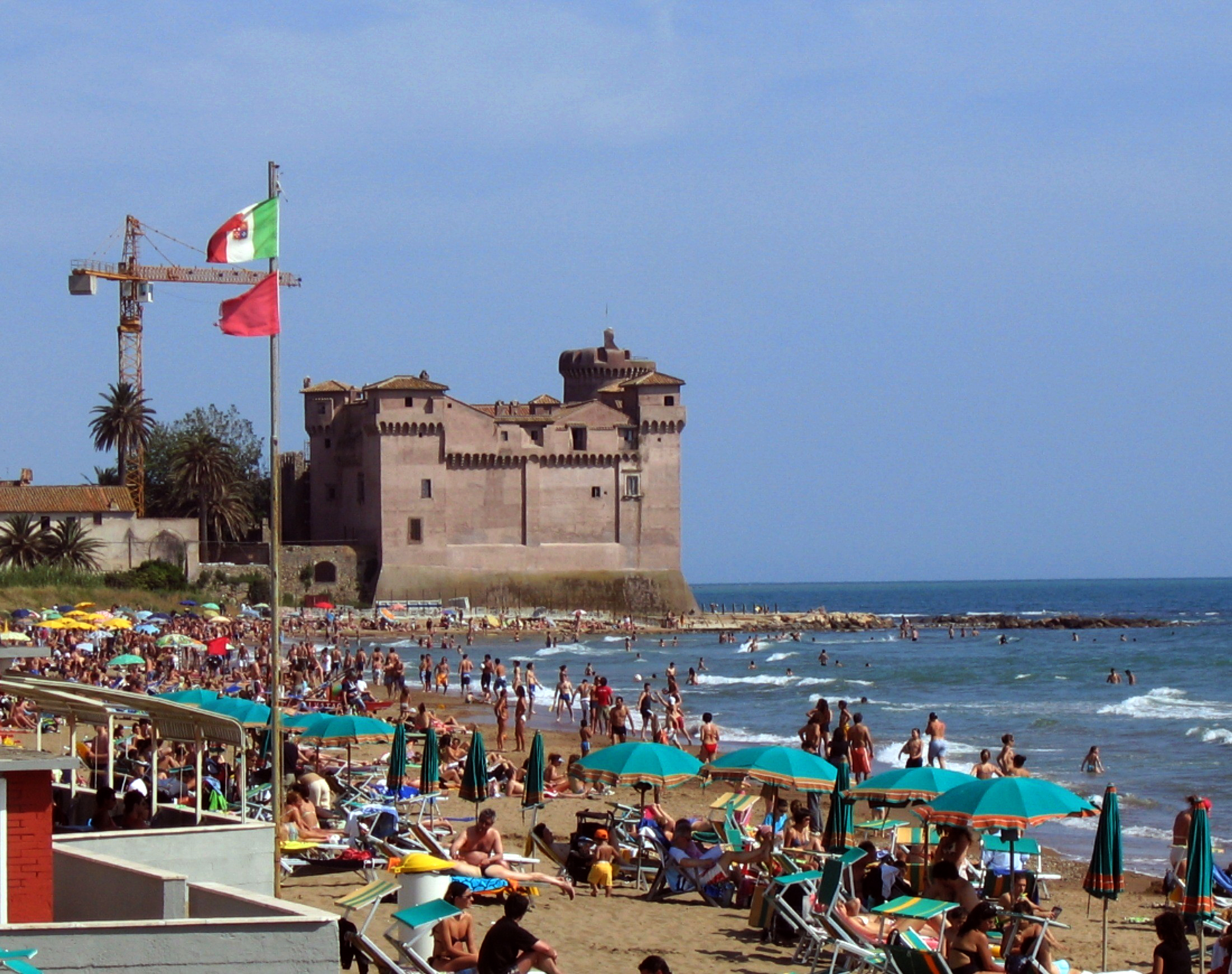
Burg von Santa Severa

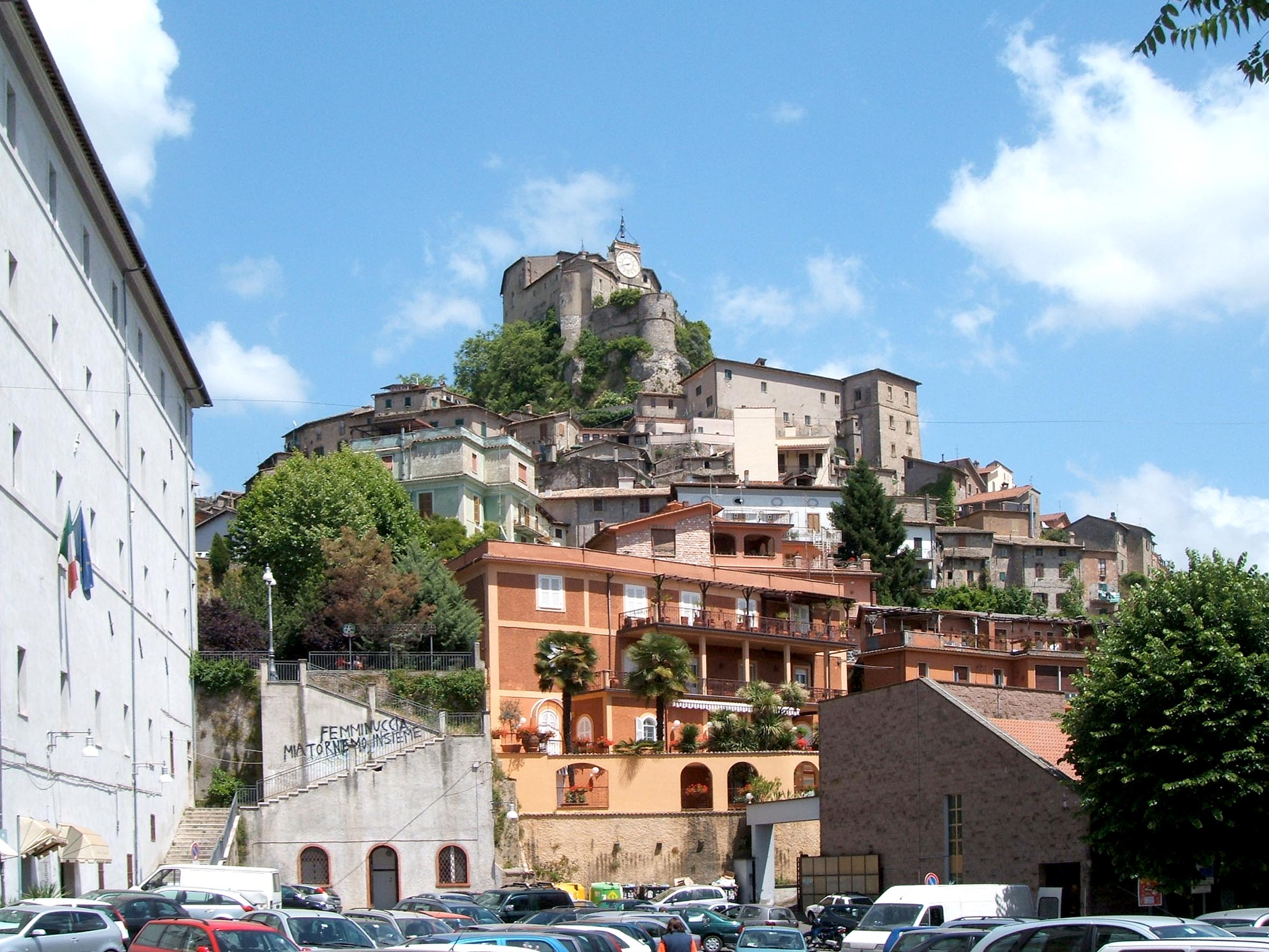
Rocca Abbaziale in Subiaco

1. Castrum d’Affile, Affile, 11. Jahrhundert, Mauerreste, Karte
2. Castel Savello, Albano Laziale, Mauerreste, Koordinaten fehlen! Hilf mit.
3. Palazzo Savelli, Albano Laziale, heute Rathaus, Koordinaten fehlen! Hilf mit.
4. Palazzo della Camera Apostolica, Allumiere, 16. Jahrhundert, Karte
5. Palazzo Baronale, Anticoli Corrado, 17. Jahrhundert, Karte
6. Tor San Lorenzo, Ardea, 16. Jahrhundert durch Michelangelo, Karte
7. Palazzo Chigi, Ariccia, 15. Jahrhundert, erneuert durch Gian Lorenzo Bernini, Karte
8. Castello Massimo, Arsoli, 10. Jahrhundert, erneuert durch Giacomo della Porta, Fresken von Taddeo Zuccari, Karte
9. Palazzo Borghese, Artena, 13. Jahrhundert, im 17. Jahrhundert erneuert, Karte
10. Castello Orsini-Odescalchi, Bracciano, ab 1470, Karte
11. Castello di Camerata Vecchia, Camerata Nuova, Ruine, Karte
12. Palazzo Venturi, Campagnano di Roma, 17. Jahrhundert, Karte
13. Castello Orsini in Monterano, Canale Monterano, Ruine, Karte
14. Palazzo Altieri in Montevirginio, Canale Monterano, Karte
15. Palazzo dei Monaci, Capena, Karte
16. Palazzo Baronale, Capranica Prenestina, 14. Jahrhundert, Karte
17. Palazzo Pecci, Carpineto Romano, Karte
18. Palazzo Baronale, Casape, 10. Jahrhundert, Karte
19. Palazzo Pontificio, Sommerresidenz des Papstes, exterritoriales Gebiet des Heiligen Stuhls, Castel Gandolfo, 17. Jahrhundert, Karte
20. Palazzo Barberini (Castel Gandolfo), exterritoriales Gebiet des Heiligen Stuhls, Castel Gandolfo, 17. Jahrhundert, Karte
21. Palazzo Cybo, exterritoriales Gebiet des Heiligen Stuhls, Castel Gandolfo, 18. Jahrhundert, Karte
22. Castello Orsini, Castel Madama, 14. Jahrhundert, Karte
23. Rocca Colonna, Castel San Pietro Romano, 10. Jahrhundert, ehemals Akropolis von Praeneste, Karte
24. Rocca Colonna, Castelnuovo di Porto, 11. Jahrhundert, Karte
25. Palazzo Mattei, Cave, 17. Jahrhundert, über der mittelalterlichen Burg erbaut, Karte
26. Palazzo Leoncelli, Cave, 16. Jahrhundert, Karte
27. Castello Cerreto Laziale, Cerreto Laziale, 14. Jahrhundert, Reste im Ortsbild, Karte
28. Rocca di Cervara, Cervara di Roma, Ruine, 12. Jahrhundert, Karte
29. Castello Ruspoli, Cerveteri, 16. Jahrhundert, Karte
30. Rocca di Cerveteri, Cerveteri, 11. Jahrhundert, Karte
31. Castello Theodoli, Ciciliano, 10. Jahrhundert, Karte
32. Castello Orsini, Cineto Romano, 11. Jahrhundert, Karte
33. Forte Michelangelo, Civitavecchia, 16. Jahrhundert, Karte
34. Castello Abbaziale, Civitella San Paolo, 9. Jahrhundert, Karte
35. Palazzo Colonna (Palazzo Baronale), Colonna, 16. Jahrhundert, Karte
36. Castello Ducale, Fiano Romano, 11. Jahrhundert, Karte
37. Palazzo dei Principi Del Drago, Filacciano, Karte
38. Castello di Porto, Fiumicino, 11. Jahrhundert, Karte
39. Castello di Torrimpietra, Fiumicino, 11. Jahrhundert, Karte
40. Castello di Monte Gentile, Fonte Nuova, 10. Jahrhundert, teilweise erhalten, Karte
41. Tor Sant‘Antonio, Fonte Nuova, 13. Jahrhundert, Karte
42. Palazzo Baronale, Gallicano nel Lazio, 16. Jahrhundert, Karte
43. Palazzo Baronale (Palazzo Aldobrandini), Gavignano, 16. Jahrhundert, Karte
44. Palazzo Baiocchi, Gavignano, Karte
45. Palazzo Traietto, Gavignano, 17. Jahrhundert, Karte
46. Palazzo Sforza Cesarini, Genzano di Roma, 16. Jahrhundert, Karte
47. Palazzo dell’Abate Giovanni, Gerano, 11. Jahrhundert, Karte
48. Palazzo di Corte, Gerano, 14. Jahrhundert, Karte
49. Palazzo Cardinale Santucci, Gorga, Karte
50. Rocca Castrum Monticellorum, Guidonia Montecelio, 10. Jahrhundert, Ruine, Karte
51. Palazzo del Principe in Montecelio, Guidonia Montecelio, 17. Jahrhundert, Karte
52. Castello dei Conti, Jenne, wenige Reste, 11. Jahrhundert, Karte
53. Castello di Lugnano, Labico, 12. Jahrhundert, Reste am östlichen Dorfrand, Karte
54. Palazzo Giuliani, Labico, 16. Jahrhundert, Karte
55. Castellaccio dei Monteroni, Ladispoli, 14. Jahrhundert, Karte
56. Castello Orsini-Odescalchi, Palo, Ladispoli, um 1500, Karte
57. Castello Mediovale, Lanuvio, 9. Jahrhundert, Karte
58. Palazzo Colonna, Lanuvio, 16. Jahrhundert, Karte
59. Castello Orsini, Licenza, 12. Jahrhundert, Karte
60. Rocca di Magliano, Magliano Romano, 14. Jahrhundert, Karte
61. Castello dei Marchesi di Roccagiovine, Mandela, 10. Jahrhundert, Karte
62. Palazzo Tittoni, Manziana, 16. Jahrhundert, Karte
63. Rocca di Marano, Marano Equo, 10. Jahrhundert, als Unterbau des Dorfplatzes erhalten, Karte
64. Palazzo Colonna, Marino, 15. Jahrhundert, über einem antiken Kastell, Karte
65. Castello Ruspoli, Nemi, 10. Jahrhundert, Karte
66. Castello Orsini-Odescalchi, Nerola, Karte
67. Torre Astura, Nettuno, 10. Jahrhundert, Karte
68. Castello Colonna, Olevano Romano, 11. Jahrhundert, Karte
69. Palauuo Baronale, Olevano Romano, Karte
70. Palazzo Colonna Barberini, Palestrina, ca. 1500, heute Archäologisches Museum, Karte
71. Castello Savelli, Palombara Sabina, 9. Jahrhundert, Karte
72. Castello Castiglione, Palombara Sabina, 13. Jahrhundert, Ruine, Karte
73. Palazzo Borghese (Percile), Percile, 10. Jahrhundert, Karte
74. Castello Theodoli, Pisoniano, wenige Reste, Karte
75. Palazzo Conti, Poli, 13. Jahrhundert, Karte
76. Castello Borghese, Pratica di Mare, Pomezia, 8. Jahrhundert, Karte
77. Palazzo Abbaziale, Ponzano Romano, 16. Jahrhundert, Karte
78. Castello Boncompagni, Riano, 12. Jahrhundert, Karte
79. Castel Sant’Angelo, Rom
80. Palazzo Gaddi, Rom
81. Palazzo del Quirinale, Rom
82. Castello di Lunghezza, Rom, 8. Jahrhundert, Karte
83. Castello di Giulio II, Ostia, Rom, Municipio XIII
84. Castelporziano, Rom, Municipio XIII
85. Castello della Magliana, Magliana, Rom, Municipio XV
86. Castello Scandeluzza in Boccea, Rom, Municipio XVIII
87. Forte Boccea, Rom, Municipio XVIII
88. Castello della Castelluccia, Rom, Municipio XIX
89. Castello Theodoli, San Vito Romano, 11. Jahrhundert, Karte
90. Castello di Santa Severa, Santa Marinella
91. Rocca Abbaziale, Subiaco, 11. Jahrhundert, Karte
92. Rocca Frangipane, Tolfa, 12. Jahrhundert, Ruine, Karte
93. Palazzo della Ragione (Palazzo Baronale), Tolfa, 12. Jahrhundert, Ruine, Karte
94. Palazzo Buttaoni, Tolfa, 16. Jahrhundert, Karte
95. Palazzo Celli, Tolfa, 16. Jahrhundert, Karte
96. Palazzo Panetti, Tolfa, 16. Jahrhundert, Karte
97. Rocca Tolfa Nuova, Tolfaccia, Tolfa, 9. Jahrhundert, Ruine, Karte
98. Rocca Sant’Arcangelo, Monte Monastero, Tolfa, Ruine
99. Castello di Rota, Tolfa, Karte
100. Rocca Montecocozzone, Tolfa, Ruine
101. Monte Castagno, Tolfa, Ruine
102. Rocca Carcari, Santa Severa Nord Tolfa, Ruine
103. Rocca Ferraria, Tolfa, Ruine
104. Palazzo Doria Pamphilj, Valmontone, 1654–1670, Karte
105. Palazzo Rospigliosi, Zagarolo, 16. Jahrhundert, Karte

### Provinz Viterbo
1. Rocca Albornoziana, Viterbo

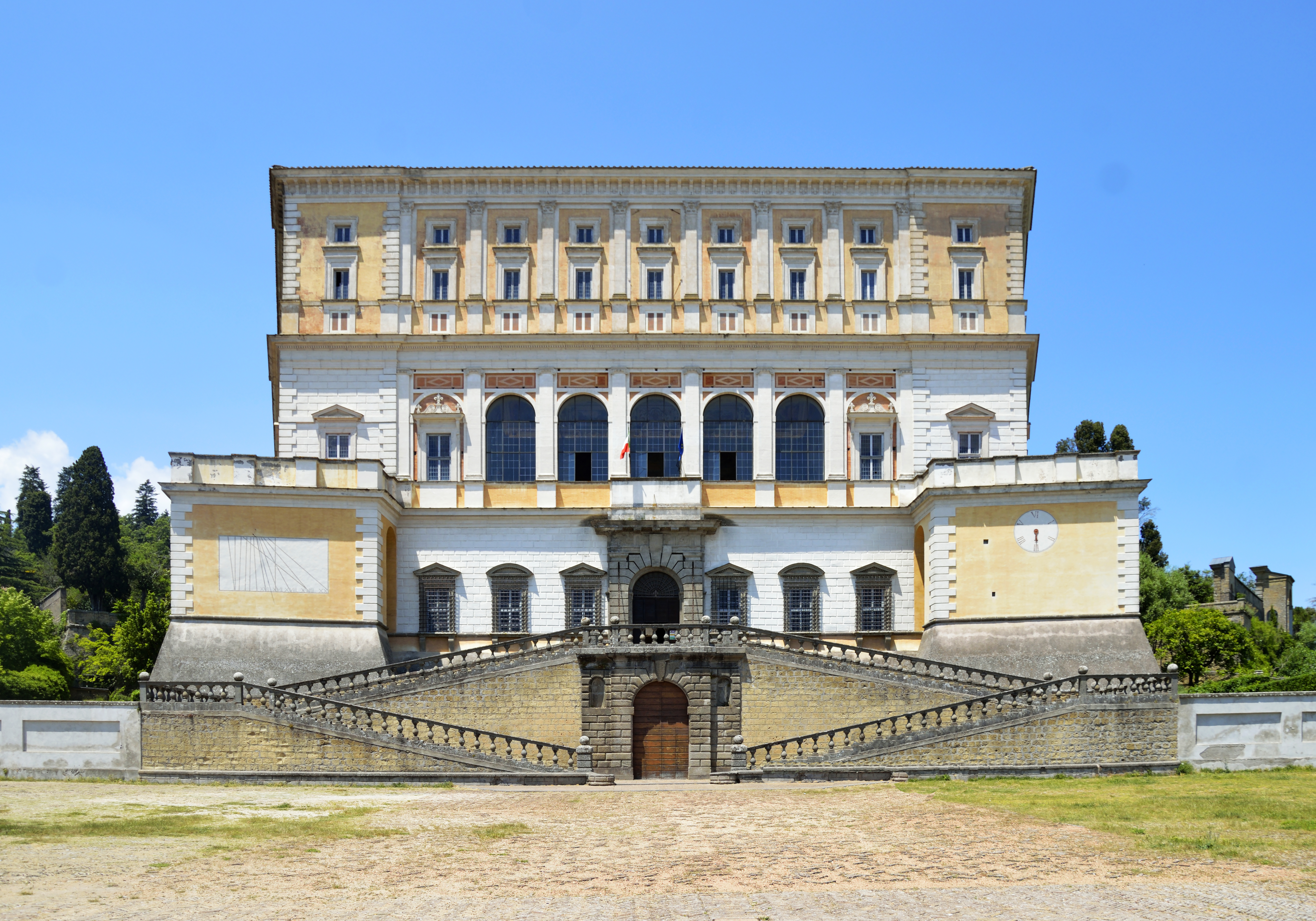
Palazzo Farnese in Caprarola

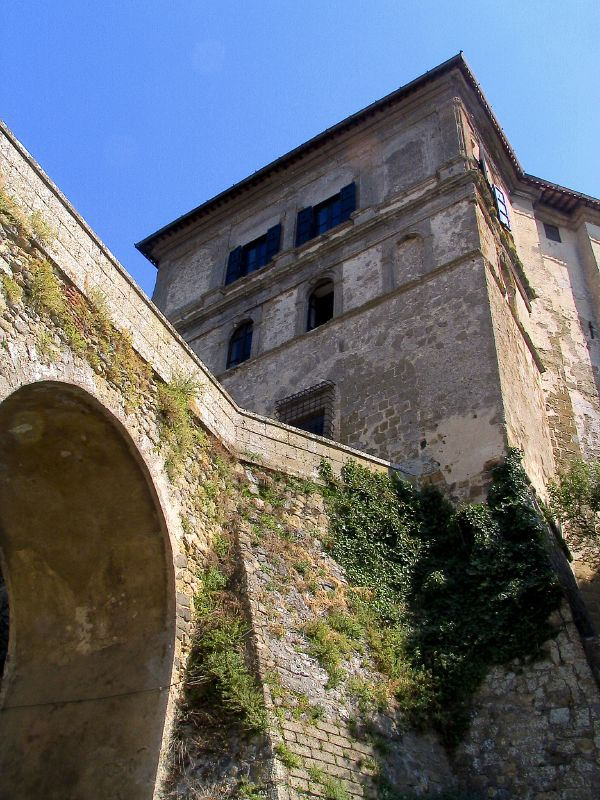
Rocca Farnese in Capodimonte

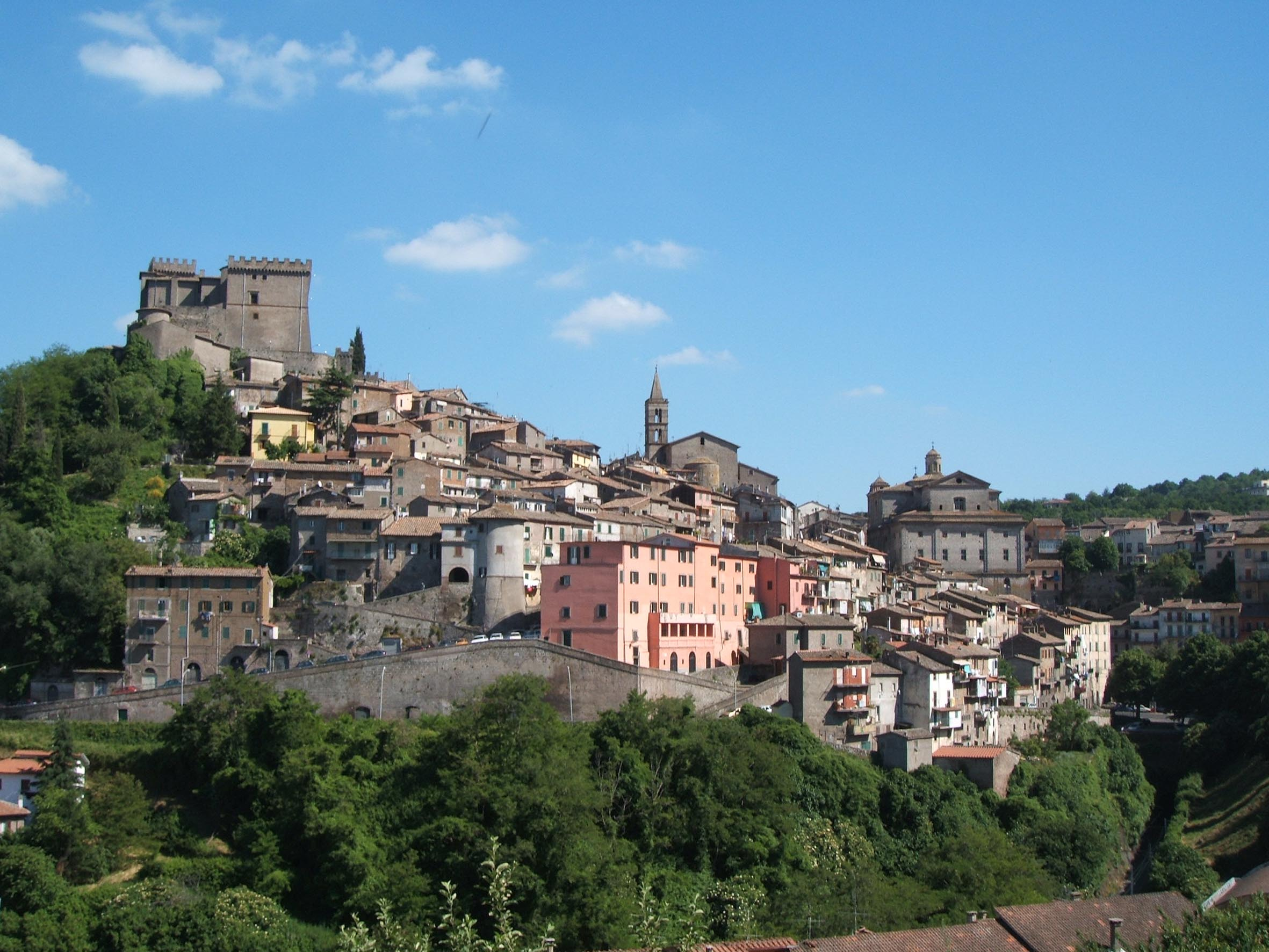
Castello Orsini in Soriano

2. Palazzo Benci Caterini, Acquapendente, Karte
3. Palazzo Comunale, Nepi
4. Palazzo Palazzo Costantini, Acquapendente, Karte
5. Palazzo Piccioni, Acquapendente, Karte
6. Palazzo Vescovile, Acquapendente, 17. Jahrhundert, Karte
7. Palazzo Viscontini, Acquapendente, 16. Jahrhundert, Karte
8. Torre del Barbarossa, Acquapendente, Rest der Stauferburg, 12. Jahrhundert, Karte
9. Castello Arleum, Arlena di Castro, Ruine, Karte
10. Palazzo del Barone, Blera, Karte
11. Palazzo Tornaforte, Blera, Karte
12. Rocca Monaldeschi, Bolsena, 11. Jahrhundert, Karte
13. Palazzo Orsini, Bomarzo, 16. Jahrhundert, Karte
14. Castello Baronale degli Anguillara, Calcata, 13. Jahrhundert, Karte
15. Castello degli Anguillara, Canepina, 14. Jahrhundert, Karte
16. Palazzo Farnese, Canepina, 16. Jahrhundert, Karte
17. Palazzo Bonaparte, Canino, 19. Jahrhundert durch Giuseppe Valadier,
18. Palazzo Miccinelli, Canino,
19. Rocca Farnese, Capodimonte, 19. Jahrhundert durch Antonio da Sangallo, Karte
20. Castello degli Anguillara, Capranica, Karte
21. Palazzo Farnese, Caprarola, 16. Jahrhundert durch Vignola, Karte
22. Rocca Monaldesca, Civitella d’Agliano, 10. Jahrhundert, Karte
23. Palazzo Farnese, Gradoli, 16. Jahrhundert, Karte
24. Castello di Santa Cristina, Grotte di Castro
25. Castello Roccarespampani, Monte Romano, 17. Jahrhundert, Karte
26. Palazzo Altieri, Oriolo Romano, 1578 bis 1585, Karte
27. Castello di Proceno, Proceno
28. Castello Orsini, Soriano nel Cimino
29. Palazzo del Rivellino, Tuscania
30. Castello Ruspoli, Vignanello, 16. Jahrhundert, Karte
31. Castello Costaguti in Roccalvecce, Viterbo
32. Palazzo dei Papi, Viterbo
33. Palazzo dei Priori, Viterbo

## Ligurien

### Metropolitanstadt Genua
1. Castello Camogli
2. Castello d’Albertis
3. Castello dei Fieschi a Montoggio
4. Castello dei Fieschi a Savignone
5. Castello dei Fieschi a Torriglia
6. Castello della Pietra, Vobbia
7. Castello di Borgo Fornari
8. Castello di Montessoro
9. Castello di Rapallo
10. Castello Mackenzie
11. Castello Raggio
12. Castello Spinola (Castello di Campo Ligure), Campo Ligure
13. Forte Begato
14. Forte Belvedere (zerstört)
15. Forte Castellaccio
16. Forte Crocetta
17. Forte Diamante
18. Forte Puìn
19. Forte Fratello Minore
20. Forte Fratello Maggiore (1932 abgerissen)
21. Forte Ratti (Forte Monteratti)
22. Forte Richelieu
23. Forte Santa Tecla
24. Forte Sperone, Genua
25. Forte Tenaglia
26. Forte Quezzi
27. Palazzo Luca Grimaldi, „Palazzo Bianco“, Genua
28. Palazzo Ducale, Genua
29. Palazzi dei Rolli, Genua
30. Palazzo Reale, Genua
31. Palazzo Ridolfo e Giovanni Francesco Brignole Sale (Palazzo Rosso), Genua
32. Palazzo San Giorgio, Genua
33. Palazzo Niccolò Grimaldi, Genua

### Provinz Imperia
1. Castello Ceriana
2. Castel d’Appio, Ventimiglia
3. Castello dei Doria, Dolceacqua
4. Castello della Lucertola, Apricale
5. Castello di Cervo, Cervo
6. Castello di Triora, Triora
7. Castello Voronoff (Castello Grimaldi), Ventimiglia
8. Forte San Paolo, Ventimiglia
9. Fortezza dell’Annunziata (Ridotta dell’Annunziata), Ventimiglia

### Provinz La Spezia
1. Castello della Brina, Sarzana
2. Castello d’Ameglia, Ameglia
3. Castello d’Arcola, Arcola
4. Castello di Bonassola, Bonassola
5. Castello di Castelnuovo Magra (Castello dei Vescovi di Luni), Castelnuovo Magra
6. Castello di Levanto, Levanto
7. Castello di Madrignano, Madrignano
8. Castello di Porto Venere, Porto Venere
9. Castello di Riomaggiore, Riomaggiore
10. Fortezza di Sarzanello, Sarzana
11. Castello di Suvero, Rocchetta di Vara
12. Castello di Trebiano, Arcola
13. Castello di Vernazza, Vernazza
14. Castello Doria Malaspina (Castello di Calice al Cornoviglio), Calice al Cornoviglio
15. Castello Lerici, Lerici
16. Castello Montetanano (Castello di Varese Ligure), Varese Ligure
17. Castello San Giorgio, La Spezia

### Provinz Savona
1. Bastia Soprana, Sassello
2. Bastia Sottana, Sassello
3. Castelfranco, Finale Ligure
4. Castel Delfino, Giovo Ligure, Pontinvrea
5. Castel Gavone, Finale Ligure
6. Castellaro di Albisola Superiore, Albisola Superiore
7. Castelletto, Finale Ligure
8. Castello dei Clavesana, Castelvecchio di Rocca Barbena
9. Castello dello Sperone, Savona
10. Castello d’Altare, Altare
11. Castello d’Andora, Andora
12. Castello di Bardineto (Castello dei Del Carretto), Bardineto
13. Castello di Cairo Montenotte, Cairo Montenotte
14. Castello di Cervo (Castello dei Clavesana), Cervo
15. Castello di Cosseria, Cosseria
16. Castello di Dego, Dego
17. Castello di Millesimo, Millesimo
18. Castello di Mioglia, Mioglia
19. Castello di Monte Ursino, Noli
20. Castello di Pietra Ligure, Pietra Ligure
21. Castello di Roccavignale, Roccavignale
22. Castello di Rocchetta Cairo, Cairo Montenotte
23. Castello di Spotorno, Spotorno
24. Castello di Stella, Stella
25. Castel San Giovanni, Finale Ligure
26. Fortino di Albenga, Albenga
27. Fortezza del Priamar, Savona

## Lombardei

### Provinz Bergamo
1. Castello Albani Urgnano
2. Castello di Chiuduno
3. Castello Camozzi-Vertola
4. Castello di Costa di Mezzate
5. Castello di Cavernago
6. Castello di Grumello
7. Castello di Malpaga
8. Palazzo Milesi, Gromo
9. Castello di Pagazzano
10. Castello di Zorzino, Riva di Solto

### Provinz Brescia
1. Castello, San Felice del Benaco
2. Castello, Brescia
3. Castello Belvedere
4. Castello Bonoris
5. Castel Drugolo
6. Castello di Padenghe, Padenghe sul Garda
7. Castello Scaligero, Sirmione

### Provinz Como
1. Castello dell’Abate
2. Castello Baradello
3. Castello di Carimate
4. Castello di Casiglio
5. Castel Menaggio
6. Castello Monguzzo
7. Castello di Pomerio
8. Castello di Rezzonico, San Siro, Ortsteil Santa Maria Rezzonico

### Provinz Cremona
1. Castello Cazzamalli
2. Palazzo Comunale, Crema
3. Palazzo del Comune, Cremona
4. Castel Gabbiano
5. Castel Pandino
6. Castello Rocca Sforzesca

### Provinz Lecco
1. Castello Andriani
2. Palazzo Manzoni, Barzio
3. Castello d’Orezia
4. Castelvedro
5. Castello di Vezio

### Provinz Lodi
1. Castello Borromeo
2. Castello Bolognini, Sant’Angelo Lodigiano, 13. Jahrhundert, Karte

### Provinz Mantua
1. Palazzo Andreani, Mantua
2. Palazzo Ducale, Mantua
3. Castello Bosco della Fontana
4. Palazzo Comunale, Castel Goffredo
5. Casa del Fascio, Castel Goffredo
6. Castello di San Giorgio

### Metropolitanstadt Mailand
1. Palazzo dell’Aeronautica, Mailand
2. Palazzo Arcivescovile, Mailand
3. Castello di Cassano, Cassano d’Adda
4. Palazzo Mezzanotte, Mailand
5. Castello Sforzesco, Mailand
6. Castello Viconteo, Abbiategrasso
7. Castello Visconteo, Cusago

### Provinz Monza und Brianza
1. Castello Lampugnani, Sulbiate
2. Palazzo Terragni, Lissone
3. Castello Visconteo, Monza

### Provinz Pavia
1. Castello Argine, Bressana Bottarone
2. Castello di Cigognola
3. Castello Malaspina (Varzi)
4. Palazzo Mezzabarba, Pavia
5. Castello d’Oramala
6. Castello Procaccini, Chignolo Po
7. Castello di Scaldasole
8. Castello Sforzesco, Vigevano
9. Castello Visconteo, Pavia
10. Castello di Luzzano, Rovescala

### Provinz Sondrio
1. Castello dei Conti Balbiani
2. Castello Nuovo
3. Castello Vecchio

### Provinz Varese
1. Castello Visconti Castelbarco, Cislago
2. Castello di Cuasso (auch Castelasc), Cuasso al Monte
3. Castello di Masnago
4. Castel Torrione
5. Castello Visconteo, Fagnano Olona
6. Castello Visconti, San Vito
7. Rocca Borromeo
8. Rocca d’Orino
9. Torre del Castello

## Marken

### Provinz Ancona
1. Rocca Albornoziana, Sassoferrato
2. Castello Avacelli
3. Palazzo Comunale, Filottrano
4. Palazzo Comunale, Jesi
5. Palazzo Comunale, Osimo
6. Palazzo Comunale, Senigallia
7. Castello Genga
8. Castello La Cittadella
9. Castello Loretello
10. Castel Montale
11. Castello Nidastore
12. Castello Palazzo
13. Castello Piticchio
14. Rocca Roveresca
15. Castello di Monterado

### Provinz Ascoli Piceno
1. Palazzo dell’Arengo (Ascoli Piceno), Ascoli Piceno
2. Rocca d’Arquata del Tronto, Arquata del Tronto
3. Torre da Bora, Magliano di Tenna
4. Castel di Luco, Acquasanta Terme
5. Forte Malatesta, Ascoli Piceno
6. Fortezza Medievale, Acquaviva Picena
7. Fortezza Pia, Ascoli Piceno

### Provinz Macerata
1. Castello dell’Arancia
2. Rocca d’Ayello
3. Palazzo Comunale, Cingoli
4. Palazzo Comunale, San Severino Marche
5. Castello di Croce
6. Castello Pallotta
7. Castello di Vestignano

### Provinz Pesaro und Urbino
1. Palazzo Arcivescovile, Urbino
2. Palazzo Comunale, Urbino
3. Rocca Costanza
4. Castello di Gradara
5. Rocca Malatestiana, Fano
6. Rocca Malatestiana, Monte Cerignone
7. Castello di Mondavio
8. Castello di Montegiove

## Molise

### Provinz Campobasso
Ohne Küstenwachtürme. 

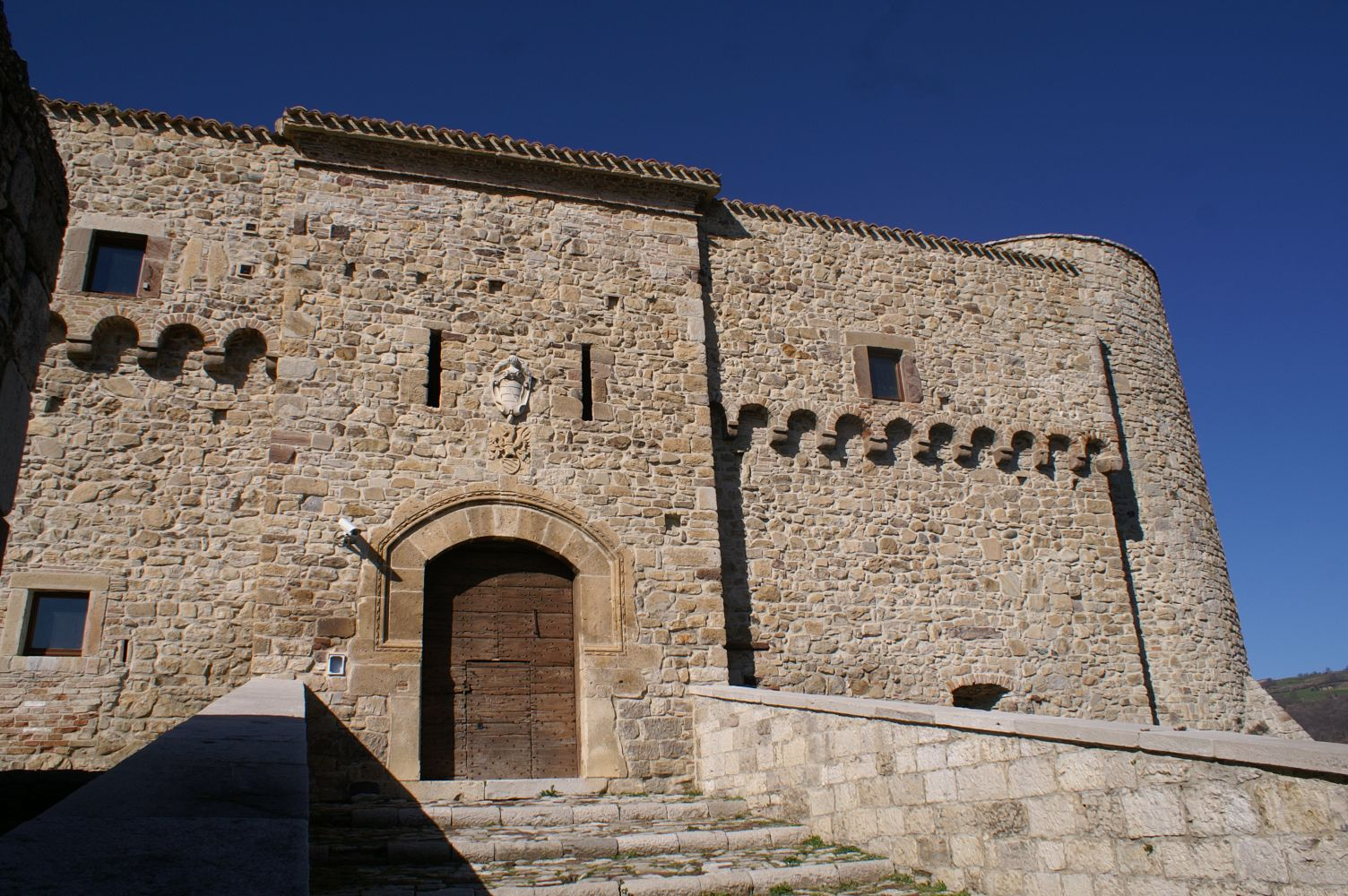
Castello Angioino in Civitacampomarano

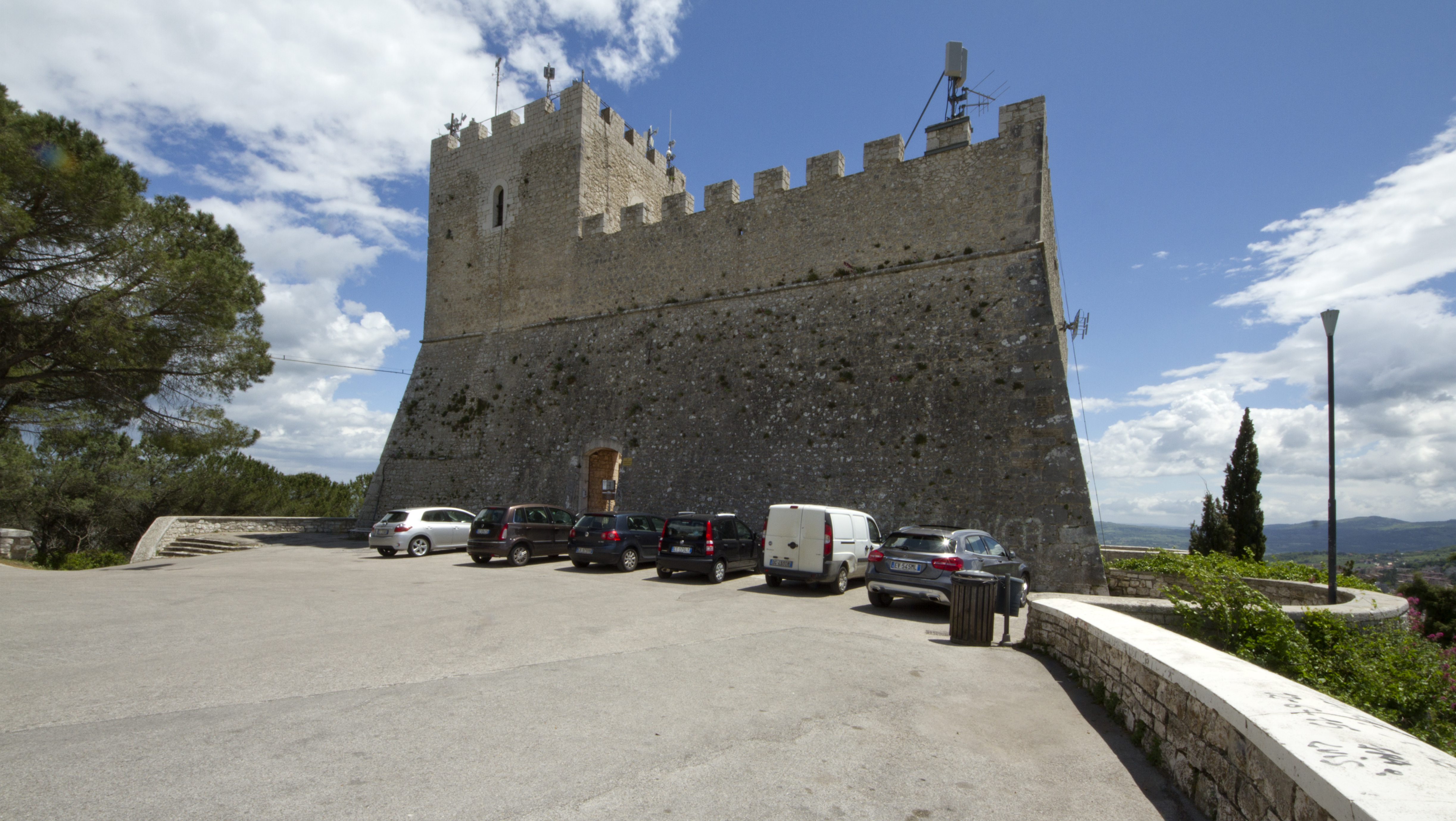
Castello Monforte in Campobasso

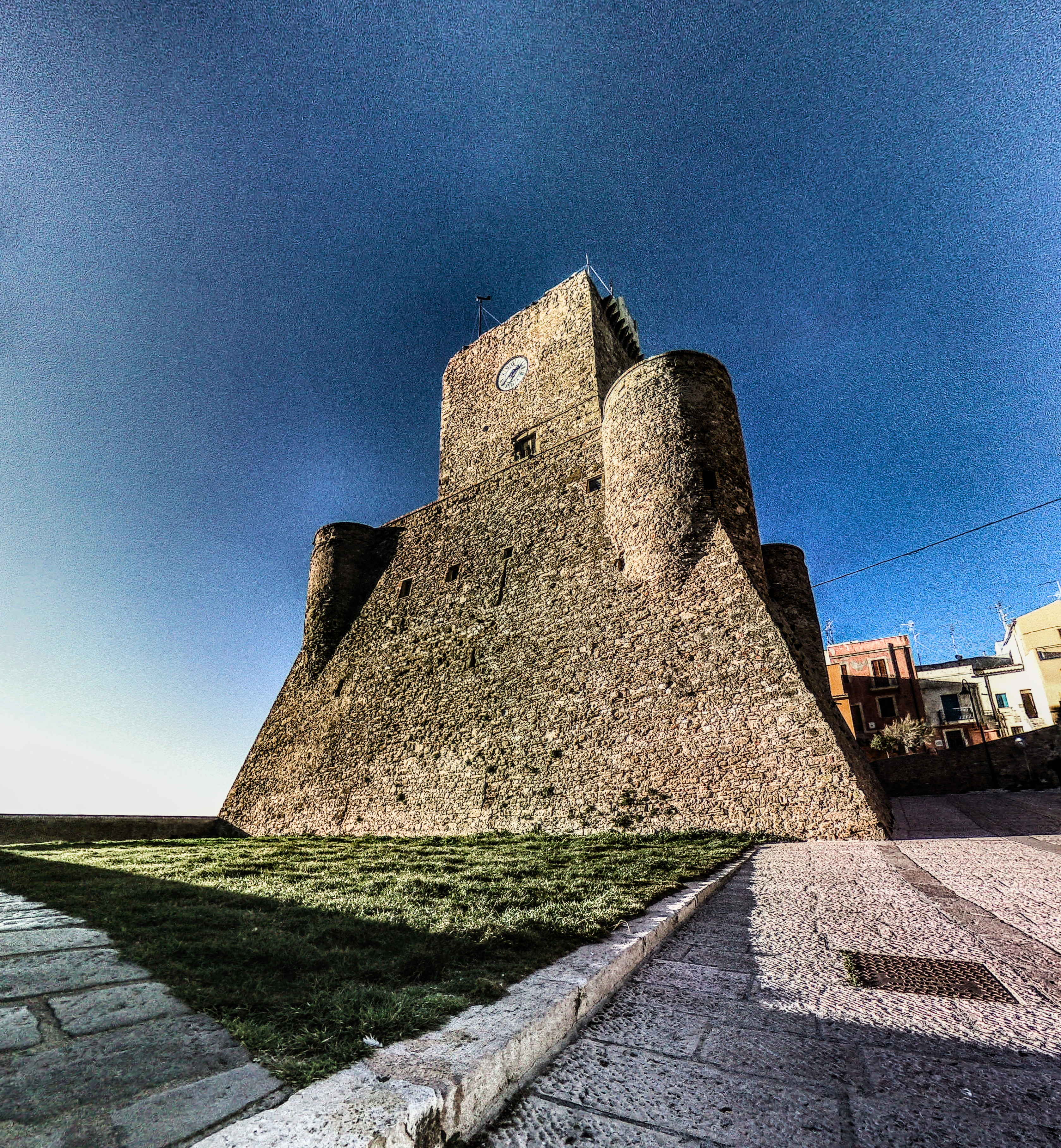
Castello Svevo in Termoli

1. Castello, Castello baronale, Bonefro
2. Castello, Duronia, an der Stelle und mit Überresten einer samnitischen Befestigung
3. Castello, Riccia
4. Castello, Castello longobardo, Tufara
5. Castello Angioino, Civitacampomarano
6. Rocca di Campochiaro, Campochiaro
7. Castello da Capo, Guglionesi
8. Castello Carafa, Cercemaggiore
9. Castello Carafa, Cercepiccola
10. Castello Carafa, Ferrazzano
11. Castello Carafa, Castello baronale, Molise
12. Castello Ciamarra, Torella del Sannio
13. Palazzo Colaneri, Castello comitale, Trivento
14. Palazzo Colavecchio, Rotello
15. Castello di Collerotondo, Montagano
16. Palazzo del conte, Palazzo baronale, Palazzo Tozzi, San Martino in Pensilis
17. Castello dei Di Capua, Gambatesa
18. Palazzo Ducale, Palazzo ducale Jovine, Castelmauro
19. Palazzo Ducale, Larino
20. Palazzo Ducale, Montefalcone nel Sannio
21. Palazzo Ducale Gambacorta, Macchia Valfortore
22. Castello d’Evoli, Castropignano, an der Stelle einer samnitischen Befestigung
23. Palazzo marchesale, Colletorto
24. Castello Monforte, Campobasso
25. Castello Normanno, Lupara
26. Castello di Pianisi, Sant’Elia a Pianisi
27. Castello Ruffo, Baranello
28. Castello De Sangro, Casacalenda
29. Castello Svevo, Termoli, staufische Turmburg
30. Palazzo Valiante-Capozio, Jelsi

### Provinz Isernia
1. Castello, Fornelli

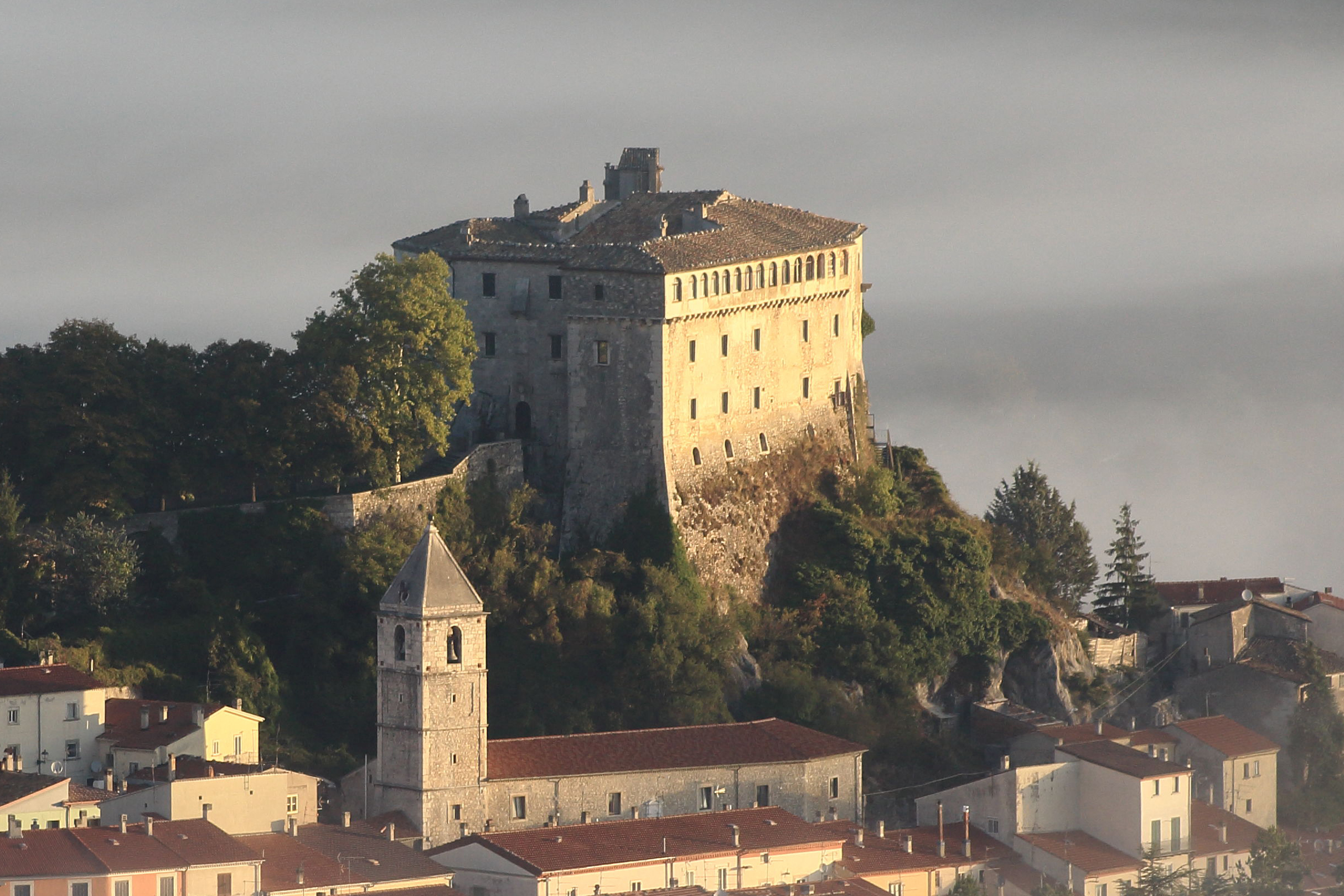
Castello d’Alessandro in Pescolanciano

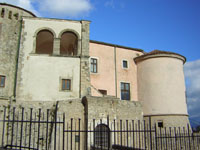
Castello Pandone in Venafro: Loggia über dem Hauptzugang

2. Castello, Castello baronale DAlena, Macchia d’Isernia
3. Castello, Montaquila
4. Castello, Pesche
5. Castello, Rionero Sannitico, nur noch Reste, u. a. eine Zisterne
6. Castello, Roccamandolfi
7. Castello, Vastogirardi
8. Castello d’Alessandro, Pescolanciano
9. Castello Angioino, Macchiagodena
10. Castello Angioino di Roccapipirozzi, Sesto Campano, später zur Festung ausgebaut
11. Castello Caldora, Carpinone
12. Castello di Cermignano, Acquaviva d’Isernia
13. Castello Ducale Sanfelice, Bagnoli del Trigno
14. Palazzo Juliani, Miranda, auf Resten eines mittelalterlichen Castello
15. Palazzo Marchesani und Torre del Marchese, Pietrabbondante
16. Castello Pandone, Cerro al Volturno
17. Castello Pandone, Venafro
18. Castello Pignatelli, Castello dei Pignatelli, Monteroduni
19. Palazzo del Principe, Isernia
20. Castello di Sprondasino, Bagnoli del Trigno, nur noch Reste eines Turms
21. Palazzo Vescovile, Isernia

## Piemont

### Provinz Alessandria
1. Castello di Conzano
2. Forte di Gavi
3. Castello di Razzano
4. Castello di Montaldeo
5. Castello di Piovera
6. Castello di Camino
7. Castello di San Giorgio

### Provinz Asti
1. Castello di Montemagno
2. Castello di Montiglio

### Provinz Biella
1. Castello di Gaglianico
2. Castello di Massazza

### Provinz Cuneo
1. Castello degli Acaja
2. Castello di Bonavalle
3. Castello di Cherasco
4. Castello di Grinzane Cavour
5. Castello di Guarene
6. Castello di Lagnasco
7. Castello di Manta
8. Castello di Prunetto
9. Castello Reale di Racconigi
10. Castello di Roddi
11. Castello di Serralunga d’Alba
12. Castello di Sinio
13. Castello di Novello
14. Castello Rosso

### Provinz Novara
1. Castello di Briona
2. Castello di Castellazzo Novarese
3. Castello di Fara Novarese
4. Castello di Galliate
5. Castello di Ghemme
6. Castello dal Pozzo

### Metropolitanstadt Turin
1. Palazzina di Caccia di Stupinigi, Nichelino
2. Palazzo Comunale, Strambino
3. Castello di Ivrea, Ivrea
4. Palazzo Madama, Turin
5. Castello di Malgrà
6. Castello di Masino
7. Castello di Mazzè
8. Castello di Pavone Canavese
9. Palazzo Reale, Turin
10. Castello di San Giorgio Canavese
11. Castello di San Giuseppe
12. Castello del Valentino

### Provinz Verbano-Cusio-Ossola

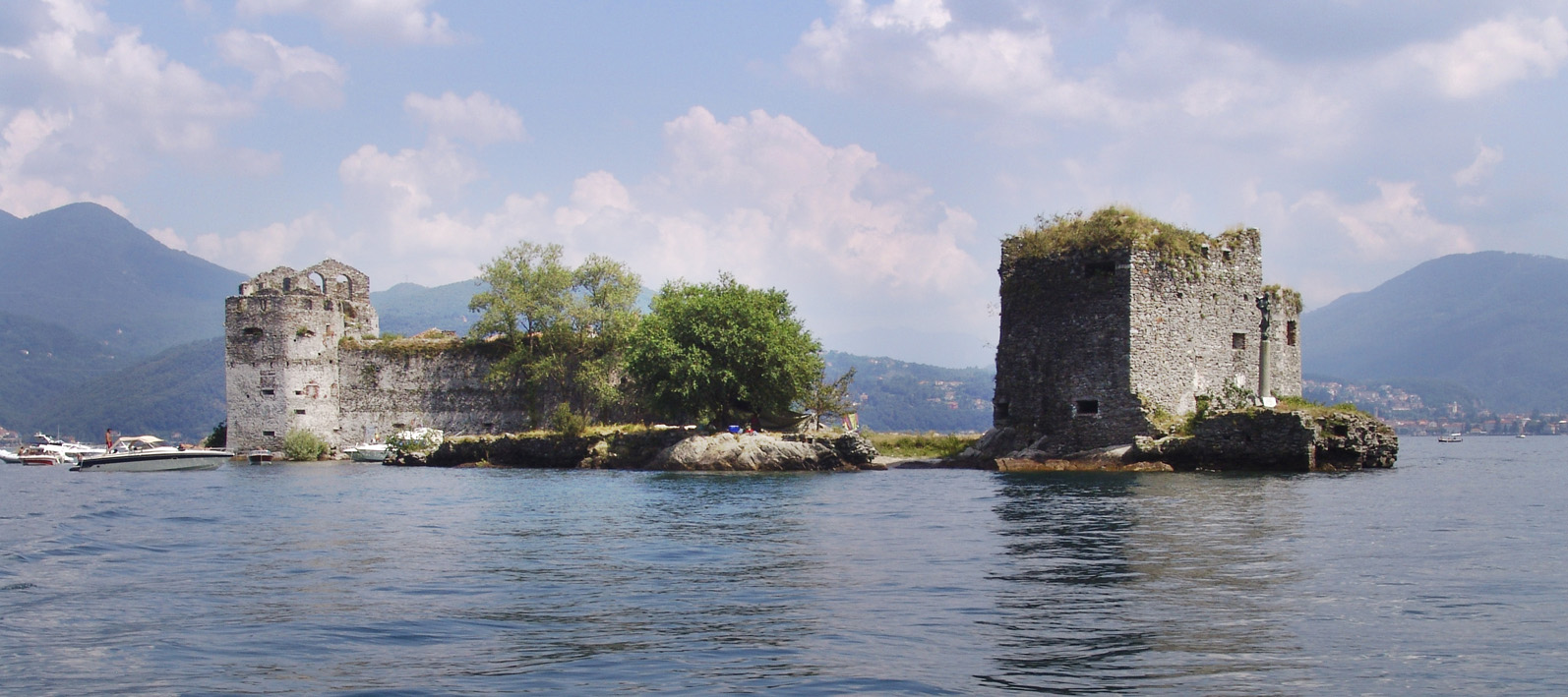
Die Castelli di Cannero

1. Castelli di Cannero, Cannobio
2. Castello di Rencio, Crodo
3. Castello Mattarella, Domodossola
4. Castello di Vogogna, Vogogna
5. Rocca di Vogogna, Vogogna

### Provinz Vercelli
1. Castello di Balocco, Balocco
2. Castello di Bastia, Balocco
3. Castello di Rovasenda
4. Castello di Torrione

## Sardinien
Nach der Enciclopedia della Sardegna werden 82 mittelalterliche Burgen für Sardinien aufgeführt. Nur wenige davon sind noch erhalten; einige Dutzend als Ruinen oder als Wohnturm umgebaut, ein Drittel etwa sind abgegangen. Die vielen Küstenbefestigungen Sardiniens (Türme) sind hier nicht aufgeführt, obwohl einige von ihnen wie Turmburgen errichtet wurden.

### Metropolitanstadt Cagliari

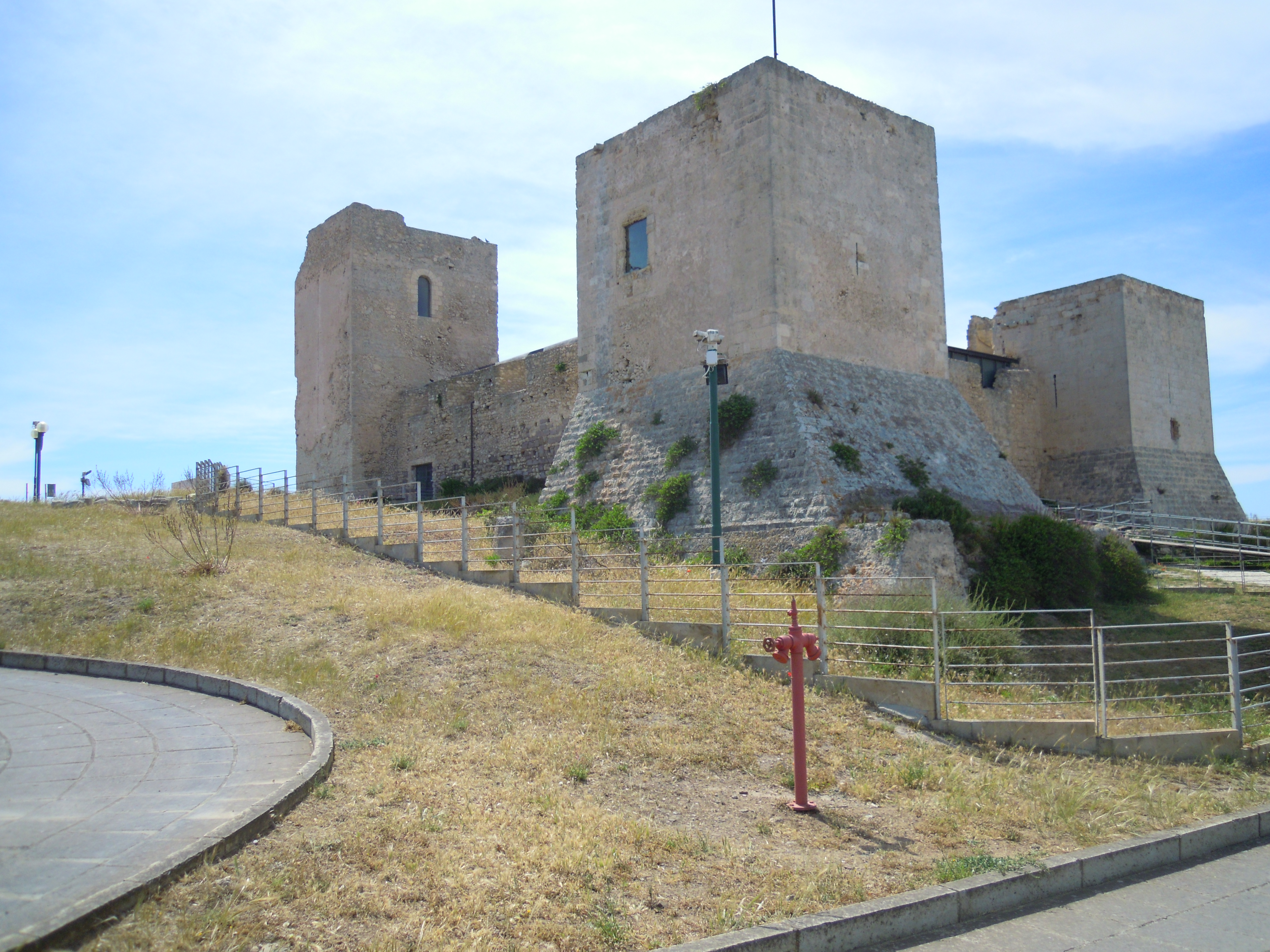
Das Castello di San Michele im Westen von Cagliari

1. Castel di Castro, Cagliari-Castello (entspricht in etwa der heutigen Altstadt Cagliaris: Castello (die pisanischen Türme und Befestigungen sind noch sichtbar))
2. Castello di San Michele, Cagliari
3. Palazzo Reale,[2] Cagliari

Die Stadtpaläste Cagliaris und der verschiedenen Teile der Stadtbefestigung sind hier nicht aufgeführt.

### Provinz Nuoro
1. Palazzo Comunale, Ulassai
2. Castello della Fava, Posada

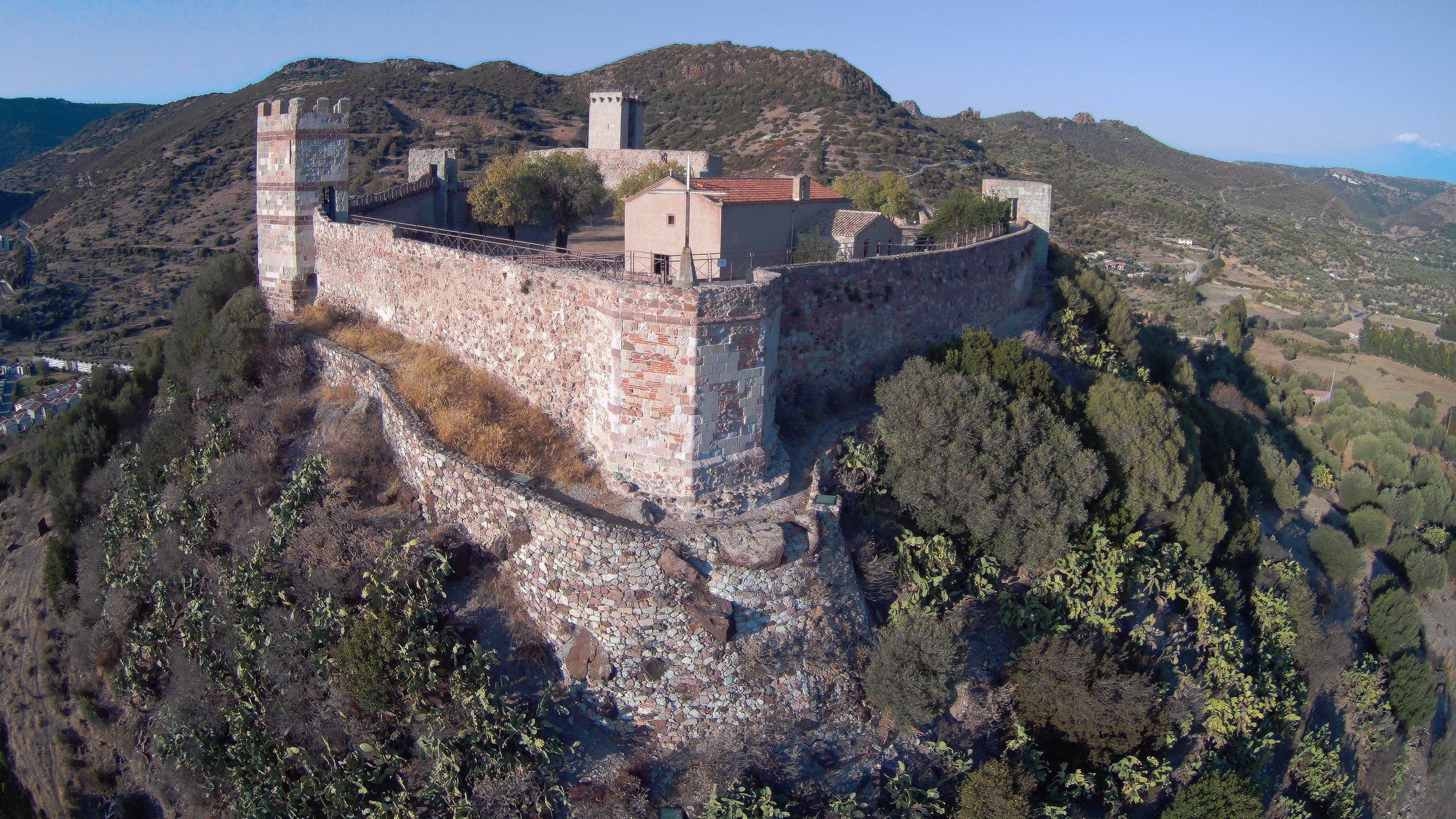
Burg Malaspina über Bosa

3. Castello di Medusa, Lotzorai (Burgruine)
4. Castello di Pontes, Galtellì

### Provinz Oristano
1. Castello Aymerich, Laconi

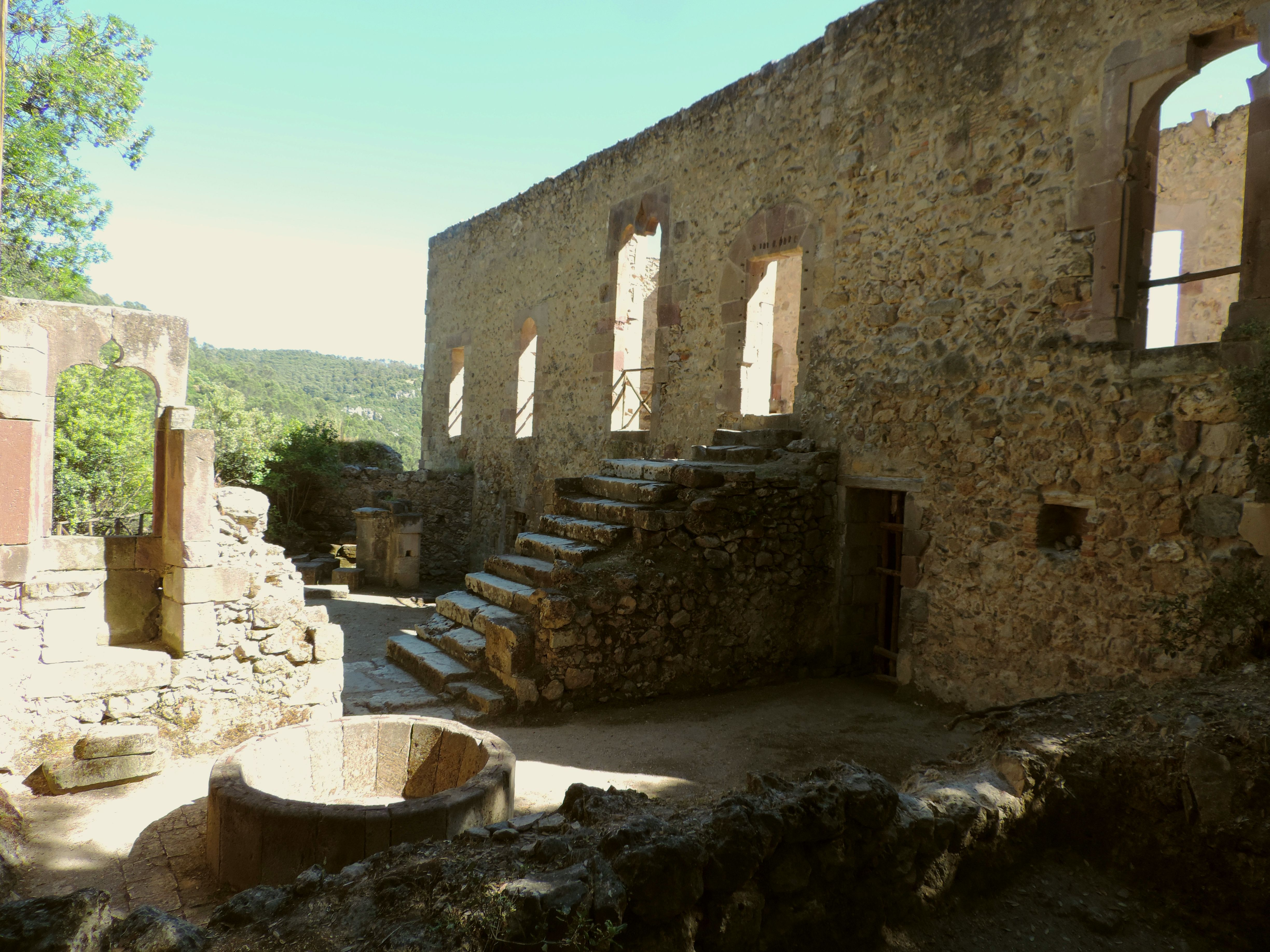
Mittelalterliche Burgruine Aymerich in Laconi

2. Castello di Barumele, Ales (byzantinisch, Judikate, aragonesisch; Ruinenreste und zehneckiger Turmstumpf noch sichtbar)[3][4] (⊙)
3. Castello di Ghilarza, Ghilarza (Aragonesische Turmburg)
4. Castello Malaspina (auch: Castello di Serravalle oder Castello Bosa), Bosa
5. Castello di Medusa (auch Castrum Asunis), Samugheo
6. Castello del Montiferru (auch: Casteddu Ezzu), Cuglieri

### Provinz Sassari

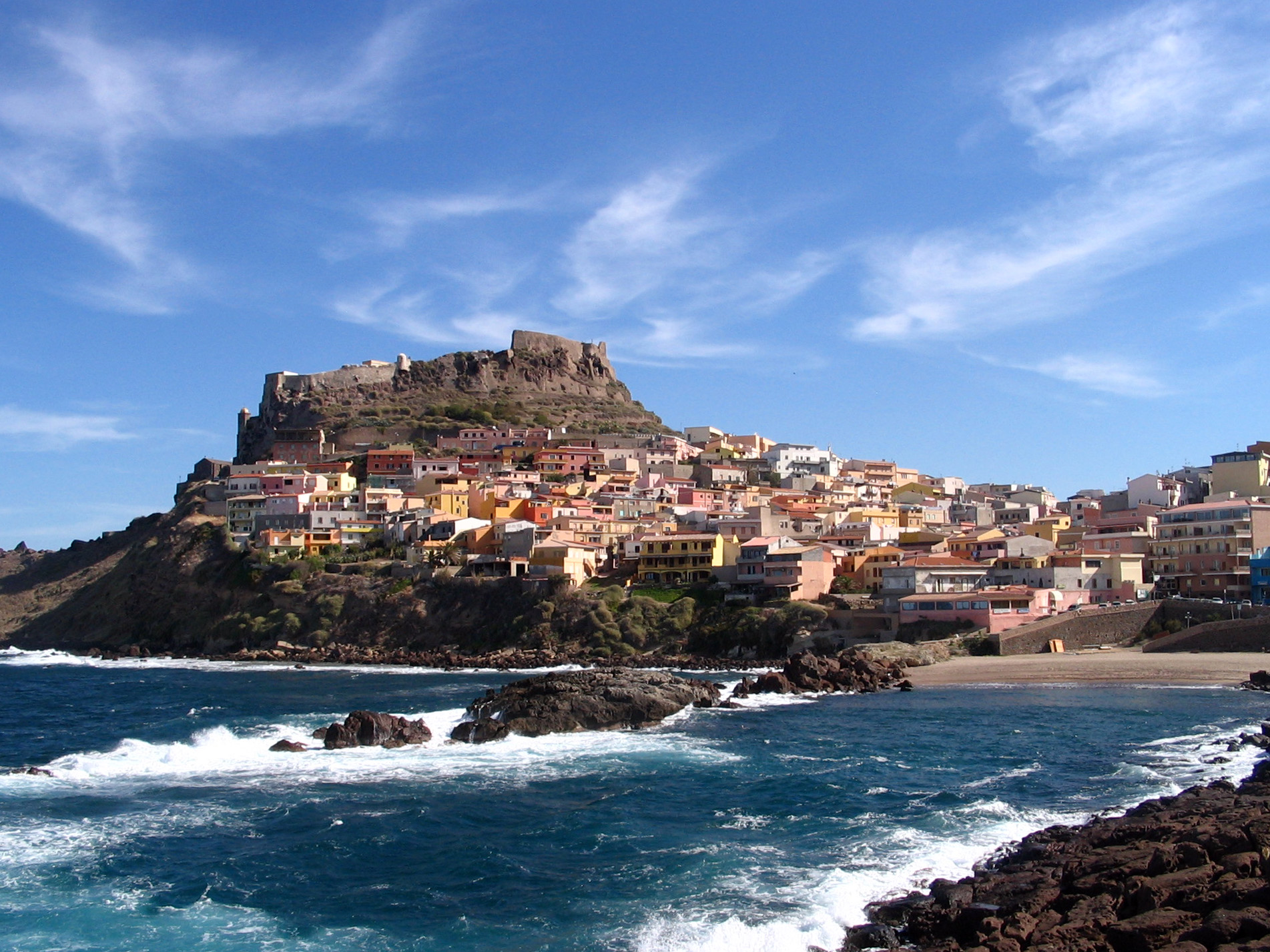
Burg und Ort Castelsardo

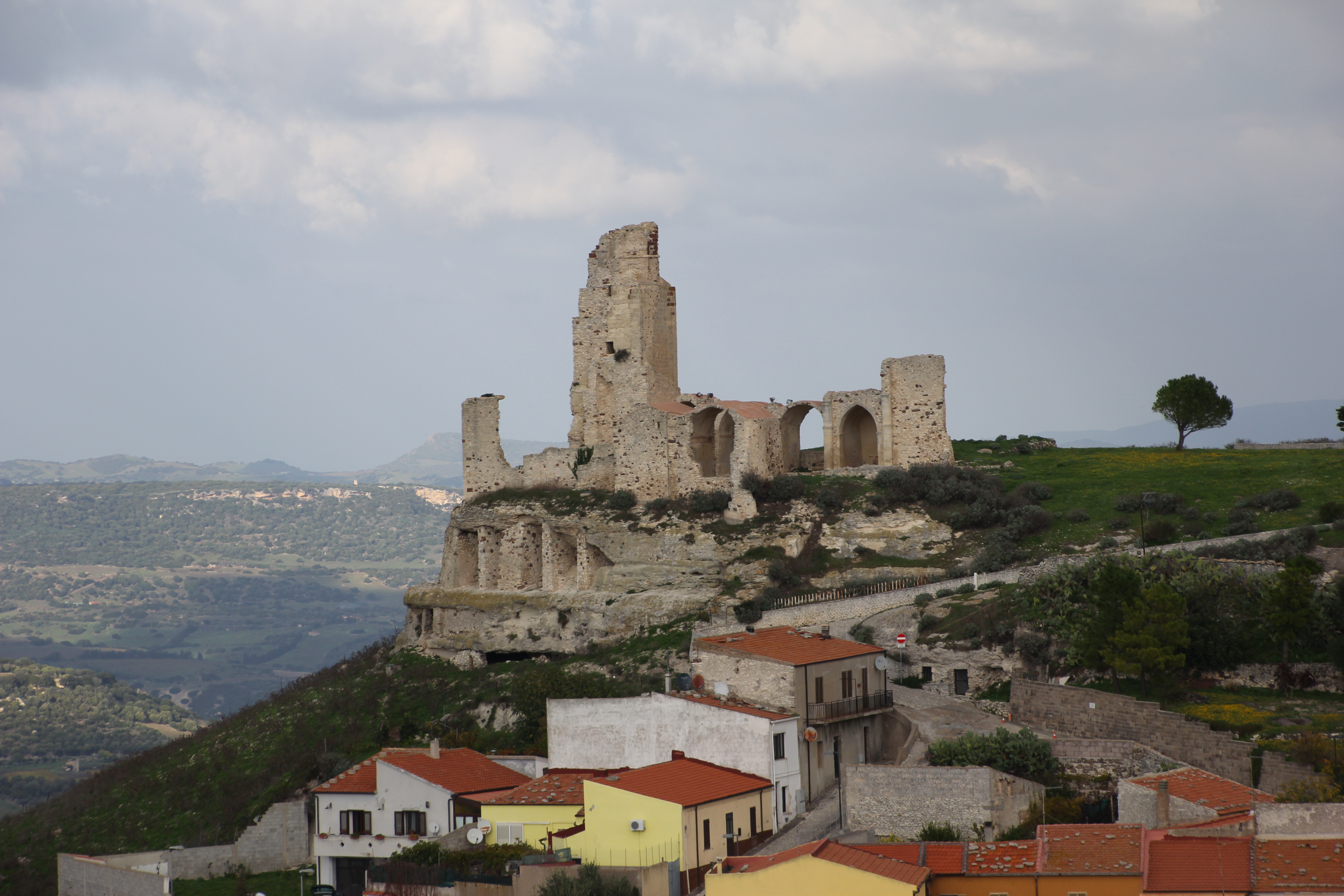
Castello di Chiaramonti: Beispiel für das typische Aussehen der genuesischen und pisanischen Burgen des 13. Jahrhunderts auf Sardinien

1. Castello di Balaiana (Casteddu di Balajana), Luogosanto (pisanische Höhenburg des Judikats von Gallura mit Burgkapelle San Leonardo[5]) (⊙)
2. Castello di Baldu (auch Palazzo di Baldu, galluresisch: Lu Palazzu di Baldu), Luogosanto (pisanische Burg des Judikats von Gallura unter Ubaldo I. Visconti mit Ortswüstung, Burgkapelle Chiesa di Santo Stefano und Resten eines Brennofens[6])(⊙)
3. Castello di Bulzi, Bulzi, (Burg der Doria, Ruinenreste)
4. Castello di Burgos (auch: Castello del Goceano), Burgos
5. Castello di Casteldoria, Santa Maria Coghinas
6. Castello di Castelsardo, Castelsardo
7. Castello di Chiaramonti (auch: Castello dei Doria), Chiaramonti
8. Castello di Langosardo, Santa Teresa Gallura (nahezu abgegangene Burg des Judikats von Arborea[7])
9. Castello Malaspina (auch einfach: Castello di Osilo), Osilo
10. Castello di Molara, Olbia-Insel Molara (Nordostseite), (kreisrunde Wallreste der Höhenburg) (⊙)
11. Castello di Monte Acuto (auch Castello di Olofa), zwischen Padru und Berchidda auf dem Monte Acuto, (Ruinenreste, 1237 erstmals urkundlich)[8][9]
12. Castello di Monteleone Rocca Doria, Monteleone Rocca Doria
13. Castello di Olomene (auch Castello giudicale di Olomene), Pattada
14. Castello di Orvei, Tula, (Burgstall, Wallreste, 1288 urkundlich[10]) (⊙)
15. Castello di Pedres (auch: Castello di Pedreso, Castello di Pedes oder Torre di Pedreso) Olbia (Ruine mit erhaltenem Bergfried einer kleinen Höhenburg) (⊙)
16. Castello di San Giorgio (auch Fortezza di San Giorgio), Palau-San Giorgio auf dem Monte Casteddu, (Ruinenreste[11])
17. Castello di Sa Paulazza (auch Castello di Padulaccia), 5 km südwestlich Olbia, Weiler Montatelti, auf dem Monte Telti, (spätantike byzantinische Höhenburg, ca. 1 ha Fläche, Turm erhalten)[12][13] (⊙)
18. Castel di Sassari, Sassari
19. Castel Rosso, Perfugas, (Burg der Doria, abgegangen)
20. Fortezza del Castellaccio (auch Castellaccio di Fornelli oder Castello dell’Asinara), Porto Torres-Isola dell’Asinara-Punta Maestra di Fornelli, (Burgruine, vermutlich der Malaspina, Markgrafen von Lunigiana)
21. Fortezza di Monte Altura, Palau (Festung, erbaut 1889–1891)
22. Torre di Langosardo, Santa Teresa Gallura, (Turmburg, erbaut im 16. Jahrhundert im Auftrag des spanischen Königs Philipp II.[7])

### Provinz Sud Sardegna

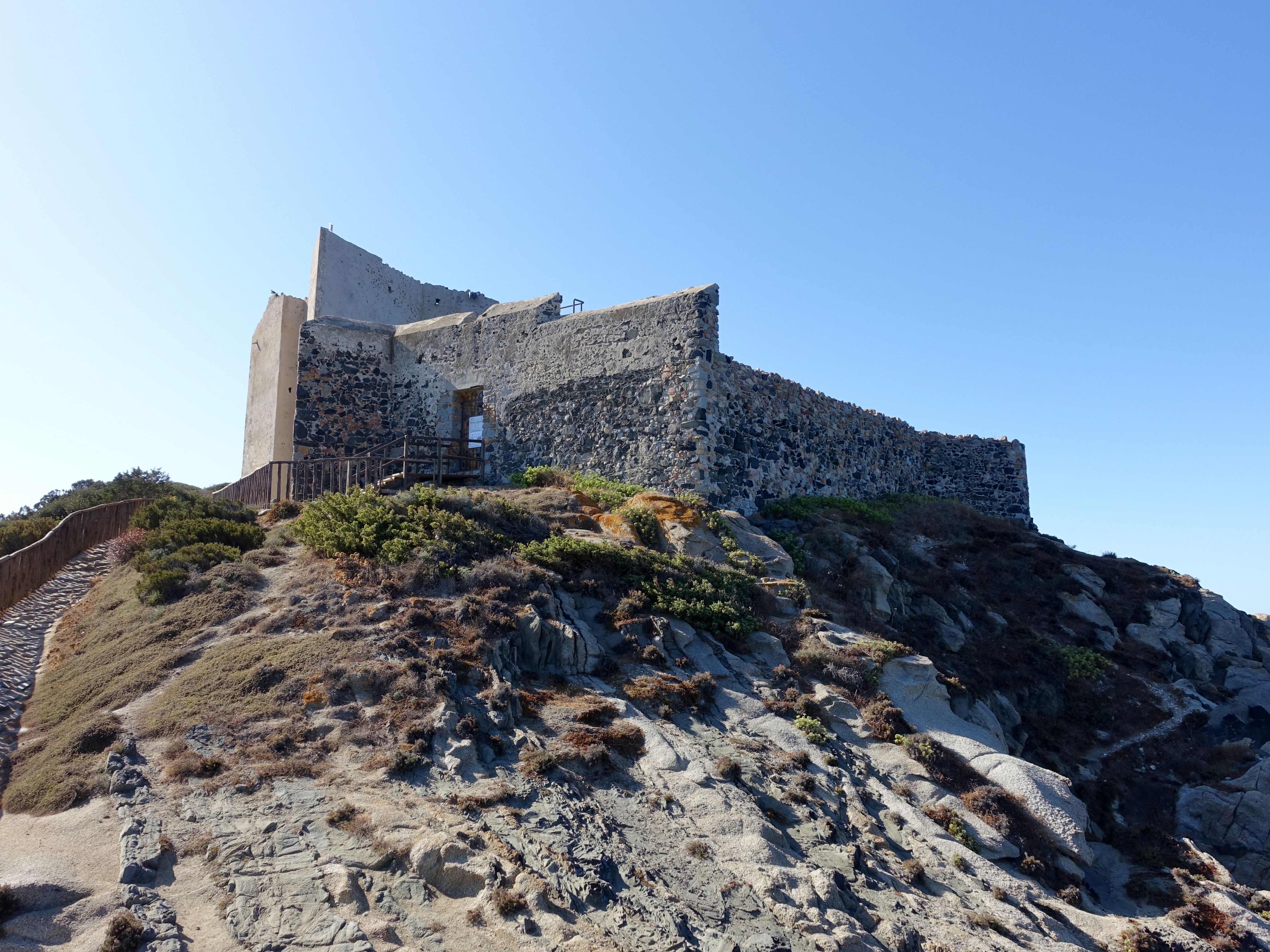
Die Ruinen der Küstenfestung Fortezza Vecchia des 15. Jahrhunderts

1. Castello di Acquafredda, Siliqua-Cixerri
2. Castello di Arcuentu (auch: Castello di Erculentu), Arbus, (Ruinenreste einer Burg und späterem Kloster auf dem Monte Arcuentu)
3. Castello di Baratuli (auch: Castello di Monte Oladiri), Monastir (Ruinenreste)
4. Castello Gibas (auch Castello di Malvicino), Villaputzu-Porto Corallo, (Burgruine des 16. Jahrhunderts (Küstenschutz)) (⊙)
5. Castello di Gioiosa Guardia, Villamassargia
6. Castello di Las Plassas (auch: Castello di Marmilla), Las Plassas
7. Castello di Monreale, Sardara
8. Castello di Quirra, Villaputzu-Quirra, (Höhenburg-Ruine in der historischen Landschaft Quirra) (⊙)
9. Castello di Palmas de Sols, San Giovanni Suergiu (Burgturmreste)
10. Castello di Salvaterra (auch: Castello di Iglesias), Iglesias
11. Castello di Sanluri (auch Castello Aymerich), Sanluri
12. Castello di Sassai (auch: Castello Orguglioso bzw. Castello Orgoglioso), Silius (Kastell- bzw. Turmburg)
13. Castello di Villasor (auch: Castello Siviller (di Villasor) oder Fortezza degli Alagon oder Casa Fortezza Marchesi de Silva), Villasor
14. Forte Su Pisu (auch Forte Sabaudo), Sant’Antioco (Festung von 1815)
15. Castro di Sulci (oder Castello di Castro oder Castello Sant’Antioco), Sant’Antioco (abgegangenes vermutlich spätantikes Kastell bzw. Burgus)[14]
16. Fortezza Vecchia di Villasimius, Villasimius

## Sizilien

### Freies Gemeindekonsortium Agrigent

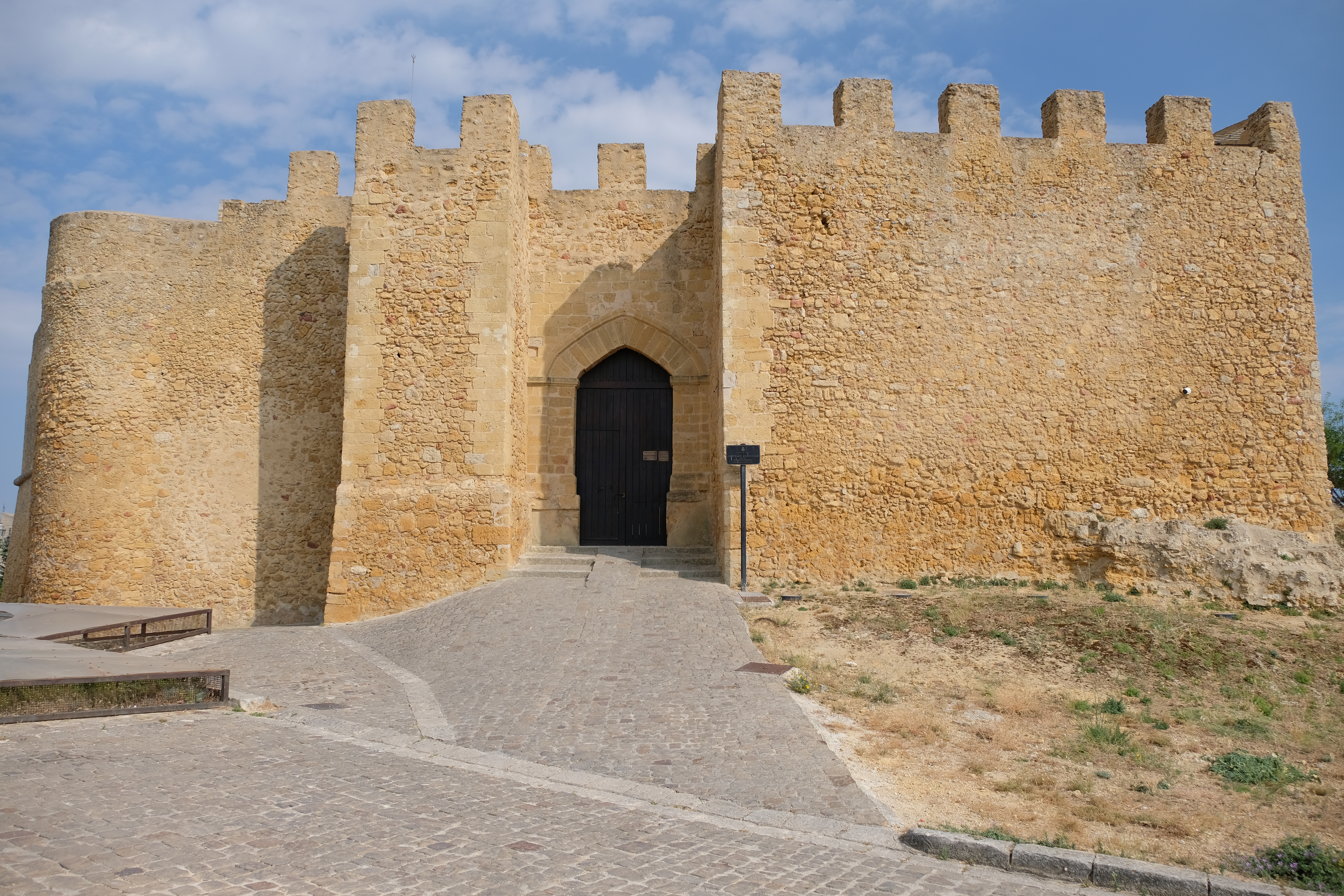
Castello di Naro

1. Castello di Agrigento, Agrigent (Karte)
2. Castello di Borangi, Agrigent (Koordinaten fehlen! Hilf mit.)
3. Castello di Barrugeri, Aragona (Karte)
4. Castello di Bivona, Bivona (Karte)
5. Castello di Burgio, Burgio (Koordinaten fehlen! Hilf mit.)
6. Castello di Bifar, Campobello di Licata (Koordinaten fehlen! Hilf mit.)
7. Castello di Burgimilluso, Menfi (Koordinaten fehlen! Hilf mit.)
8. Castello di Calatasudemi
9. Castello di Caltabettola
10. Castello di Camastra
11. Castello di Cammarata
12. Castello di Canicattì
13. Torre del Caricatore di Agrigento
14. Castello di Chabica
15. Castello Chiaramonte, Siculiana
16. Castello di Comiso
17. Castello di Cristia
18. Castello di Favara
19. Castello di Gibellini
20. Castello di Guastanella
21. Castello Nuovo di Licata
22. Castello Vecchio di Licata
23. Castello di Misilcassim
24. Castello di Misilindino
25. Castello di Montechiaro
26. Castello di Motta Santo Stefano
27. Castello di Motta Sant’Agata
28. Castello di Muxaro
29. Castello di Naro
30. Castello di Petra De Jesalbergu
31. Castello di Petra Bualis
32. Castello di Petra d’Amico
33. Castello di Petra Jancasii
34. Castello di Platano
35. Castello di Racalmuto
36. Castello di Sambuca
37. Castello Nuovo di Sciacca
38. Castello Vecchio di Sciacca
39. Castello di Siculiana

### Freies Gemeindekonsortium Caltanissetta

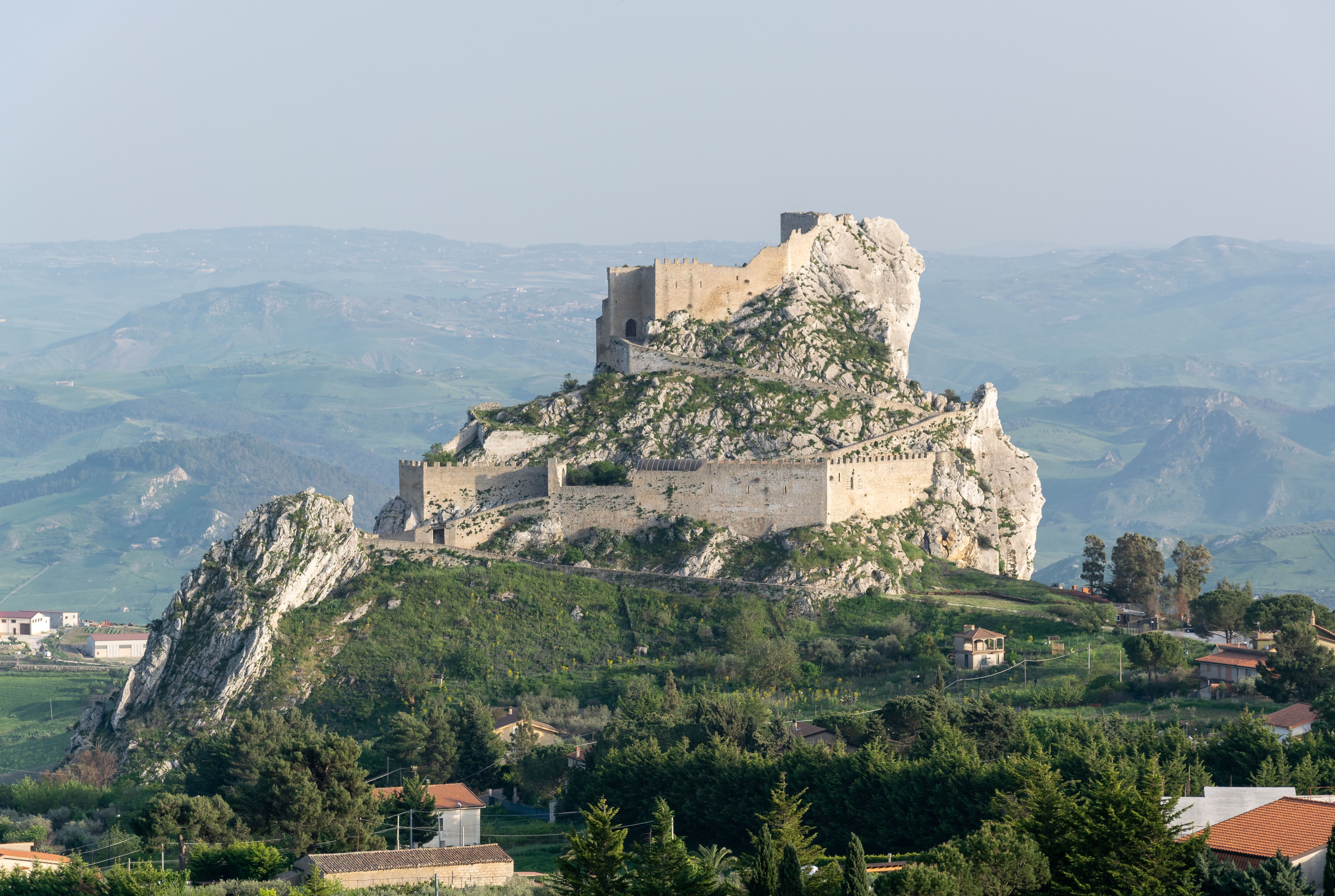
Castello Mussomeli

1. Castello di Butera, Butera (Karte)
2. Castello di Falconara, Butera (Karte)
3. Castello di Pietrarossa, Caltanissetta (Karte)
4. Castello di Milocca, Campofranco (Koordinaten fehlen! Hilf mit.)
5. Castello di Delia, Delia (Koordinaten fehlen! Hilf mit.)
6. Castello di Sabuci, Delia (Koordinaten fehlen! Hilf mit.)
7. Castelluccio di Gela, Gela,  (Karte)
8. Castello di Garsiliato, Mazzarino (Karte)
9. Castello di Mazzarino, Mazzarino (Karte)
10. Castello Mussomeli, Mussomeli (Karte)
11. Castello di Resuttano, Resuttano (Koordinaten fehlen! Hilf mit.)
12. Castello di Sutera, Sutera (Koordinaten fehlen! Hilf mit.)

### Metropolitanstadt Catania

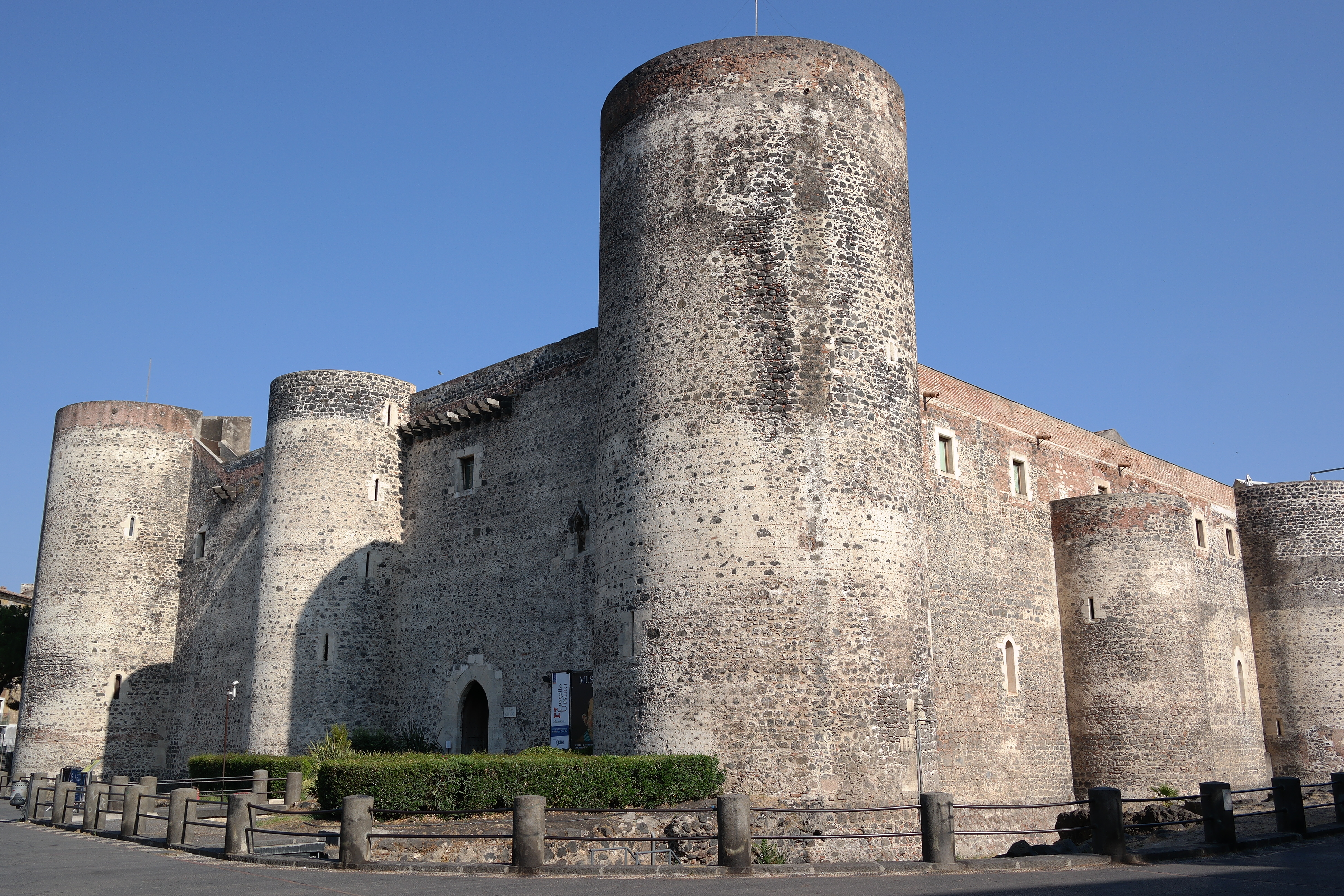
Castello Ursino

1. Castello Ursino, Catania (Karte)
2. Castello degli Schiavi, Fiumefreddo di Sicilia
3. Castello Santapau, Licodia Eubea
4. Castello della Baronessa di Poira, Paternò
5. Castello di Serravalle, Valsamoggia
6. Castello di Acicastello
7. Castello di Adrano
8. Castello di Bicocca
9. Castello di Calatabiano
10. Castello di Caltagirone
11. Castello Grande di Castiglione di Sicilia
12. Castelluccio di Castiglione di Sicilia
13. Castello di Catalfaro
14. Castello di Granieri
15. Castello di Licodia
16. Castello di Maletto
17. Castello di Militello in Val di Catania
18. Castello di Mineo
19. Castello di Mongialino
20. Castello di Motta Sant’Anastasia
21. Castello di Nelson
22. Castello di Occhiolà
23. Castello di Palagonia
24. Castello di Paternò
25. Castello di Valcorrente
26. Castello di Vizzini
27. Castello di Xirumi-Serravalle
28. Castello Romeo
29. Castello San Marco
30. Castelluzzo di Spanò

### Freies Gemeindekonsortium Enna

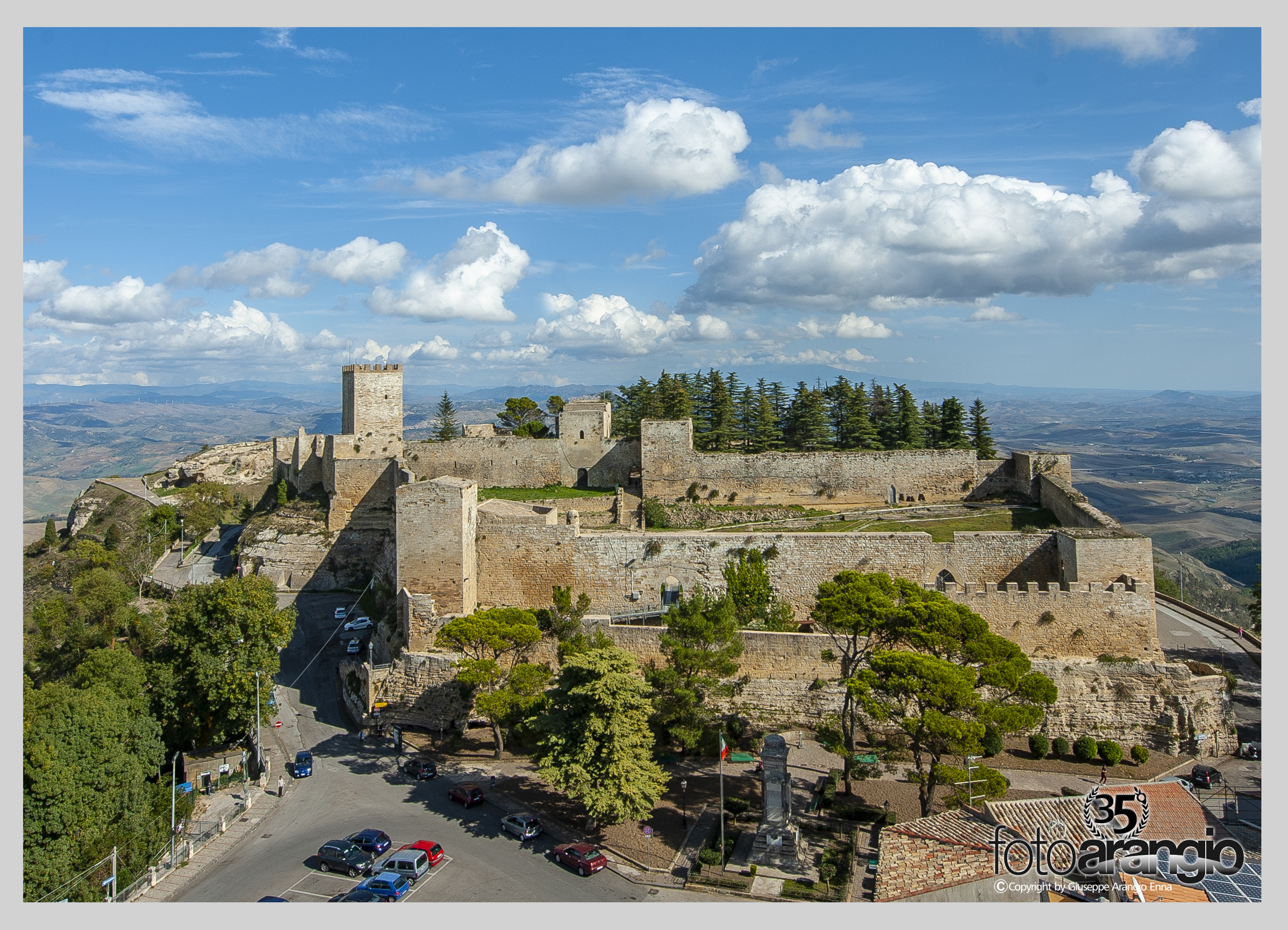
Castello di Lombardia

1. Castello di Lombardia, Enna (Karte)
2. Torre di Federico II, Enna (Karte)
3. Castello di Agira
4. Castello di Aidone
5. Castello di Anaor
6. Castello di ’Assoro
7. Castello di Bonalbergo
8. Castello di Calascibetta
9. Castello di Carcaci
10. Castello di Cerami
11. Castello di Convicino, Barrafranca
12. Centuripe di Corradino, Centuripe, keine Überreste mittelalterlicher Befestigungen. Corradino ist eine Fehlbezeichnung für römische Überreste
13. Castello di Gagliano
14. Castello Di Gatta
15. Castello di Gresti
16. Castello di Guzzetta
17. Castello di Nicosia
18. Castello di Palici
19. Castello di Petra de Iannella
20. Castello di Piazza Armerina
21. Castello di Pietraperzia, Pietraperzia
22. Castello di Sperlinga, Sperlinga
23. Castello di Tavi
24. Castello di Troina, Troina
25. Castello di Valguarnera
26. Castello di Zeno

### Metropolitanstadt Messina

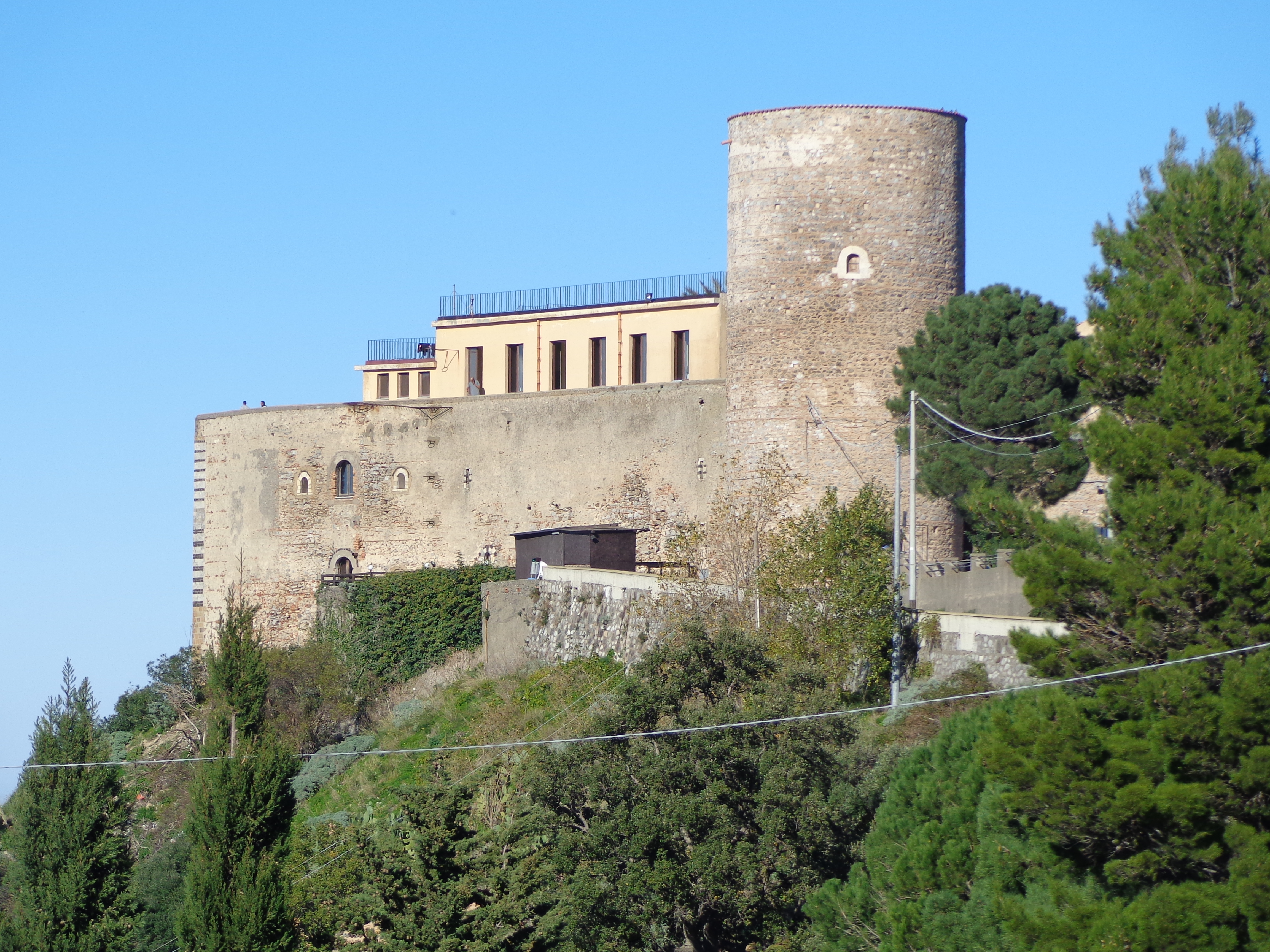
Castello di Santa Lucia del Mela

1. Castello Ruffo Ruffo, Scaletta Zanclea (Karte)
2. Castello di Acquedolci
3. Castello di Alcantara li Fusi
4. Castello di Bolo
5. Castello di Brolo
6. Castello di Capizzi
7. Castello di Capo d’Orlando
8. Castello di Caronia
9. Castello di Castelluccio
10. Castello di Castelmola
11. Castello di Castoreale
12. Castello di Cesarò
13. Castello di Ficarra
14. Castello di Fitalia
15. Castello di Fiumedinisi
16. Castello di Focerò
17. Castello di Forza d’Agrò, Forza d’Agrò
18. Castello di Francavilla di Sicilia
19. Castello di Galati
20. Castello di Giardini Naxos, Schisò
21. Castello di Gioiosa Guardia
22. Castello di Librizzi
23. Castello di Limina
24. Castello di Lipari
25. Palazzo Littorio, Messina
26. Castello di Longi
27. Castello di Martini
28. Castello di Messina
29. Castello di Messina
30. Castello di Migaido
31. Castello di Milazzo
32. Castello di Militello Rosmarino
33. Castello di Mirto
34. Castello di Mistretta
35. Castello di Mojo
36. Castello di Monforte
37. Castello di Montalbano
38. Castello di Mortellito
39. Castello di Motta Camastra
40. Castello di Motta della Placa
41. Castello di Motta San Nicolò
42. Castello di Mueli
43. Castello di Nasari
44. Castello di Naso
45. Castello di Novara di Sicilia
46. Castello di Oliveri
47. Castello di Patti
48. Castello di Pettineo
49. Castello di Pietra di Roma
50. Castello di Piraino
51. Castello di Protonotaro
52. Castello di Raccuja
53. Palazzo Reale, Messina (zerstört)
54. Torre Saracena
55. Castello di Roccavaldina
56. Castello di Roccella Valdemone
57. Castello di Rometta
58. Castello di San Fratello
59. Castello di San Marco
60. Castello di San Piero Patti
61. Castello di Sant’Agata di Militello
62. Castello di Sant’Alessio
63. Castello di Sant’Angelo di Brolo
64. Castello di Santa Lucia del Mela
65. Castello di Santo Stefano di Camastra
66. Castello di Saponara
67. Castello di Savoca
68. Castello di Serravalle
69. Castello di Sinagra
70. Castello di Taormina
71. Castello di Tindari
72. Castello di Torremuzza
73. Castello di Tortorici
74. Castello di Tripi
75. Castello di Tusa
76. Castello di Tusa della Marina
77. Castello di Ucria
78. Castello di Venetico
79. Castello di Villafranca T. di Bauso
80. Castello di Villafranca T. di Calvaruso
81. Palazzo Zanca, Messina

### Metropolitanstadt Palermo

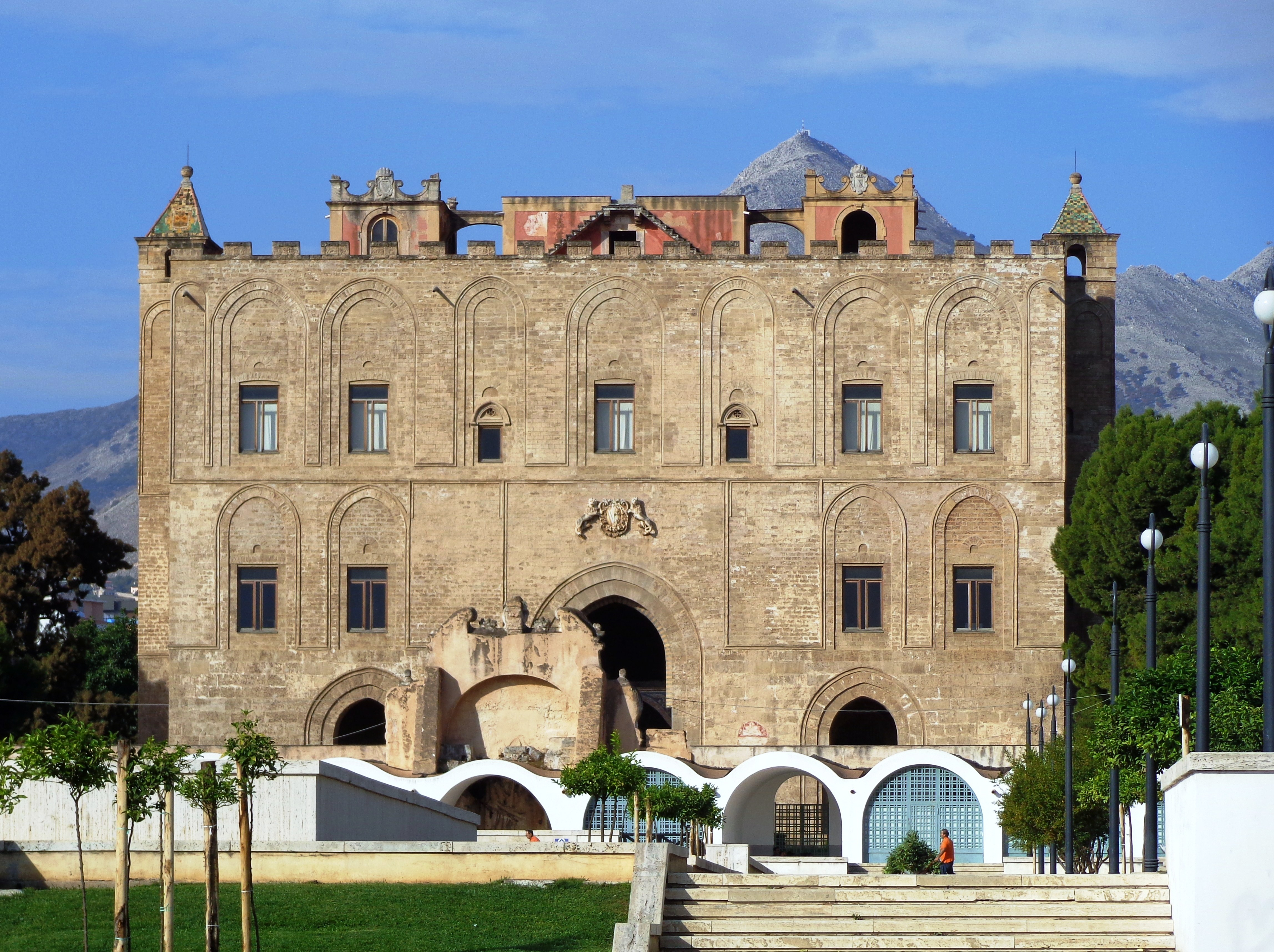
La Zisa in Palermo

1. Castellaccio di Monreale, Monreale Karte
2. Castello a Mare, Palermo (Karte)
3. La Cuba, Palermo (Karte)
4. La Zisa, Palermo (Karte)
5. Palazzo dei Normanni, Palermo (Karte)
6. Castello di al-Khazan, nur bei Idrisi genannt, nicht lokalisiert, möglicherweise auf der Rocca Busambra
7. Castello di Battalari, Bisacquino
8. Castello di Batticani, auch Castello del Conte Ranieri
9. Castello di Bilici, heute Santuario di Castel Bilici bei Petralia Sottana
10. Castello di Bonvicino, zwischen Isnello und Collesano
11. Castello di Brucato
12. Castello di Caccamo
13. Castello di Calatabusammara
14. Castello di Calatamauro, bei Contessa Entellina
15. Castello di Calatialci, bei Prizzi
16. Castello di Calatrasi
17. Castello di Caltavuturo
18. Castello di Capaci
19. Castello di Carini, Carini
20. Castello di Castelbuono
21. Castello di Castronovo
22. Castello di Cefalà (Cefalà Diana)
23. Castello di Cefalà la Vecchia
24. Castello di Cefalù
25. Castello di Chiusa
26. Castello di Ciminna
27. Castello di Collesano
28. Castello di Colobria
29. Castello di Corleone Soprano, Corleone
30. Castello di Corleone della Montagna Vecchia
31. Castello di Corleone Sottano
32. Castello di Entella
33. Palazzo Fortificato
34. Castello di Ficarazzi, Ficarazzi
35. Castello di Fisaula
36. Castello di Gangi
37. Castello di Geraci, Geraci Siculo
38. Castello di Giuliana
39. Castello di Gratteri
40. Castello di Isnello
41. Castello di Margana
42. Castello di Marineo
43. Castello di Melia
44. Castello di Misilmeri
45. Castello di Montelepre
46. Castello di Montemaggiore
47. Castello di Palazzo Adriano
48. Castello di Partinico Castellaccio, Partinico
49. Castello di Partinico di Cesarò, Pertinico
50. Castello di Petralia Soprana
51. Castello di Petralia Sottana
52. Castello di Petterana
53. Castello di Pietra Perciata (Camporeale)
54. Castello di Polizzi
55. Castello di Pollina
56. Castello di Polluna
57. Castello di Prizzi
58. Castello di Qalcat at–Tariq, nicht lokalisiert, bei Corleone
59. Castello di Regiovanini
60. Castello di Roccella, Campofelice di Roccella
61. Castello di San Mauro
62. Castello di San Michele di Campogrosso
63. Castello di San Nicola
64. Castello di Sclafani
65. Castello di Solanto
66. Castello di Termini, Termini Imerese
67. Castello di Trabia
68. Castello di Trappeto
69. Castello di Vicari, Vicari

### Freies Gemeindekonsortium Ragusa

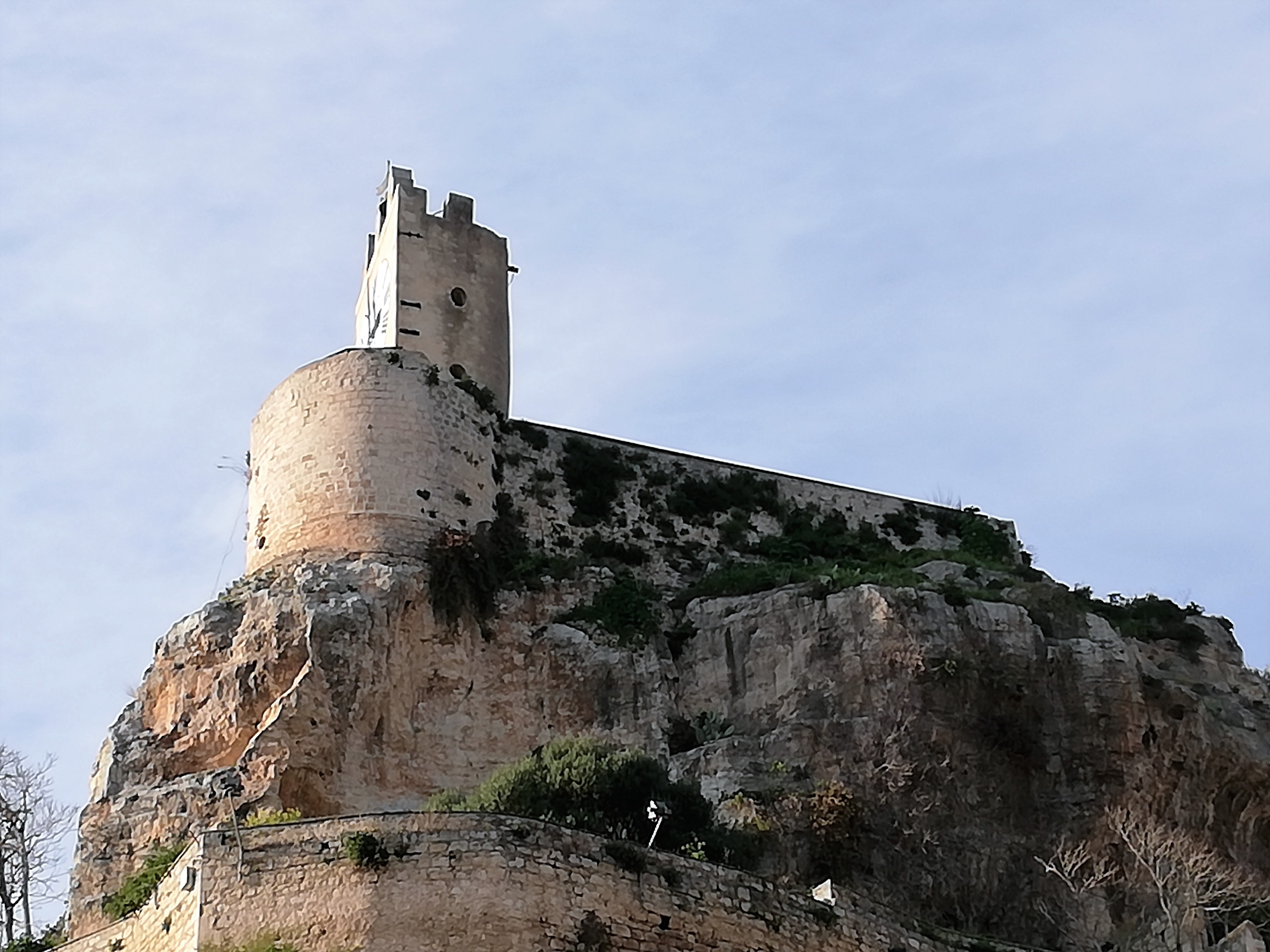
Castello di Modica

1. Castello di Donnafugata, Ragusa (Karte)
2. Castello di Biscari
3. Castello di Chiaramonte
4. Castello di Giarratana
5. Castello di Ispica
6. Castello di Modica
7. Castello di Monterosso
8. Castello di Odogrillo
9. Castello di Pizzallo
10. Castello di Ragusa
11. Castello di Scicli dei Tre Cantoni
12. Castello di Scicli Castellaccio

### Freies Gemeindekonsortium Syrakus

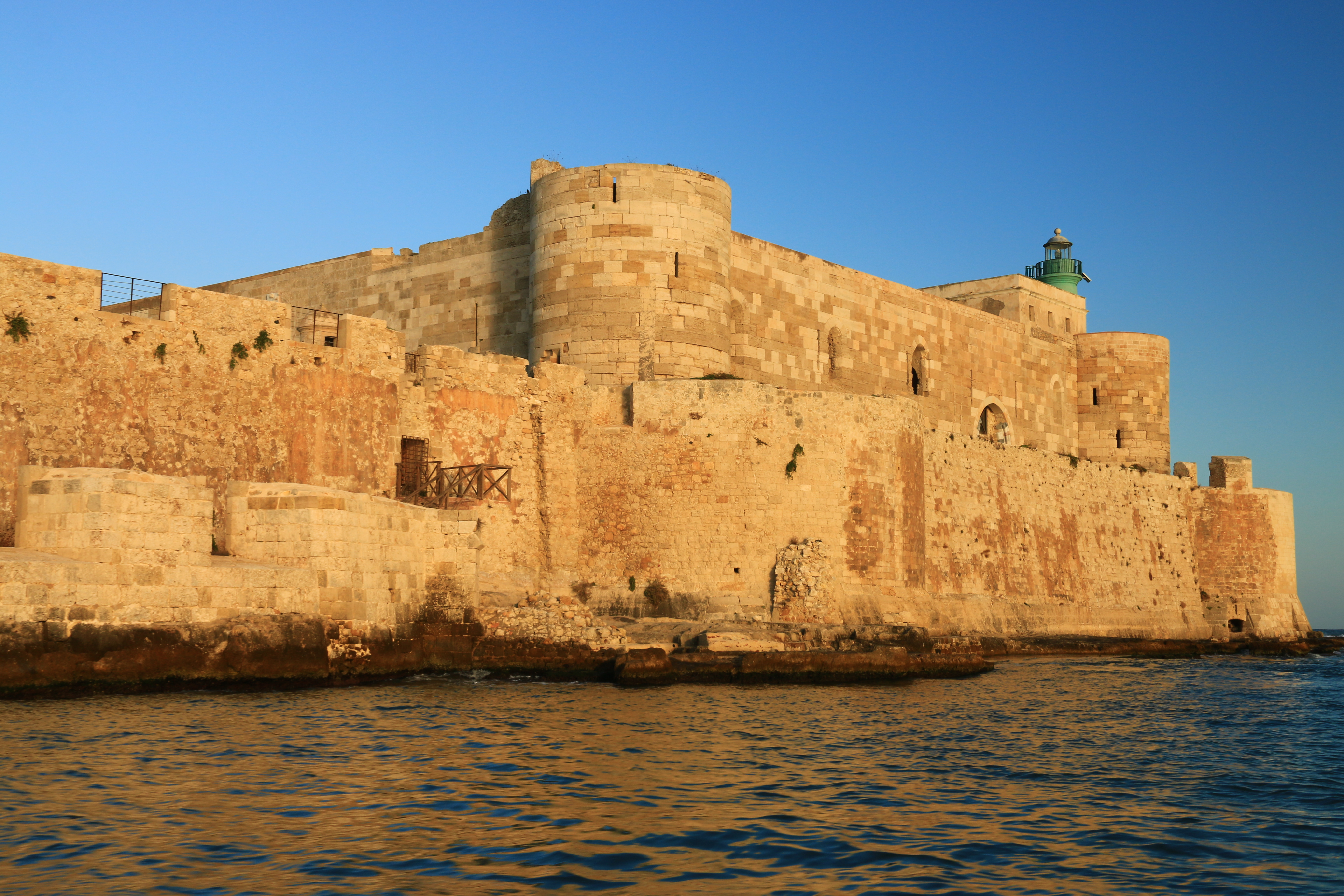
Castello Maniace in Syrakus

1. Castello di Augusta, Augusta (Karte)
2. Castello Maniace, Syrakus, Karte
3. Castello di Avola
4. Castello di Belvedere
5. Castello di Biscemi
6. Castello di Brucoli
7. Castello di Buccheri
8. Castello di Cassaro
9. Castello di Cassibile
10. Castello di Chadra
11. Castello di Curcuraci
12. Castello Eurialo
13. Castello di Ferla
14. Castello di Francofonte
15. Castello di Lentini, Castellaccio
16. Castello Nuovo di Lentini
17. Castello di Melilli
18. Castello di Motta San Calogero
19. Castello di Noto
20. Castello di Noto, Castelluccio
21. Castello di Ossena
22. Castello di Palazzolo Acreide
23. Castello di Priolo
24. Castello di Casa Nova, Syrakus
25. Castello di Sortino
26. Castello di Xirumi-Serravalle

### Freies Gemeindekonsortium Trapani

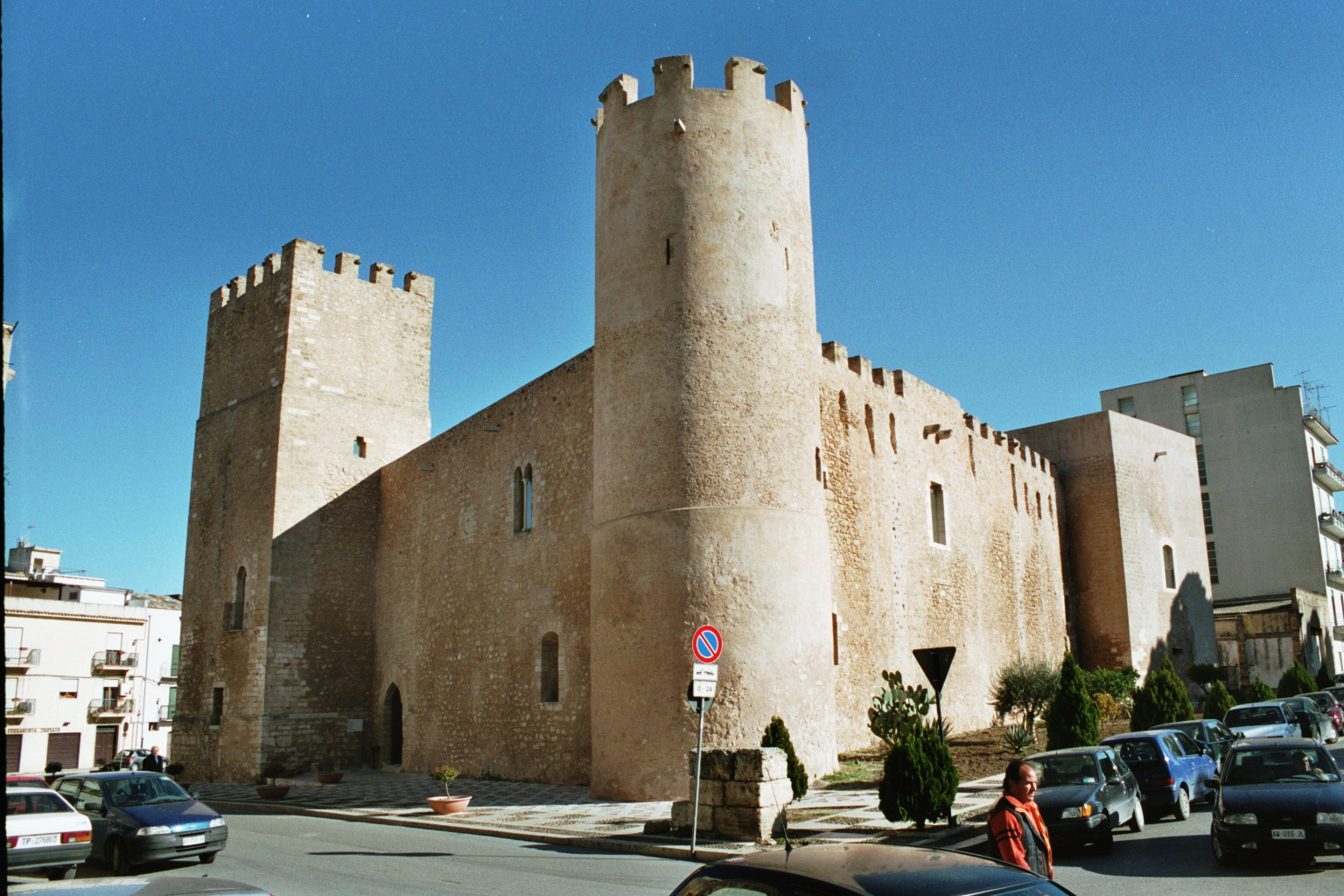
Castello di Alcamo

1. Castello di Alcamo, Alcamo (Karte)
2. Castello di Baida
3. Castello di Bellum Videre
4. Castello di Birrimbaida
5. Castello di Bonifato
6. Castello di Calatabarbaro
7. Castello di Calatafimi
8. Castello di Calathali
9. Castello di Calathamet
10. Castello di Calatubo
11. Castello di Calaxibumi
12. Castello di Castellammare del Golfo
13. Castello di Castelvetrano
14. Castello di Erice (Castello di Venere)
15. Castello di Favignana
16. Castello di Gibellina
17. Castello di Marsala
18. Castello di Mazara
19. Castello di Mirga
20. Castello di Mokarta
21. Castello di Monte Grifo
22. Castello di Pantelleria
23. Castello di Partanna
24. Castello di Pietra di Belice
25. Castello di Salaparuta
26. Castello di Salemi
27. Castello della Colombera di Trapani
28. Castello di Terra di Trapani
29. Castello Normanno di Trapani

## Toskana

### Provinz Arezzo
1. Castello di Belfiore, im Gemeindegebiet von Capolona
2. Castello di Capraia, Talla
3. Castello di Caprese Michelangelo
4. Castello Cattani, Chiusi della Verna
5. Castello di Cennina, Bucine
6. Castello dei Conti Guidi, Castel San Niccolò
7. Castello dei Conti Guidi, Montemignaio
8. Castello dei Conti Guidi, Poppi
9. Castello di Faltona (Castelvecchio di Faltona), Faltona, Talla
10. Castello di Fronzola, Poppi
11. Castello di Gressa, Bibbiena
12. Castello di Montauto, Anghiari
13. Castello di Montebenichi, Bucine
14. Castello di Montecchio Vesponi, Ortsteil von Castiglion Fiorentino
15. Castello di Porciano, Stia
16. Castello di Pieve a Ranco, östlich von Arezzo
17. Castello di Rapale, Bucine
18. Castello di Romena, Pratovecchio
19. Castello di Rondini, südlich von Arezzo
20. Castello di Sogna, Bucine
21. Castellsecco, Arezzo
22. Castello di Gargonza, Ortsteil von Monte San Savino
23. Castello di Pontenano, Talla
24. Castello di Valenzano, Subbiano
25. Castelnuovo di Subbiano, Gemeindegebiet von Subbiano
26. Rocca del Girifalco, Cortona
27. Rocca di Pierle, Cortona

### Metropolitanstadt Florenz
1. Palazzo Arcivescovile, Florenz
2. Palazzo Arrighetti-Gaddi, Florenz
3. Bargello, Florenz
4. Castello di Bibbione, San Casciano in Val di Pesa
5. Palazzo della Borsa, Florenz
6. Castello di Cafaggio
7. Torre del Castellano
8. Palazzo Comunale, Borgo San Lorenzo
9. Palazzo Comunale, Lastra a Signa
10. Casa del Fascio, Florenz
11. Palazzo Gaddi, Florenz
12. Castello di Lamole
13. Castello di Linari
14. Castello di Lucardo
15. Castello Mediceo, Cafaggiolo
16. Palazzo Medici Riccardi, Florenz
17. Castello di Montalbano
18. Castello del Nero
19. Castello di Nipozzano
20. Castello d’Oliveto, Castelfiorentino
21. Castello di Panzano, Panzano in Chianti (Ortsteil von Greve in Chianti)
22. Castello di Sammezzano, Reggello
23. Castello di San Leolino
24. Fortezza di San Martino
25. Palazzo Pitti, Florenz
26. Palazzo Rucellai, Florenz
27. Palazzo Strozzi, Florenz
28. Palazzo Vecchio, Florenz

### Provinz Grosseto
1. Palazzo Comunale, Grosseto
2. Palazzo Comunale, Scarlino
3. Palazzo Comunale, Sovana, Ortsteil von Sorano
4. Casa del Fascio, Grosseto
5. Cassero di Cinigiano, Cinigiano
6. Cassero di Montelaterone, (Arcidosso)
7. Cassero di Montieri (Le Carceri)
8. Cassero Senese (auch Cassero della Fortezza genannt), Grosseto
9. Cassero Senese, Montenero d’Orcia (Ortsteil von Castel del Piano)
10. Cassero Senese, Roccalbegna
11. Castel del Vescovo, Gavorrano (auch dell’Accesa genannt)
12. Castel Diruto, Massa Marittima
13. Castel di Pietra, Gavorrano
14. Castel Litiano, Roccastrada
15. Castel Marino, Grosseto
16. Castell’Ottieri,  Ortsteil von Sorano
17. Castello di Balbo (Castello di Punta Ala), Ortsteil von Castiglione della Pescaia
18. Castello di Batignano, Batignano (Ortsteil von Grosseto)
19. Castello di Boccheggiano, Montieri
20. Castello di Casallia (auch Le Case di Vetulonia genannt), Castiglione della Pescaia
21. Castello di Castiglion Bernardi, Monterotondo Marittimo
22. Castello di Castiglioncello Bandini, (Ortsteil von Cinigiano)
23. Castello di Castiglione della Pescaia
24. Castello di Catabbio,  Semproniano
25. Castello di Cotone, Scansano
26. Castello di Cugnano, Monterotondo Marittimo
27. Castello del Dotale, Campagnatico
28. Castello di Gerfalco, Montieri-Gerfalco
29. Castello di Giuncarico, Gavorrano
30. Castello d’Istia d’Ombrone, Istia d’Ombrone (Ortsteil von Grosseto)
31. Castello di Montemassi, Montemassi (Ortsteil von Roccastrada)
32. Castello di Montemerano, Montemerano (Ortsteil von Magliano in Toscana)
33. Castello di Giglio,  Gemeinde Isola del Giglio, auch Rocca aldobrandesca und Rocca pisana genannt, im Ortsteil Giglio Castello
34. Castello di Lattaia, Roccastrada
35. Castello di Magliano, Magliano in Toscana
36. Castello di Marsiliana, Magliano in Toscana
37. Castello di Marsiliana,  Massa Marittima
38. Castello di Monte Antico, Civitella Paganico
39. Castello di Montebuono, Sorano
40. Castello di Montepescali, Montepescali (Ortsteil von Grosseto)
41. Castello di Montepò, Scansano
42. Castello di Monterotondo Marittimo, Monterotondo Marittimo
43. Castello di Montiano, Magliano in Toscana
44. Castello di Monticello Amiata, Monticello Amiata (Ortsteil von Cinigiano)
45. Castello di Montorio, Ortsteil von Sorano
46. Castello di Montorgiali, Montorgiali (Ortsteil von Scansano)
47. Castello di Montorsaio, Montorsaio (Ortsteil von Campagnatico)
48. Castello di Penna, Castell’Azzara
49. Castello di Pereta, Magliano in Toscana
50. Castello di Perolla, Massa Marittima
51. Castello di Poggi, Scansano
52. Castello di Poggio Zenone, Gavorrano
53. Castello di Porrona, Cinigiano
54. Castello del Potentino, Seggiano
55. Castello di Prata, Massa Marittima
56. Castello di Ravi, Scarlino
57. Castello di Sassoforte, nahe Sassofortino (Ortsteil von Roccastrada)
58. Castello di Scerpena, Magliano in Toscana
59. Castello di Seggiano
60. Castello di Stachilagi (auch La Castellaccia genannt), Magliano in Toscana
61. Castello di Stertignano, Campagnatico
62. Castello di Tatti, Massa Marittima
63. Castello di Torniella, Roccastrada
64. Castello di Travale, Montieri
65. Castello di Triana, Ortsteil von Roccalbegna
66. Castello di Tricosto (auch Capalbiaccio genannt), Capalbio
67. Castello di Valle, Follonica
68. Castello di Vetulonia-Colonna (auch Cassero Senese genannt), Castiglione della Pescaia
69. Castello di Vicarello,  Cinigiano
70. Castello di Vitozza, Sorano
71. Forte delle Saline, Gemeinde Orbetello
72. Forte Filippo, Gemeinde Monte Argentario
73. Forte Santa Caterina, Gemeinde Monte Argentario
74. Forte Stella, Porto Ercole, Gemeinde Monte Argentario
75. Fortezza Spagnola, Porto Santo Stefano, Gemeinde Monte Argentario
76. Palazzo Aldobrandeschi, Grosseto
77. Palazzo Orsini, Pitigliano
78. Palazzo Orsini, Sorano
79. Palazzo Sforza Cesarini,  Santa Fiora
80. Rocca al Cane, Cana, Ortsteil von Roccalbegna
81. Rocca Aldobrandesca, Arcidosso
82. Rocca Aldobrandesca, Buriano, Ortsteil von Castiglione della Pescaia
83. Rocca Aldobrandesca, Campagnatico
84. Rocca Aldobrandesca, Capalbio
85. Rocca Aldobrandesca, Castell’Azzara
86. Rocca di Fregiano (auch Flagiano und Fiuggiano genannt), Sorano
87. Rocca di Manciano, Manciano
88. Rocca di Montauto, Manciano
89. Rocca di Montevitozza, Sorano
90. Rocca Aldobrandesca di Porto Ercole, Ortsteil von Monte Argentario
91. Rocca di Roccalbegna (Il Sasso genannt), Roccalbegna
92. Rocca di Roccastrada, Roccastrada
93. Rocca di Roccatederighi, Roccatederighi (Ortsteil von Roccastrada)
94. Rocca Aldobrandesca di Rocchette di Fazio (Castello Aldobrandesco), Rocchette di Fazio (Ortsteil von Semproniano)
95. Rocca Aldobrandesca di Saturnia, Saturnia (auch Castello Ciacci genannt, Gemeinde Manciano)
96. Rocca di Scarlino
97. Rocca Silvana, Castell’Azzara, nahe dem Ortsteil Selvena
98. Rocca Aldobrandesca, Semproniano
99. Rocca Aldobrandesca, Sovana
100. Rocca di Talamone, Talamone (Ortsteil von Orbetello)
101. Rocca di Torri, Gavorrano
102. Rocchetta dei Pannocchieschi, Monterotondo Marittimo

### Provinz Livorno

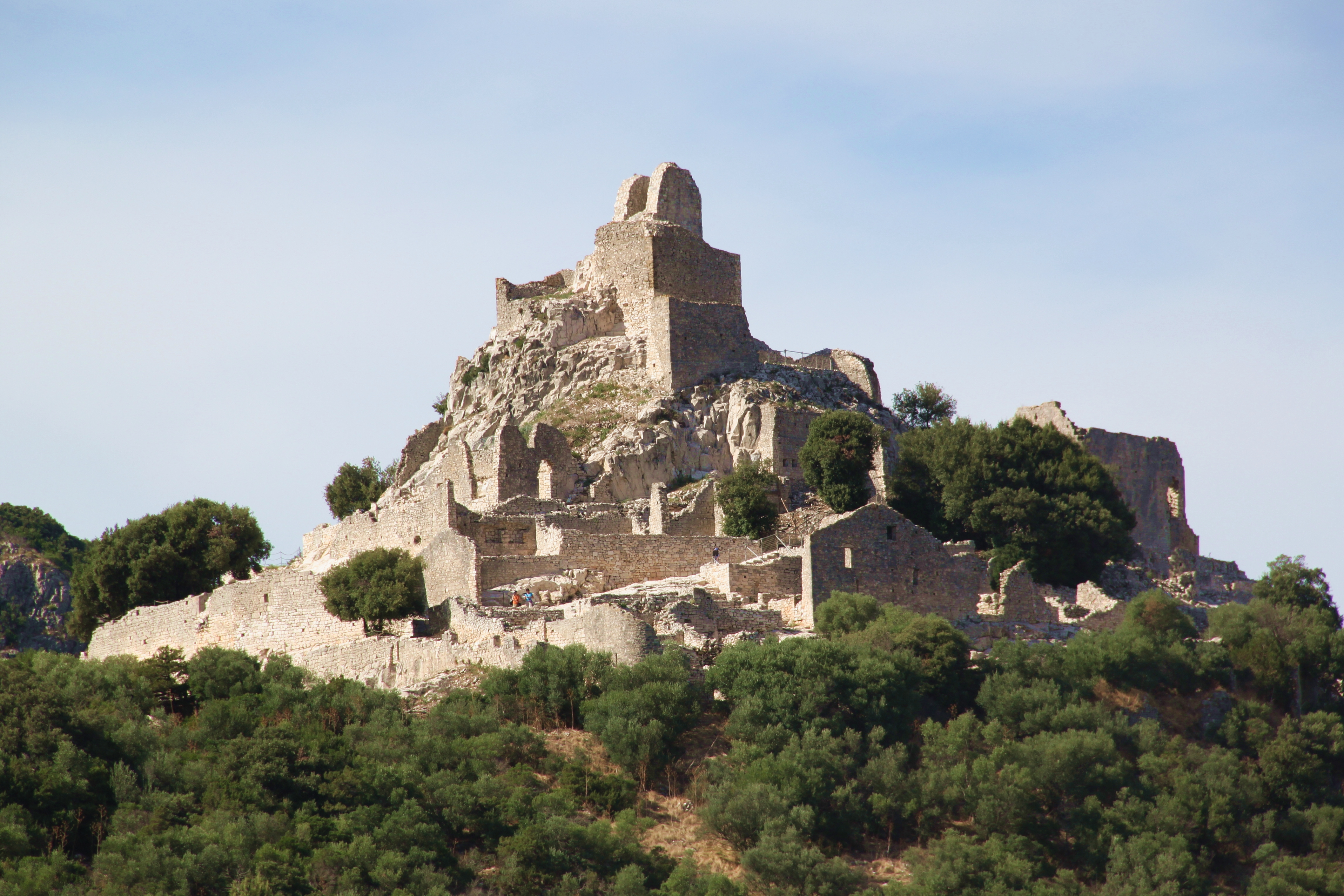
Die Höhenburg Rocca San Silvestro

1. Rocca di Campiglia, Campiglia Marittima
2. Palazzo Comunale, Livorno
3. Palazzo Comunale, Piombino
4. Castello di Magona
5. Fortezza Medicea
6. Rocca di Populonia
7. Castello del Romito
8. Rocca San Silvestro, Campiglia Marittima
9. Castello del Valterraio, Portoferraio

### Provinz Lucca
1. Palazzo Arcivescovile, Lucca
2. Rocca di Castiglione, Castiglione di Garfagnana
3. Castello di Lucchio
4. Castello di Nozzano
5. Fortezza delle Verrucole, San Romano in Garfagnana
6. Rocca di Montecarlo

### Provinz Massa-Carrara
1. Castello Aghinolfi, Montignoso
2. Castello di Bastia
3. Castello Bigliolo
4. Castello di Fosdinovo
5. Castello Malaspina di Carrara
6. Castello di Moneta, Fassola
7. Castello di Monti
8. Castello della Verrucola
9. Castello di Virgoletta
10. Fortezza d’Avenza
11. Torre di Rometta, Fizzano

### Provinz Pisa
1. Palazzo Arcivescovile, Pisa
2. Palazzo Comunale, San Miniato
3. Castello di Donoratico
4. Rocca di Lari
5. Rocca di Ripafratta
6. Rocca Sillana
7. Fortezza della Verruca
8. Castello dei Vicari, Lari
9. Rocca e Mura di Vicopisano

### Provinz Pistoia
1. Palazzo degli Anziani, Pistoia
2. Casa del Fascio, Prescia
3. Castello di Monsummano Alto
4. Torri di Popiglio
5. Castello di Serravalle Pistoiese

### Provinz Prato
1. Castello di Cassero
2. Rocca di Cerbaia, Cantagallo
3. Palazzo Comunale, Prato
4. Castello dell’Imperatore, auch Castello di Federico II, Prato

### Provinz Siena
1. Castello d’Aiola, Castelnuovo Berardenga
2. Castello d’Albola, Radda in Chianti
3. Rocca Aldobrandesca, Castiglione d’Orcia
4. Rocca Aldobrandesca, Piancastagnaio
5. Castello Altesi, Montalcino
6. Palazzo Arcivescovile, Siena
7. Rocca di Argiano, Montalcino
8. Castello d’Armaiolo, Armaiolo (Ortsteil von Rapolano Terme)
9. Castello di Badia, Poggibonsi
10. Castiglion Balzetti, Sovicille
11. Castello di Barbischio, Ortsteil von Gaiole in Chianti
12. Castello di Belcaro, außerhalb von Siena
13. Castello di Bibbiano, Buonconvento
14. Castello di Bibbiano, Colle di Val d’Elsa
15. Castel Bigozzi, Gemeinde Monteriggioni
16. Castello di Borgo, Monteriggioni
17. Castello di Brolio, Gaiole in Chianti
18. Castello di Cacchiano, Gaiole in Chianti
19. Castello Cacciaconti, Trequanda
20. Rocca di Campiglia d’Orcia, Campiglia d’Orcia (Ortsteil von Castiglione d’Orcia)
21. Rocca di Campigliola (auch Campigliaccia oder Rocca Superiore genannt), knapp außerhalb Campiglia d’Orcia
22. Castello di Campriano, Murlo
23. Castello di Capraia, Sovicille
24. Castello di Castagnoli, Gaiole in Chianti
25. Rocca di Castellina in Chianti (heutiges Rathaus)
26. Castelluccio, Pienza
27. Castello di Castelnuovo Tancredi, Buonconvento
28. Castello di Castelrosi, Buonconvento
29. Castelvecchio, San Gimignano
30. Castelvecchio, Siena
31. Castello di Castiglion del Bosco,  Montalcino
32. Castello di Castliglioncello del Trimoro, Castiglioncello del Trinoro (Ortsteil von Sarteano)
33. Castello della Chiocciola, Monteriggioni
34. Castello Comunale, Montepulciano
35. Palazzo Comunale, San Gimignano
36. Palazzo Comunale, Torrita di Siena
37. Castello di Crevole, Murlo
38. Casa del Fascio, Asciano
39. Castello di Fighine, Ortsteil von San Casciano dei Bagni
40. Castello di Fosini, Radicondoli
41. Castello di Frontignano, Murlo
42. Castello di Frosini (auch Fròsini), Ortsteil von Chiusdino
43. Castiglion Ghinibaldi, Monteriggioni
44. Castello di Grignano, Castellina in Chianti
45. Castello di Lecchi (auch Castello di Monteluco a Lecchi,  Castello di Monteluco di Lecchi oder Monteluco a Lecchi genannt), Lecchi in Chianti  (Ortsteil von Gaiole in Chianti)
46. Castello di Leonina, Asciano
47. Castello di Lucignano, Gaiole in Chianti
48. Castello della Magione, Poggibonsi
49. Fortezza Medicea di Poggibonsi, Poggibonsi
50. Castello di Meleto, Gaiole in Chianti
51. Castello di Miranduolo, Chiusdino
52. Castello di Modanella, Ortsteil von Rapolano Terme
53. Castello delle Moiane, Sarteano
54. Fortezza di Montalcino, Montalcino
55. Castello di Montalto in Chianti (auch Montalto Palmieri genannt), Castelnuovo Berardenga
56. Castello di Montarrenti, Sovicille, nahe dem Ortsteil Rosia
57. Castello di Montauto,  Monteriggioni
58. Castello di Montegrossi (auch Montegrossoli genannt), Gaiole in Chianti
59. Castello di Montelifrè, San Giovanni d’Asso
60. Fortezza di Montepulciano, Montepulciano
61. Castello di Monterinaldi, Radda in Chianti
62. Castello di Monternano, Castellina in Chianti
63. Rocca di Monticchiello, Monticchiello (Ortsteil von Pienza)
64. Castello di Montingegnoli, Radicondoli
65. Rocca d’Orcia, Ortsteil von Castiglione d’Orcia
66. Castello d’Orgiale, Castelnuovo Berardegna
67. Castello di Percenna, Buonconvento
68. Castel Petraia, Monteriggioni
69. Castello di Piana, Buonconvento
70. Castello di Poggio alle Mura, Montalcino
71. Certosa di Pontignano, Castelnuovo Berardenga
72. Palazzo Pubblico, Siena
73. Castello delle Quattro Torra, Siena
74. Rocca Raddicofani, Radicofani
75. Castello di Radi di Montagna, Sovicille
76. Castello di Rencine, Castellina in Chianti
77. Castello di Ripa d’Orcia, Gemeinde Castiglione d’Orcia
78. Castello di Ronterutoli, Fonterutoli (Ortsteil von Castellina in Chianti)
79. Palazzo Salimbeni, Siena
80. Castello di San Fabiano, Monteroni
81. Rocca di San Gimignano (auch Rocca di Montestaffoli genannt), San Gimignano
82. Castello di San Giovanni d’Asso, San Giovanni d’Asso
83. Castello di San Giusto alle Monache (heute Castello di Rentennano), Gaiole in Chianti
84. Castello di San Gusmè, San Gusmè (Ortsteil von Castelnuovo Berardenga)
85. Castello di San Polo in Rosso, Gaiole in Chianti
86. Fortezza di Santa Barbara, auch Fortezza Medicea, Siena
87. Castello di Sarteano, Sarteano
88. Fortezza di Sarteano, Sarteano
89. Castello di Selvole, Castelnuovo Berardegna
90. Castello delle Serre, Serre di Rapolano, Rapolano Terme
91. Castello di Spaltenna, Gaiole in Chianti
92. Castello di Spedaletto, Pienza
93. Rocca di Staggia Senese (auch Castello dei Franzesi genannt), Poggibonsi
94. Castello di Strozzavolpe, Poggibonsi
95. Castello di Tocchi, Tocchi, Monticiano
96. Castello di Tornano, Gaiole in Chianti
97. Castello di Velona, Montalcino
98. Castel Verdelli, San Giovanni d’Asso
99. Castello di Vertine, Gaiole in Chianti
100. Castello di Vignoni Alto, San Quirico d’Orcia (Ortsteil Bagno Vignoni)
101. Castell’ in Villa, Castelnuovo Berardenga
102. Castello di Volpaia, Radda in Chianti

## Trentino-Südtirol

### Provinz Bozen – Südtirol
1. Burgruine Afing, Jenesien
2. Ansitz Aichberg, Eppan
3. Altenburg, Eppan
4. Burgruine Altrasen, Niederrasen
5. Schloss Annenberg, Latsch
6. Schloss Auer, Dorf Tirol
7. Schlossruine Boymont, Eppan
8. Burgruine Brandis, Lana-Unterlana
9. Burg Branzoll, Klausen
10. Schloss Braunsberg, Lana
11. Schloss Bruneck, Bruneck
12. Brunnenburg, Dorf Tirol

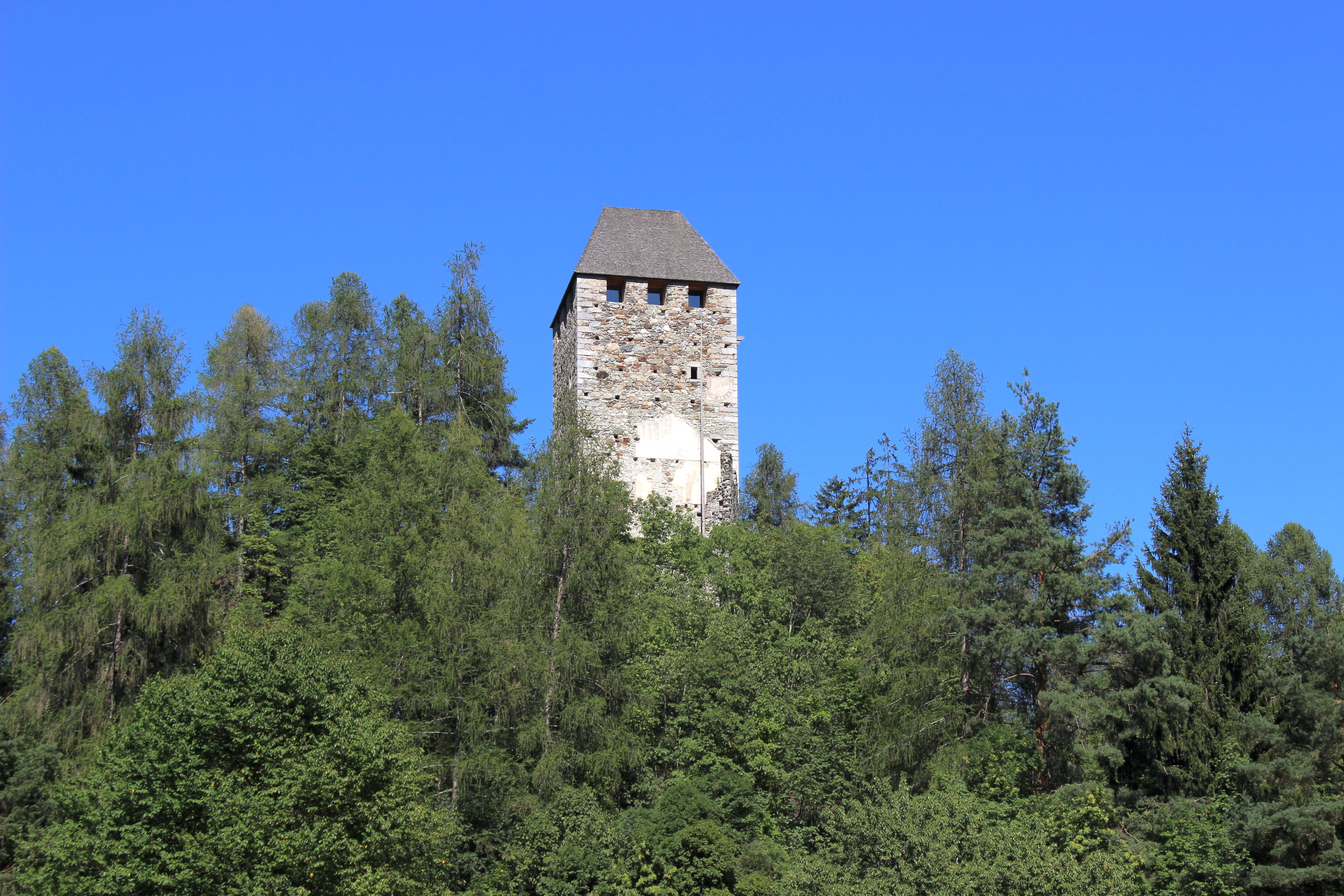
Bergfried der Burgruine Eschenlohe

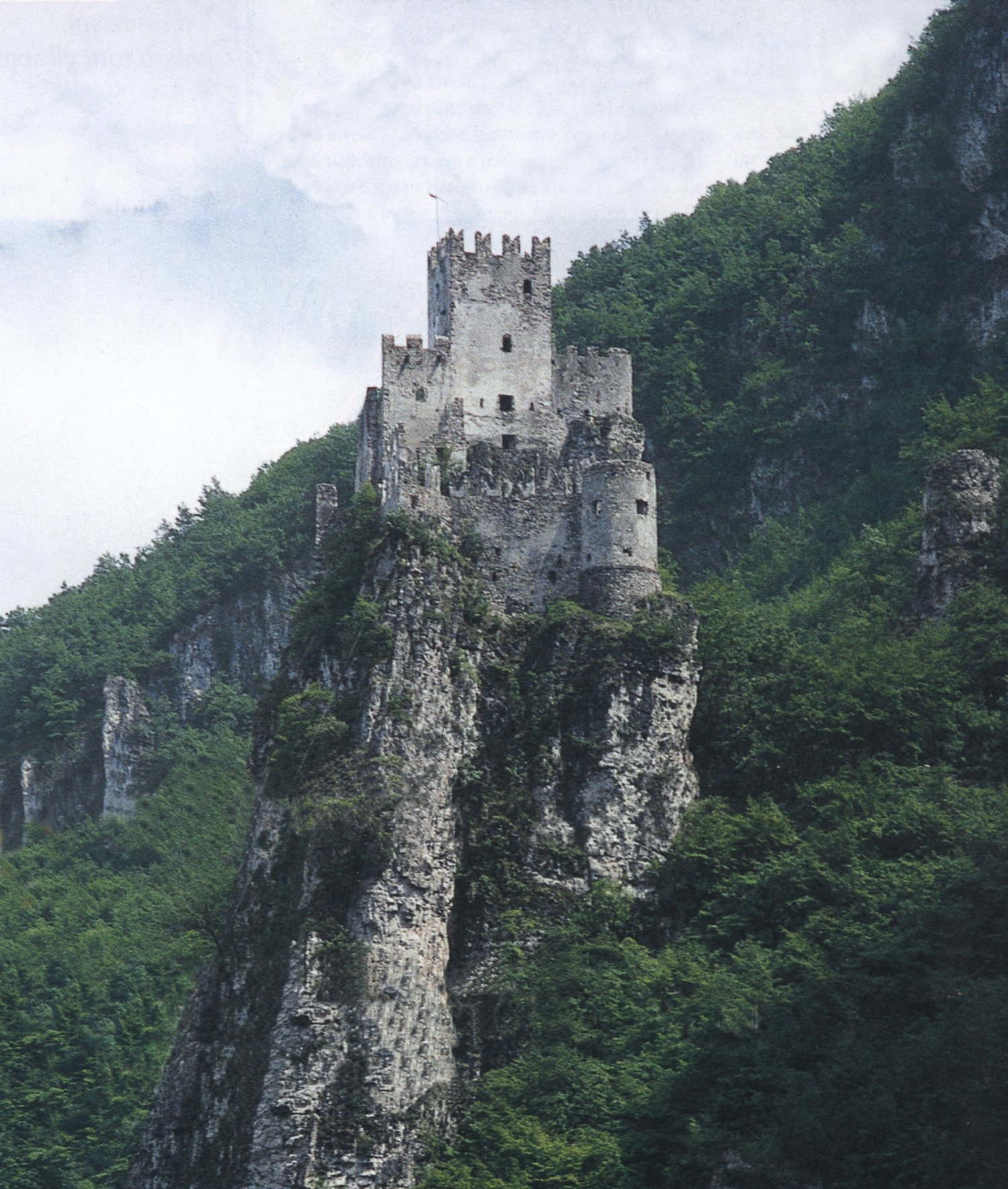
Haderburg bei Salurn

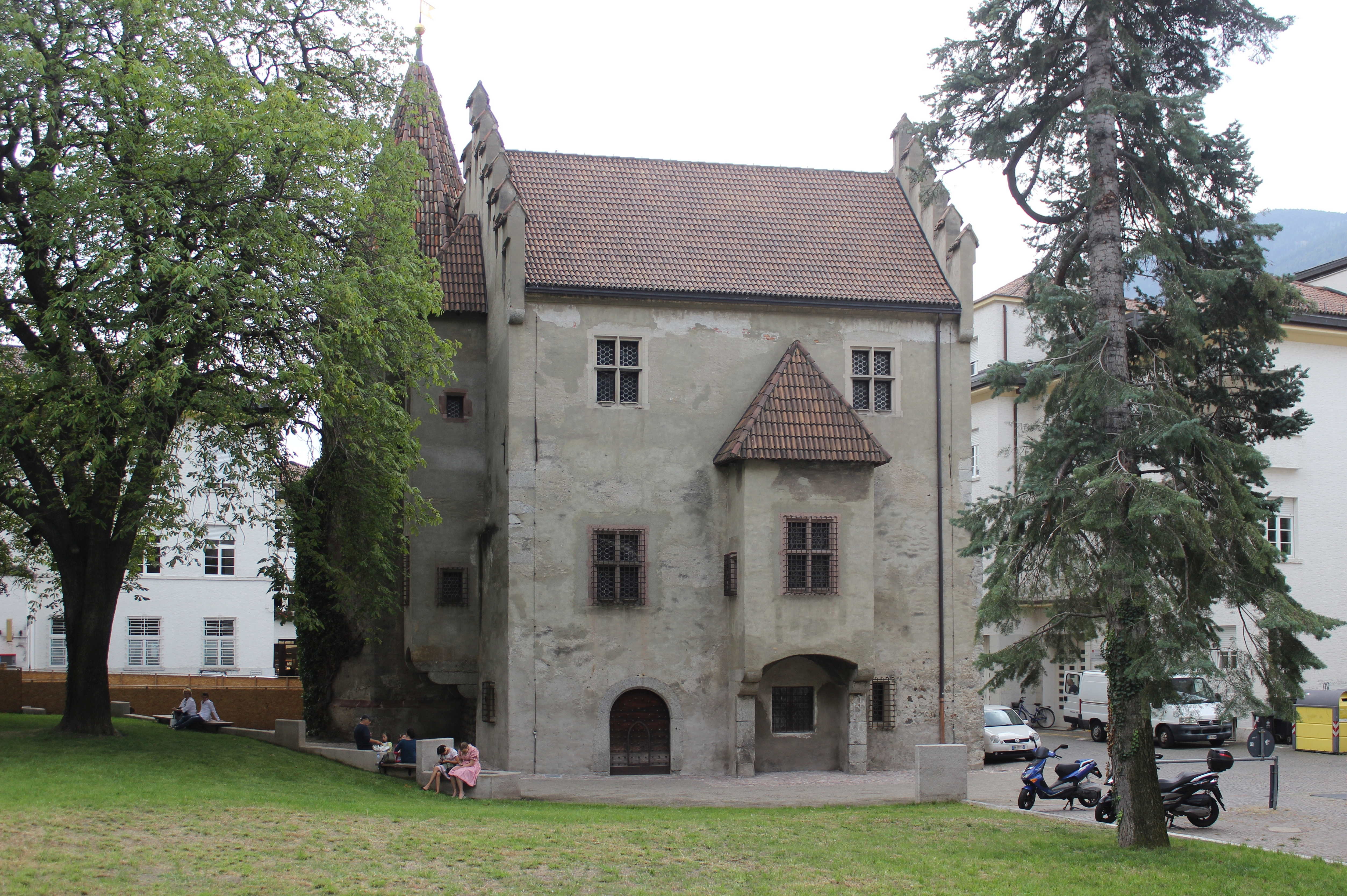
Die Landesfürstliche Burg mitten in Meran

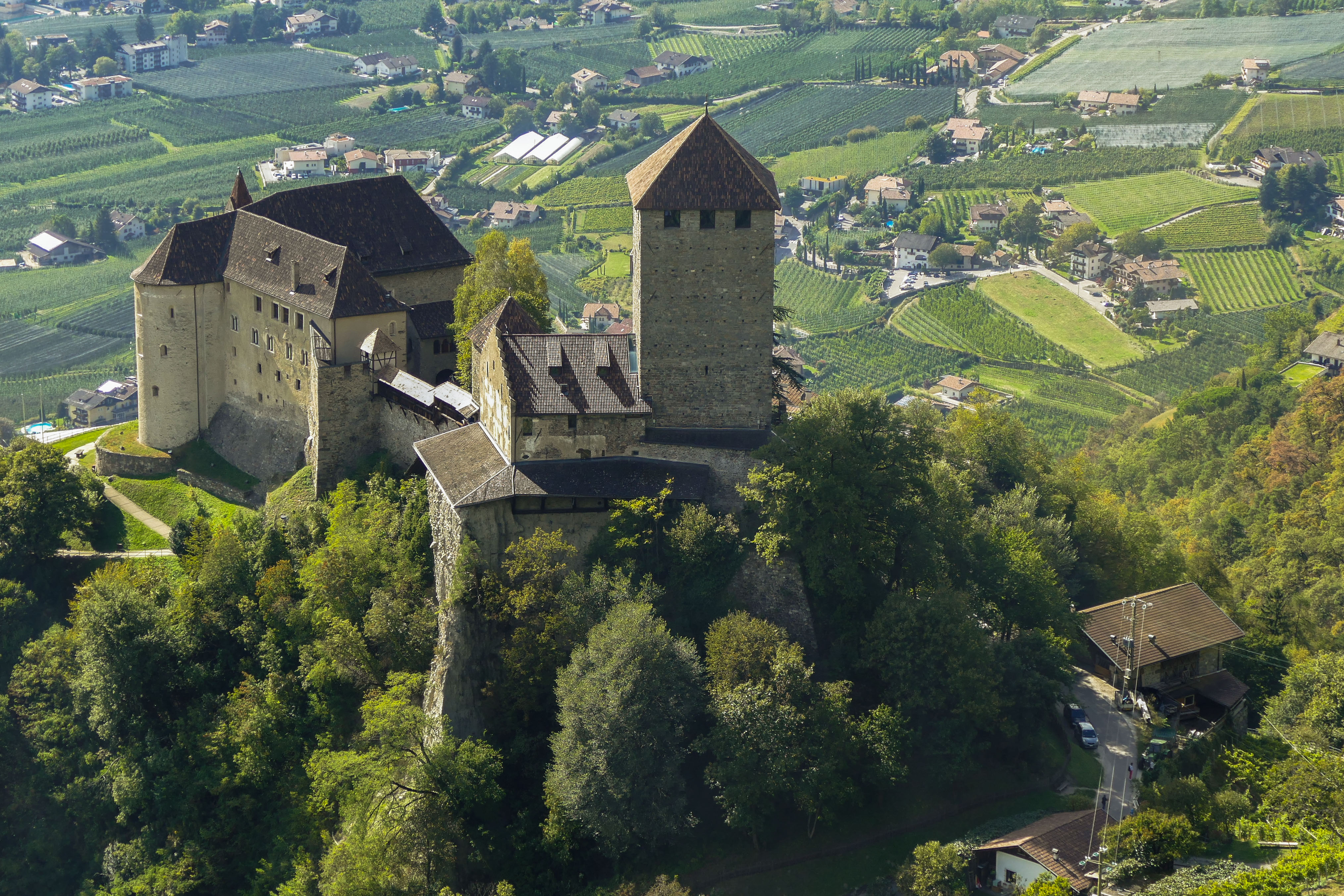
Schloss Tirol

13. Burgruine Castelfeder, Castelfeder (zwischen Montan, Neumarkt und Auer)
14. Churburg, Schluderns
15. Schloss Dornsberg, Naturns
16. Schloss Ehrenburg, Kiens
17. Schloss Enn, Montan
18. Burgruine Eschenlohe (auch: Burg Ulten, Schloss Eschenlohe), St. Pankraz, Ultental
19. Fahlburg, Tisens-Prissian
20. Burg Festenstein, Eppan
21. Fischburg, Wolkenstein
22. Fragsburg, Meran
23. Schloss Freudenstein, Eppan
24. Burgruine Fuchsberg, Eppan
25. Fürstenburg, Burgeis
26. Schloss Gandegg, Eppan
27. Gaudententurm, Partschins
28. Schloss Gernstein, Klausen
29. Burg Goyen, Schenna
30. Schloss Goldrain, Goldrain
31. Burgruine Greifenstein (Sauschloss), Terlan
32. Haderburg, Salurn
33. Haselburg, Bozen
34. Burg Hauenstein, Seis am Schlern
35. Burg Hocheppan, Eppan
36. Burg Hochgalsaun, Galsaun
37. Burg Hochnaturns, Naturns
38. Hofburg, Brixen
39. Burgruine im Holz[15], Tisens
40. Johanneskofel, Sarntal
41. Jaufenburg, Sankt Leonhard in Passeier
42. Schloss Juval, Naturns
43. Schlossruine Kaldiff, Neumarkt-Mazon
44. Burg Karneid, Karneid
45. Burg Kasatsch, Nals, auch bekannt als Pfefferburg
46. Schloss Kastelbell, Kastelbell-Tschars
47. Burgstall Kastellatz, Tramin
48. Burg Katzenstein, Meran
49. Schloss Katzenzungen, Tisens-Prissian
50. Kehlburg, Gais
51. Schloss Knillenberg, Meran
52. Schloss Korb, Eppan
53. Schloss Labers, Meran
54. Laimburg, Pfatten
55. Lamprechtsburg, Bruneck
56. Landesfürstliche Burg, Meran
57. Burg Latsch, Latsch
58. Schloss Lebenberg, Tscherms
59. Leonburg (Lanaburg), Lana
60. Leuchtenburg, Pfatten
61. Burgruine Lichtenberg, Prad am Stilfserjoch
62. Schloss Maretsch, Bozen
63. Mayenburg, Lana-Völlan
64. Schloss Maur, Meran
65. Michelsburg, St. Lorenzen
66. Montiggler Schlössl (Seeschlössl), Eppan
67. Schloss Moos, Wiesen
68. Burgruine Mühlbacher Klause, Mühlbach
69. Burg Neuhaus, Gais im Tauferer Tal
70. Burgruine Neuhaus, Terlan im Etschtal, auch bekannt als Burg Maultasch
71. Burgruine Neurasen, Oberrasen
72. Burgstall Niemandsfreund, Kastelruth
73. Burgruine Obermatsch, Mals, Ortsteil Matsch
74. Burg Obermontani, Morter
75. Schloss Paschbach, Eppan-St. Michael
76. Burg Payrsberg, Nals
77. Burgruine Pfeffersberg (Pfeffersburg), Brixen
78. Schloss Pienzenau, Meran-Obermais
79. Schloss Planta, Meran-Obermais
80. Schloss Prösels, Völs am Schlern
81. Burgruine Rafenstein, Bozen
82. Schloss Rametz, Meran
83. Schloss Reichenbach, Meran
84. Burg Reichenberg, Taufers im Münstertal
85. Burg Reifenegg, Ratschings
86. Burg Reifenstein, Sterzing
87. Reinegg, Sarntal
88. Schloss Ried, Ritten
89. Schloss Rodenegg, Rodeneck
90. Schloss Rosenstein, Meran
91. Rotund, Taufers im Münstertal
92. Schloss Rottenstein, Meran
93. Burg Rubein, Tirol
94. Schloss Rubein, Meran
95. Schloss Rundegg, Meran
96. Schloss Runkelstein, Bozen
97. Kloster Säben, früher Burg Säben, Klausen
98. Burg Salegg, Seis am Schlern
99. Burgruine Salern, Vahrn
100. Schloss Schenna, Schenna
101. Schlandersburg, Schlanders
102. Burg Schöneck, Kiens
103. Schloss Schwanburg,[16] Nals
104. Burg- und Festungsanlage Schloss Sigmundskron, Bozen
105. Schloss Sonnenburg, St. Lorenzen
106. Spauregg (Ansitz Spauregg), Partschins
107. Schloss Sprechenstein, Freienfeld/Sterzing
108. Stachlburg (Schloss Perzin, Stachelburg), Partschins
109. Burgruine Stein am Ritten, bei Oberbozen
110. Burgruine Stetteneck, St. Ulrich in Gröden
111. Burg Straßberg, Sterzing
112. Schloss Summersberg, Gufidaun
113. Burg Taufers, Sand in Taufers
114. Ansitz Thurn, Bozen
115. Burgruine Thurn, Welsberg-Taisten
116. Schloss Thurn, St. Martin in Thurn
117. Schloss Thurnstein, Dorf Tirol
118. Schloss Tirol, Dorf Tirol
119. Schloss Trauttmansdorff, Meran
120. Burgruine Treuenstein, Bozen
121. Trostburg, Waidbruck
122. Tschenglsberg, Tschengls
123. Turm in Kreut, Terlan
124. Burg Untermontani, Morter
125. Burgruine Unterkasatsch (Pfeffersburg, Ruine Kasatsch)[17][18], Tisens-Prissian
126. Burgruine Untermatsch, Mals, Ortsteil Matsch
127. Burg Untermontani, Latsch
128. Burg Velseck, Tiers
129. Schloss Velthurns, Feldthurns
130. Burgruine Voitsberg, Vahrn
131. Burg Vorst, Algund
132. Burgruine Walbenstein, Bozen
133. Burg Wangen-Bellermont, Ritten
134. Burg Warth, Eppan
135. Wehrburg, Tisens-Prissian
136. Burg Weineck, Bozen
137. Burg Welfenstein, Freienfeld
138. Schloss Welsperg, Welsberg
139. Schloss Winkel, Meran
140. Burg Wolfsthurn, Andrian
141. Schloss Wolfsthurn, Ratschings, Fraktion Mareit
142. Burg Wolkenstein, Wolkenstein in Gröden
143. Ansitz Zeilheim, Sand in Taufers
144. Zenoburg, Meran
145. Zurglburg, Lana
146. Schloss Zwingenburg, Tisens-Prissian
147. Burgruine Zwingenstein, Ritten, Weiler Daunenstep

### Provinz Trient

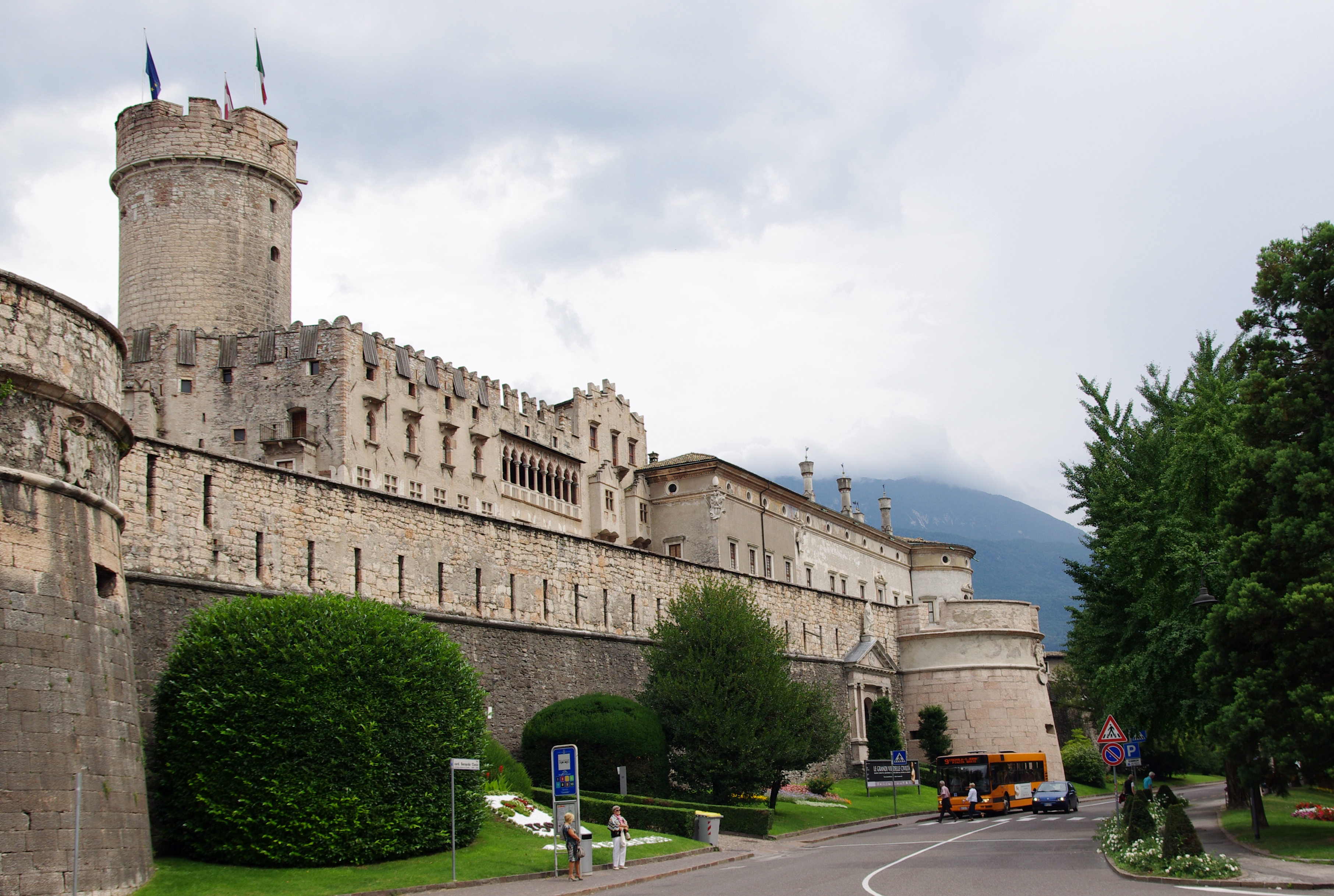
Castello del Buonconsiglio

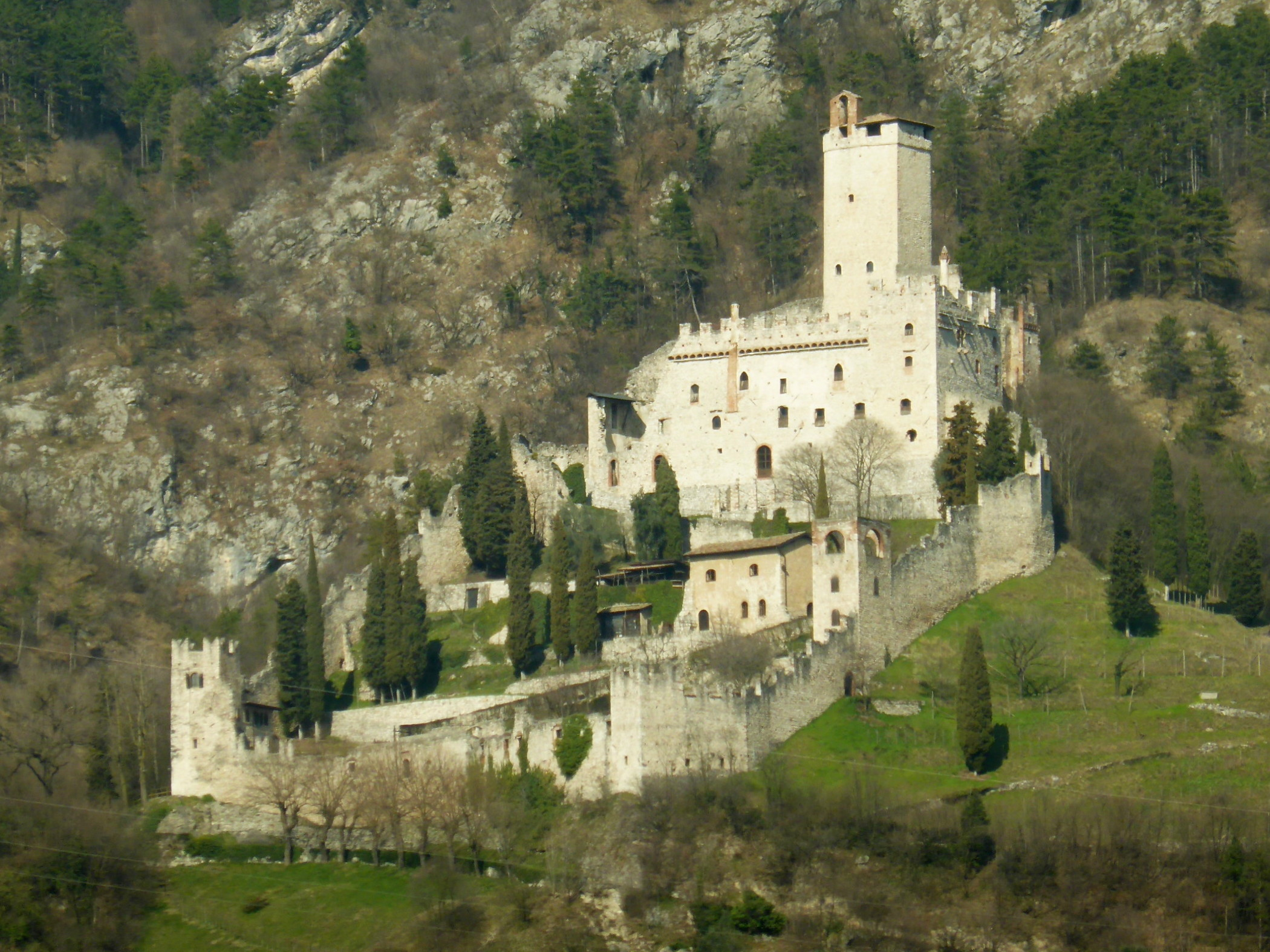
Castello di Avio

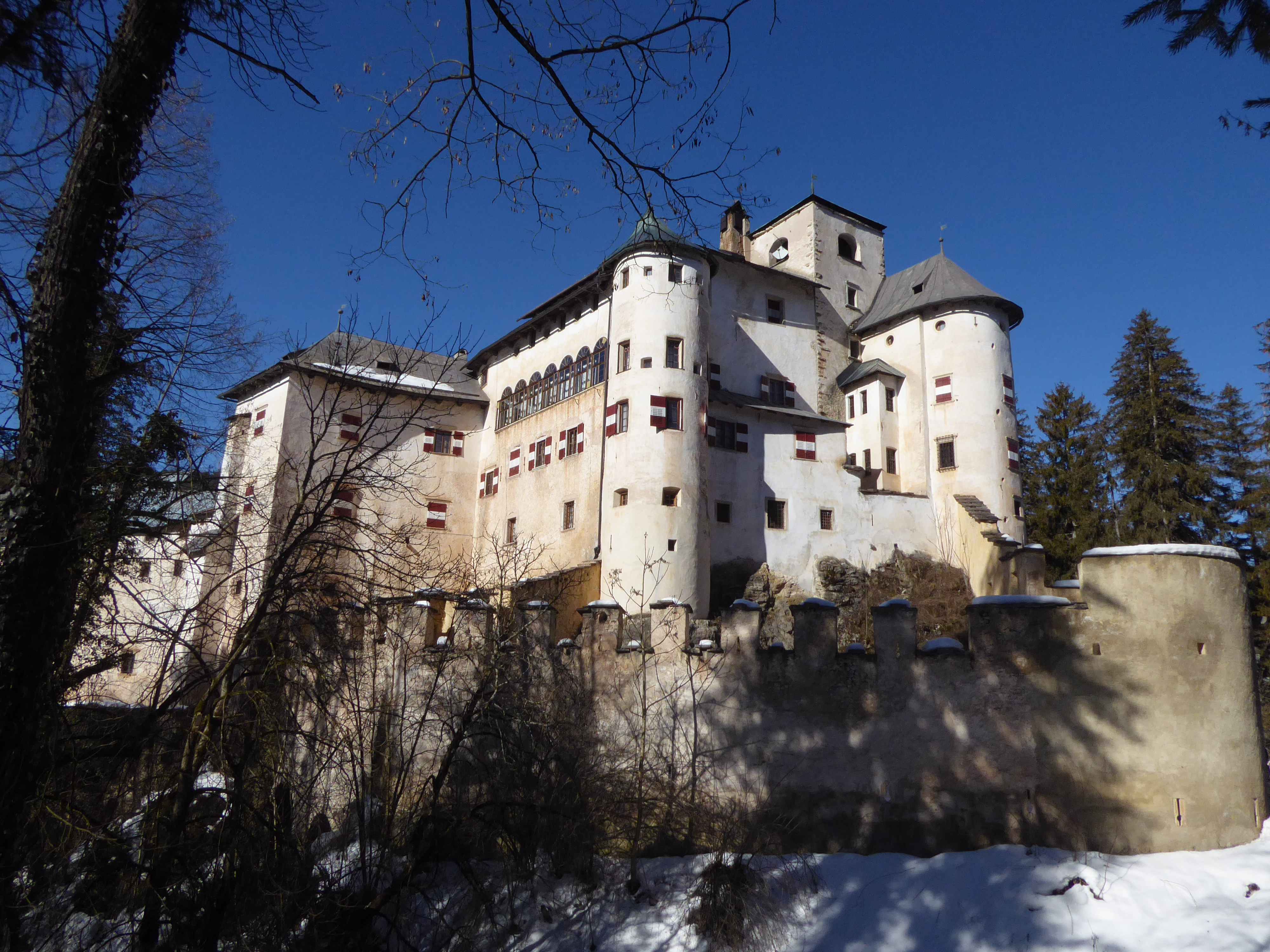
Castel Bragher

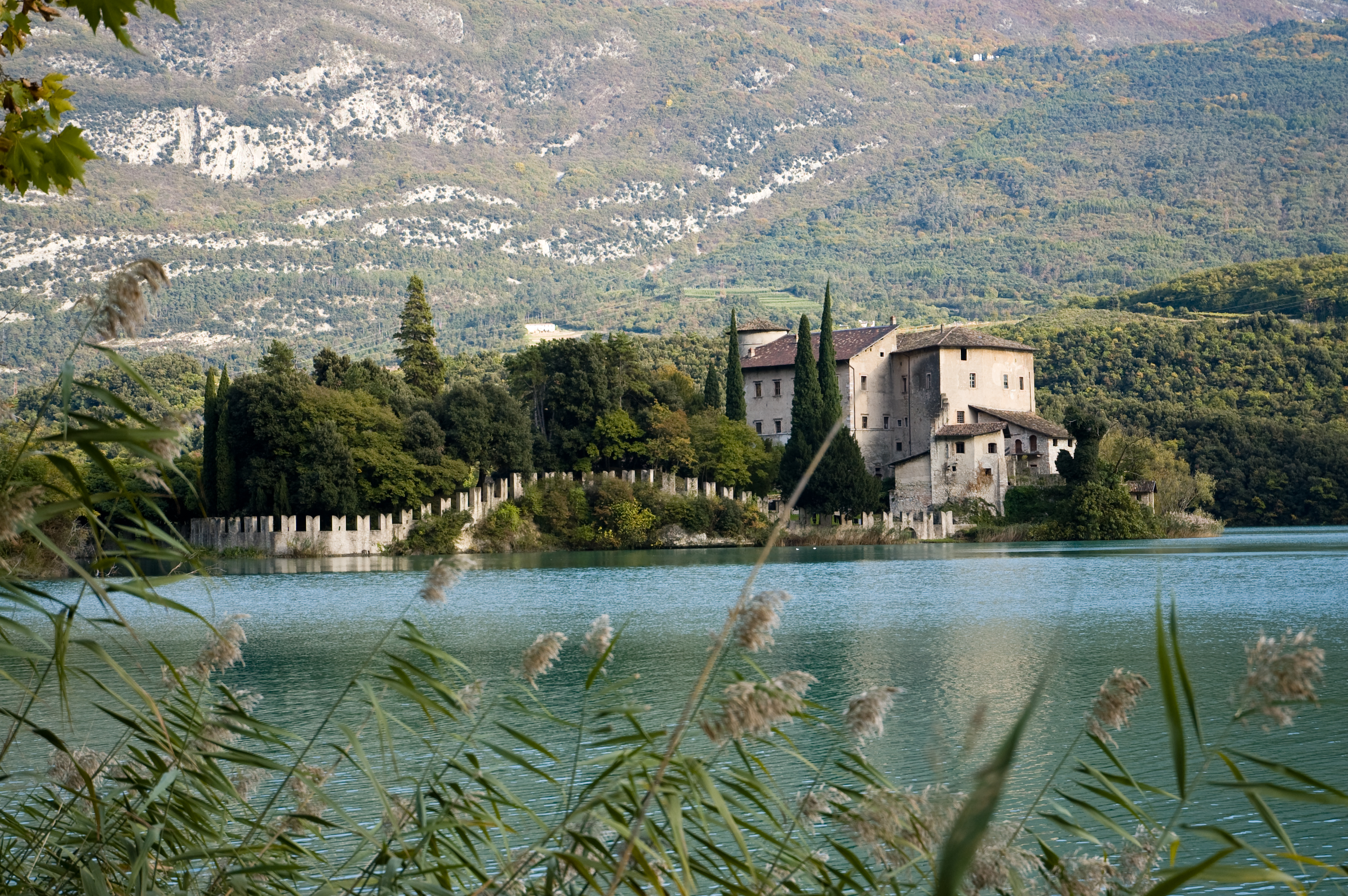
Castel Toblino

1. Castello di Bosentino, Altopiano della Vigolana
2. Castello di Vigolo, Altopiano della Vigolana
3. Castello d’Arco, Arco
4. Castel Castellino, Arco
5. Castello di Avio, Avio
6. Castello Belvedere, Baselga di Pinè
7. Castel Beseno, Besenello
8. Castel San Giovanni, Bondone
9. Castello di Caramala, Borgo Chiese
10. Castello di Castelfondo, Borgo d’Anaunia
11. Castel Fondo, Borgo d’Anaunia
12. Castel Malosco, Borgo d’Anaunia
13. Castel Vasio, Borgo d’Anaunia
14. Castel Savaro, Borgo Valsugana
15. Castel Telvana, Borgo Valsugana
16. Rocca della Rocchetta, Borgo Valsugana
17. Castello di Altaguardia, Bresimo
18. Castel Caldes, Caldes
19. Rocca di Samoclevo, Caldes
20. Rocca Valterna, Caldes
21. Castel Brenta, Caldonazzo
22. Castello di Caldonazzo, Caldonazzo
23. Castel Pietra, Calliano
24. Castel Belasi, Campodenno
25. Castello di Ivano, Castel Ivano
26. Castello di Strigno, Castel Ivano
27. Castello di Fiemme, Castello-Molina di Fiemme
28. Castelnuovo, Castelnuovo
29. Castello di Lisignago, Cembra Lisignago
30. Castrum di Cimbra, Cembra Lisignago
31. Castrum di Fagitana, Cembra Lisignago
32. Castello di Mostizzolo, Cis
33. Castelbosco, Civezzano
34. Castello di Seregnano, Civezzano
35. Castel Telvana di Civezzano, Civezzano
36. Castel Vedro, Civezzano
37. Castel Cles, Cles
38. Castello di Sant’Ippolito, Cles
39. Castel Campo, Comano Terme
40. Castel Comendone, Comano Terme
41. Castel Restor, Comano Terme
42. Castel Spine, Comano Terme
43. Castrum di San Martino, Comano Terme
44. Torre di Comano, Comano Terme
45. Castel Corona, Contà
46. Castello di Flavon, Contà
47. Castel Denno, Denno
48. Castel Drena, Drena
49. Castello di Fornace Fornace
50. Castel Roccabruna, Fornace
51. Castello di Giovo, Giovo
52. Castello di Grigno, Grigno
53. Bastia di Primiero, Imer
54. Castel Corno, Isera
55. Castel Pradaglia, Isera
56. Castello di Levico, Levico Terme
57. Castel Selva, Levico Terme
58. Castel Vecchio di Levico, Levico Terme
59. Castel Livo, Livo
60. Castel Zoccolo, Livo
61. Palazzo Aliprandini Laifenthurn, Livo
62. Castello di Lases, Lona-Lases
63. Castel Madruzzo, Madruzzo
64. Castel Toblino, Madruzzo
65. Castel Firmian, Mezzocorona
66. Castel San Gottardo, Mezzocorona
67. Castel Gresta, Mori
68. Castel Penede, Nago-Torbole
69. Castello di Noarna, Nogaredo
70. Castello di Nomi, Nomi
71. Torri quadre di Novaledo, Novaledo
72. Castello di Arsio Superiore, Novella
73. Castello di Arsio di sotto, Novella
74. Castel Cagnò, Novella
75. Castel San Michele, Ossana
76. Torre di Cusiano, Ossana
77. Torre di Ossana, Ossana
78. Torre di Strombiano, Peio
79. Castel Pergine, Pergine Valsugana
80. Castello di Roccabruna, Pergine Valsugana
81. Colle Tegazzo, Pergine Valsugana
82. Doss del Guardian, Pergine Valsugana
83. Castel Romano, Pieve di Bono-Prezzo
84. Castel Bragher, Predaia
85. Castel Coredo, Predaia
86. Castel Tavon, Predaia
87. Rocca di Taio, Predaia
88. Castel Pietra, Primiero San Martino di Castrozza
89. Bastione, Riva del Garda
90. Rocca di Riva, Riva del Garda
91. Torre Apponale, Riva del Garda
92. Castel Tesobbo, Roncegno Terme
93. Torre Tonda di Marter, Roncegno Terme
94. Castel Malgolo, Romeno
95. Castello di Rovereto, Rovereto
96. Castel Lizzana, Rovereto
97. Castel Mocenigo, Rumo
98. Castel Placeri Rumo
99. Castel Mani, San Lorenzo Dorsino
100. Muta di Andogno, San Lorenzo Dorsino
101. Castello di Monreale, San Michele all’Adige
102. Castel Casez, Sanzeno
103. Casa de Gentili, Sanzeno
104. Castel Morenberg, Sarnonico
105. Castello di Segonzano, Segonzano
106. Rocca di Breguzzo, Sella Giudicarie
107. Castel Belfort, Spormaggiore
108. Castel Sporo Rovina, Sporminore
109. Castello di Stenico, Stenico
110. Castel Santa Barbara, Storo
111. Castello di Arnana, Telve
112. Castello di Castellalto, Telve
113. Castello di Tenno, Tenno
114. Castelletto di Vigo, Ton
115. Castel Rocchetta, Ton
116. Castel San Pietro, Ton
117. Castel Thun, Ton
118. Castel Visione, Ton
119. Castello di San Pietro, Torcegno
120. Castello del Buonconsiglio, Trient
121. Castello della Torre Franca, Trient
122. Palazzo delle Albere, Trient
123. Palazzo Pretorio, Trient
124. Torre Civica, Trient
125. Torre della Tromba, Trient
126. Torre Vanga, Trient
127. Castel Terlago, Vallelaghi
128. Castello di Tonale, Vermiglio
129. Castel Nanno, Ville d’Anaunia
130. Castello di Tuenno, Ville d’Anaunia
131. Castel Valer, Ville d’Anaunia
132. Castello di Castellano, Villa Lagarina
133. Palazzo Lodron, Villa Lagarina

## Umbrien

### Provinz Perugia
1. Rocca Albornoziana, Spoleto
2. Castello di Antognolla, Antognolla
3. Torre dei Calzolari, Gubbio
4. Castello di Carbonara, Gubbio
5. Castello dei Cavalieri di Malta, Magione
6. Palazzo Comunale, Assisi
7. Palazzo Comunale, Foligno
8. Palazzo Comunale, Norcia
9. Castello di Crocicchio, Gualdo Tadino
10. Castello di Cortevecchio
11. Rocca Flea, Gualdo Tadino
12. Castello di Giomici, Giomici
13. Rocca del Leone, Castiglione del Lago
14. Rocca Maggiore, Assisi
15. Castello di Magrano, Gubbio
16. Palazzo Manzoni, Perugia
17. Castello di Migianella dei Marchesi, Umbertide
18. Rocca Minore, Assisi
19. Castello di Monterone, Perugia
20. Castello di Montebibico, Spoleto
21. Castello di Murlo, La Bruna
22. Castello dell’Oscano, Cenerente
23. Rocca Paolina, Perugia
24. Castello di Petrata, Assisi
25. Castello di Petroia, Gubbio
26. Castello di Pieve del Vescovo, Pieve del Vescovo
27. Castello di Pietrafitta, Pietrafitta
28. Castello di Popola, Popola
29. Castello di Rosciano, Signoria di Torgiano
30. Castello di Sant’Apollinare
31. Castello San Giovanni, Castel Ritaldi
32. Rocca di Spello, Spello
33. Castello di Valenzina, Valenzina
34. Castello di Vallingegno, Gubbio

### Provinz Terni
1. Castello di Casigliano, Acquasparta
2. Castello d’Alviano, Alviano
3. Castello d’Avigliano Umbro, Avigliano Umbro
4. Castello di Sismano, Avigliano Umbro
5. Castello di Dunarobba, Avigliano Umbro
6. Castello del Poggio, Guardea
7. Castello Ancajani, Montecchio
8. Castello di Montegiove, Montegabbione
9. Rocca Albornoziana, Narni
10. Castello Sant’Angelo, Narni
11. Castello dei Prodenzani, Orvieto
12. Castello di Titignano, Titignano

## Venetien

### Provinz Belluno
1. Castello di Zumelle, Borgo Valbelluna
2. Castello di Botestagno, Cortina d’Ampezzo
3. Castello di Alboino, Feltre
4. Castello d’Andraz, Livinallongo del Col di Lana

### Provinz Padua
1. Castello del Catajo, Battaglia Terme
2. Torre di Malta, Cittadella
3. Castello di San Zeno, Montagnana
4. Rocca degli Alberi, Montagnana
5. Palazzo Comunale, Padua
6. Castello della Montecchia, Selvazzano Dentro

### Provinz Rovigo
1. Castello di Arquà Polesine, Arquà Polesine
2. Castello Diani, Bergantino
3. Castel Trivellin, Lendinara
4. Castello di Lusia, Lusia
5. Castello di Rovigo, Rovigo
6. Torre Pighin, Rovigo
7. Castello di Sariano, Trecenta

### Provinz Treviso

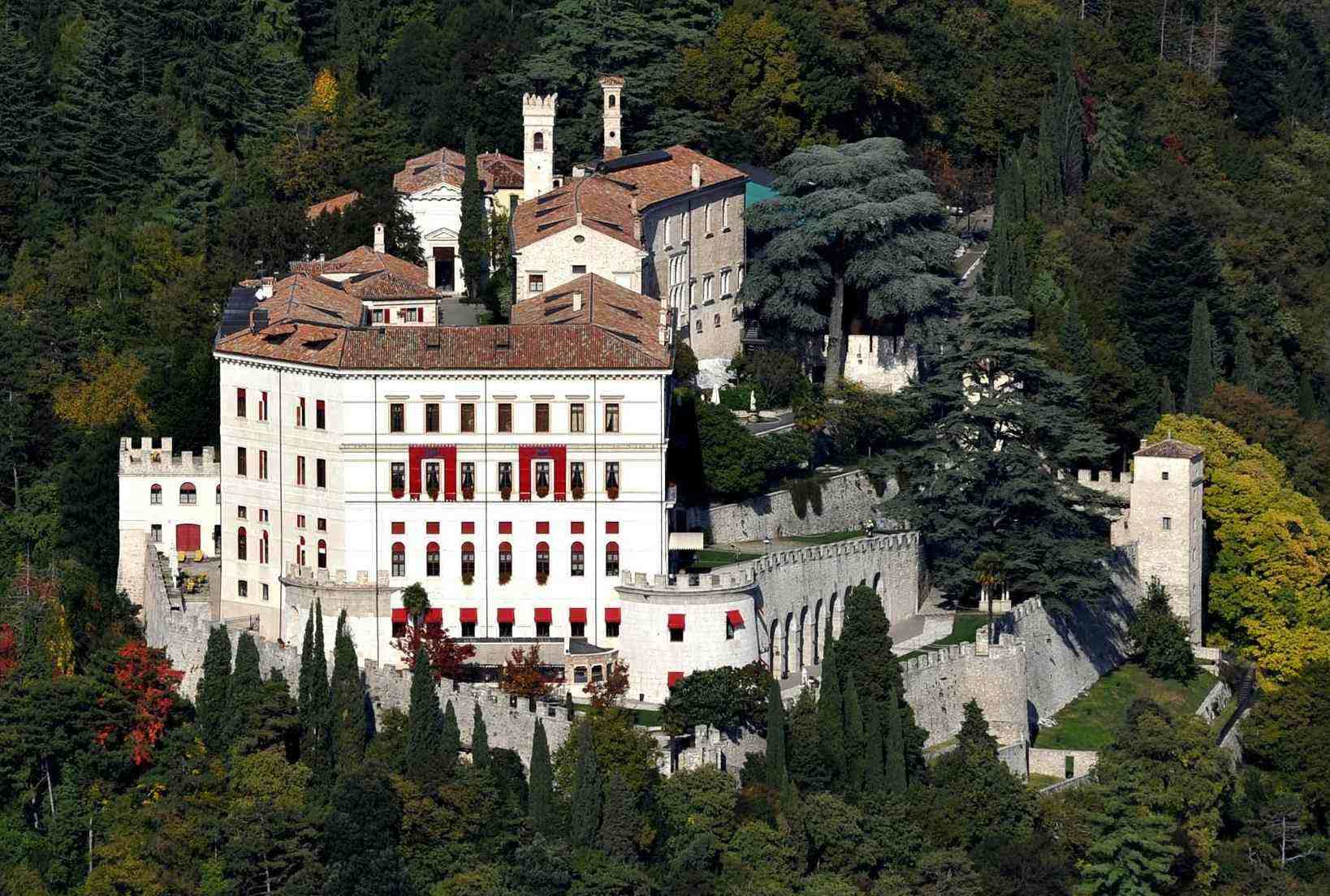
Castelbrando, Cison di Valmarino

1. Castello della Regina Cornaro (auch: Castello di Asolo), Asolo
2. Rocca d’Asolo (auch: Rocca Braida), Asolo
3. Torre Carrarese, Casale sul Sile
4. Castelletto, Cappella Maggiore
5. Fortezza di Castelfranco Veneto, Castelfranco Veneto
6. Castelbrando, Cison di Valmarino
7. Castello dei Collalto, Collalto
8. Castello di Conegliano, Conegliano
9. Torri di Credazzo, Farra di Soligo
10. Castello di Meduna, Meduna di Livenza
11. Torre Civica e Porta, Portobuffolé
12. Castello di Roncade (auch: Villa Giustinian), Roncade
13. Torre di Rai, San Polo di Piave
14. Torre degli Ezzelini, San Zenone degli Ezzelini
15. Castello di San Salvatore, Susegana
16. Castello di Serravalle, Vittorio Veneto
17. Castello di San Martino, Vittorio Veneto
18. Torre di San Floriano, Vittorio Veneto

### Metropolitanstadt Venedig
1. Castello di Jesolo, Jesolo
2. Torre Caligo, Jesolo
3. Castello di Mestre, Mestre
4. Castello di Noale, Noale
5. Rocca dei Tempesta, Noale
6. Castello di Stigliano, Santa Maria di Sala
7. Ca’ Amalteo, Venedig
8. Ca’ Bembo (auch Palazzo Marcello Sangiantoffetti), Venedig
9. Ca’ Bernardo (Dorsoduro), Venedig
10. Ca’ Bernardo (San Polo), Venedig
11. Ca’ Biondetti, Venedig
12. Ca’ Caotorta, Venedig
13. Ca’ Cassetti, Venedig
14. Ca’ Corner della Regina, Venedig
15. Ca’ da Mosto, Venedig
16. Ca’ del Duca, Venedig
17. Ca’ de Sprit, Venedig
18. Ca’ dei Tre Oci, Venedig
19. Ca’ di Boia, Venedig
20. Ca’ Donà a San Polo, Venedig
21. Ca’ Donà a San Stin, Venedig
22. Ca’ d’Oro, Venedig
23. Ca’ Farsetti, Venedig
24. Ca’ Favretto, Venedig
25. Ca’ Foscari, Venedig
26. Ca’ Foscari Mocenigo, Venedig
27. Ca’ Foscarini della Frescada, Venedig
28. Ca’ Giustinian, Venedig
29. Ca’ Levi Morenos, Venedig
30. Ca’ Loredan, Venedig (Castello)
31. Ca’ Loredan, Venedig (San Marco)
32. Ca’ Mainella, Venedig
33. Ca’ Marioni, Venedig
34. Ca’ Masieri, Venedig
35. Ca’ Michiel, Venedig
36. Ca’ Perducci, Venedig
37. Ca’ Pesaro, Venedig
38. Ca’ Priuli a San Polo, Venedig
39. Ca’ Ravà, Venedig
40. Ca’ Rezzonico, Venedig
41. Ca’ Rizzoli, Venedig
42. Ca’ Sagredo, Venedig
43. Ca’ Salom, Venedig
44. Ca’ Santomaso, Venedig
45. Ca’ Sanudo Turloni, Venedig
46. Ca’ Sicher, Venedig
47. Ca’ Stecchini, Venedig
48. Ca’ Succi, Venedig
49. Ca’ Tron, Venedig
50. Ca’ Velluti, Venedig
51. Ca’ Venier, Venedig
52. Ca’ Volpi di San Marcuola, Venedig
53. Ca’ Zago, Venedig
54. Ca’ Zenobio degli Armeni, Venedig
55. Casino Venier, Venedig
56. Fondaco dei Tedeschi, Venedig
57. Palazzo Adoldo, Venedig
58. Palazzo Agnusdio o dei quattro Evangelisti, Venedig
59. Palazzo Albrizzi Fondamenta Sant’Andrea, Venedig
60. Palazzo Algarotti-Corniani, Venedig
61. Palazzo Amadi, Venedig
62. Palazzo Ariani Minotto Cigogna, Venedig
63. Palazzo Arrigoni Caragiani (bestehend aus Palazzo Arrigoni und Palazzo Caragiani), Venedig
64. Palazzo Badoer Tiepolo, Venedig
65. Palazzo Balbi, Venedig
66. Palazzo Balbi-Valier Sammartini, Venedig
67. Palazzo Barbarigo, Venedig
68. Palazzo Barbarigo Nani Mocenigo, Venedig
69. Palazzo Barbarigo alla Maddalena, Venedig
70. Palazzo Barbarigo della Terrazza, Venedig
71. Palazzo Barbaro a San Vidal (bestehend aus Palazzo Barbaro-Curtis und Palazzo Barbaro), Venedig
72. Palazzo Barbaro Wolkoff
73. Palazzo Barocci, Venedig
74. Palazzo Barozzi Emo Treves de Bonfili, Venedig
75. Palazzo Bartolini, Venedig
76. Palazzo Barzizza, Venedig
77. Palazzo Basadonna Giustinian Recanati, Venedig
78. Palazzo Bellavite Baffo, Venedig
79. Palazzo Belloni Battagia, Venedig
80. Palazzo Bembo, Venedig
81. Palazzo Bembo Malipiero, Venedig
82. Palazzo Bembo a San Ternita, Venedig
83. Palazzo Benci Zecchini, Venedig
84. Palazzo Benedetti, Venedig
85. Palazzo Benzon Foscolo, Venedig
86. Palazzo Bernardo di Canal, Venedig
87. Palazzo Bernardo Nani, Venedig
88. Palazzo Bernardo San Polo, Venedig
89. Palazzo Bolani Erizzo, Venedig
90. Palazzo Boldù a San Felice, Venedig
91. Palazzo Bollani a Sant’Antonin, Venedig
92. Palazzo Bollani a San Trovaso, Venedig
93. Palazzo Bonfadini Vivante, Venedig
94. Palazzo Bonomo Albrizzi a Sant’Apollinare, Venedig
95. Palazzo Bonvicini, Venedig
96. Palazzo Bragadin Bigaglia, Venedig
97. Palazzo Bragadin Carabba, Venedig
98. Palazzo Bragadin Soranzo Cappello, Venedig
99. Palazzo Brandolin Rota, Venedig
100. Palazzo Businello San Boldo, Venedig
101. Palazzo Calbo Crotta, Venedig
102. Palazzo Canal, Venedig
103. Palazzo Caotorta Angaran, Venedig
104. Palazzo Capello a Santa Maria Nova, Venedig
105. Palazzo Cappello Layard, Venedig
106. Palazzo Cappello Trevisan in Canonica, Venedig
107. Palazzo Cappello a Sant’Antonin, Venedig
108. Palazzo Cappello a San Giovanni Laterano, Venedig
109. Palazzo Carminati, Venedig
110. Palazzo Castelli, Venedig
111. Palazzo Cavagnis, Venedig
112. Palazzo Cavalli, Venedig
113. Palazzo Cavalli-Franchetti (auch Palazzo Franchetti), Venedig
114. Palazzo Cavazza Foscari Mocenigo dalle Zogie, Venedig
115. Palazzo Cendon, Venedig
116. Palazzo Chiodo, Venedig
117. Palazzo Civran, Venedig
118. Palazzo Civran Grimani, Venedig
119. Palazzo Clary-Ficquelmont, Venedig
120. Palazzo Coccina Giunti Foscarini Giovannelli, Venedig
121. Palazzo Coccina Tiepolo Papadopoli, Venedig
122. Palazzo Cocco Molin, Venedig
123. Palazzo Coletti, Venedig
124. Palazzo Condulmer, Venedig
125. Palazzo Contarini, Venedig
126. Palazzo Contarini a San Beneto, Venedig
127. Palazzo Contarini dal Zaffo, Venedig
128. Palazzo Contarini dalla Porta di Ferro, Venedig
129. Palazzo Contarini delle Figure, Venedig
130. Palazzi Contarini degli Scrigni e Corfù (bestehend aus Palazzo Contarini degli Scrigni und Palazzo Contarini Corfù), Venedig
131. Palazzo Contarini del Bovolo, Venedig
132. Palazzo Contarini Fasan, Venedig
133. Palazzo Contarini Michiel a San Barnaba, Venedig
134. Palazzo Contarini Pisani, Venedig
135. Palazzo Contarini Polignac, Venedig
136. Palazzo Contin, Venedig
137. Palazzo Corner Contarini dei Cavalli, Venedig
138. Palazzo Corner Gheltof, Venedig
139. Palazzo Corner Mocenigo, Venedig
140. Palazzo Corner Spinelli, Venedig
141. Palazzo Corner della Ca’ Granda, Venedig
142. Palazzo Corner-della Frescada-Loredan, Venedig
143. Palazzo Correggio, Venedig
144. Palazzo Correr Contarini Zorzi, Venedig
145. Palazzo Costa, Venedig
146. Palazzetto Costantini, Venedig
147. Palazzo Curti Valmarana, Venedig
148. Palazzo d’Anna Viaro Martinengo Volpi di Misurata, Venedig
149. Palazzo da Lezze, Venedig
150. Palazzetto da Lezze, Venedig
151. Palazzo da Mula, Venedig
152. Palazzi da Mula Morosini e Centani Morosini, (bestehend aus Palazzo da Mula Morosini und Palazzo Centani Morosini), Venedig
153. Palazzo da Ponte, Venedig
154. Palazzo da Pozzo, Venedig
155. Palazzo da Riva, Venedig
156. Palazzo Dandolo, Venedig
157. Palazzetto Dandolo, Venedig
158. Palazzo Dandolo Gritti Bernardo, Venedig
159. Palazzo Dandolo Paolucci, Venedig
160. Palazzo Dario, Venedig
161. Palazzo dei Camerlenghi, Venedig
162. Palazzo dei Dieci Savi, Venedig
163. Palazzo Diedo Emo, Venedig
164. Palazzo Diedo San Fosca, Venedig
165. Palazzo di Spagna a San Geremia, Venedig
166. Palazzo Dolfin, Venedig (Cannaregio)
167. Palazzo Dolfin, Venedig (San Polo)
168. Palazzetto Dolfin, Venedig
169. Palazzo Dolfin Manin, Venedig
170. Palazzo Donà, Venedig (Santa Croce)
171. Palazzo Donà a San Polo, Venedig
172. Palazzo Donà a San Stin, Venedig
173. Palazzi Donà a Santa Maria Formosa, Venedig
174. Palazzo Donà a Sant’Aponal, Venedig
175. Palazzo Donà Balbi, Venedig
176. Palazzo Donà dalle Rose, Venedig
177. Palazzo Donà della Madoneta, Venedig
178. Palazzo Donà Giovanelli, Venedig
179. Palazzo Donà Ottoboni, Venedig
180. Palazzo Donà Tedesco alla Maddalena, Venedig
181. Palazzo Ducale, Venedig
182. Palazzo Duodo, Venedig
183. Palazzo Duodo a San Fantin, Venedig
184. Palazzo Duodo a Sant’Angelo, Venedig
185. Palazzo Emo alla Maddalena, Venedig
186. Palazzo Emo Diedo, Venedig
187. Palazzo Erizzo alla Maddalena, Venedig
188. Palazzo Erizzo a San Martino, Venedig
189. Palazzo Erizzo Nani Mocenigo, Venedig
190. Palazzo Falier, Venedig (Cannaregio)
191. Palazzo Falier, Venedig (San Marco)
192. Palazzo Falier ai Santi Apostoli, Venedig
193. Palazzo Ferro Fini (bestehend aus Palazzo Flangini Fini und Palazzo Manolesso Ferro), Venedig
194. Palazzo Flangini, Venedig
195. Palazzo Fontana, Venedig
196. Palazzo Fontana Rezzonico, Venedig
197. Palazzo Foresti Papadopoli, Venedig
198. Palazzetto Foscari, Venedig
199. Palazzo Foscari alla Giudecca, Venedig
200. Palazzo Foscari Contarini, Venedig
201. Palazzo Foscari alle Zattere, Venedig
202. Palazzo Foscarini, Venedig (Castello)
203. Palazzo Foscarini, Venedig (Dorsoduro)
204. Palazzo Foscarini, Venedig (Santa Croce)
205. Palazzo Gabrieli Dolfin Stivanello-Gussoni, Venedig
206. Palazzo Garzoni, Venedig
207. Palazzo Genovese, Venedig
208. Palazzo Giovanelli, Venedig
209. Palazzo Giustinian, Venedig
210. Palazzo Giustinian Businello, Venedig
211. Palazzo Giustinian Faccanon, Venedig
212. Palazzo Giustinian Lolin, Venedig
213. Palazzo Giustinian Loredan, Venedig
214. Palazzo Giustinian Persico, Venedig
215. Palazzo Giustinian Pesaro, Venedig
216. Palazzo Giustinian Recanati, Venedig
217. Palazzo Gradenigo a Santa Giustina, Venedig
218. Palazzo Gradenigo a San Simeone Profeta, Venedig
219. Palazzo Grandiben Negri, Venedig
220. Palazzo Grassi, Venedig
221. Palazzo Grifalconi Loredan, Venedig
222. Palazzo Grimani a Santa Maria Formosa, Venedig
223. Palazzo Grimani di San Luca, Venedig
224. Palazzo Grimani Marcello, Venedig
225. Palazzo Grimani Mayer, Venedig
226. Palazzo Grioni, Venedig
227. Palazzo Gritti a San Francesco della Vigna, Venedig
228. Palazzo Gritti Dandolo, Venedig
229. Palazzo Gritti Loredan, Venedig
230. Palazzo Gritti Moroni, Venedig
231. Palazzo Gritti Morosini, Venedig
232. Palazzo Gritti Morosini Badoer, Venedig
233. Palazzo Gussoni Algarotti a San Lio, Venedig
234. Palazzo Gussoni Grimani della Vida, Venedig
235. Palazzo Jagher, Venedig
236. Palazzo Labia, Venedig
237. Palazzo Longo, Venedig
238. Palazzo Loredan Cini, Venedig
239. Palazzo Loredan Gheltoff, Venedig
240. Palazzo Loredan a San Pantalon, Venedig
241. Palazzo Loredan a Santo Stefano, Venedig
242. Palazzo Loredan dell’Ambasciatore, Venedig
243. Palazzo Malcanton Marcorà, Venedig
244. Palazzo Malipiero, Venedig
245. Palazzo Malipiero alla Feltrina, Venedig
246. Palazzo Malipiero Trevisan, Venedig
247. Palazzo Manolesso Ferro, Venedig
248. Palazzo Maravegia, Venedig
249. Palazzo Marcello ai Tolentini, Venedig
250. Palazzo Marcello dei Leoni, Venedig
251. Palazzo Marcello del Majno, Venedig
252. Palazzo Marcello Pindemonte Papadopoli, Venedig
253. Palazzo Marcello Toderini, Venedig
254. Palazzo Marin, Venedig
255. Palazzo Marin Contarini, Venedig
256. Palazzo Mastelli del Cammello, Venedig
257. Palazzo Memmo Martinengo Mandelli, Venedig
258. Palazzi Merati e Berlendis (bestehend aus Palazzo Berlendis und Palazzo Merati), Venedig
259. Palazzo Miani Coletti Giusti, Venedig
260. Palazzo Michiel, Venedig
261. Palazzo Michiel dalle Colonne, Venedig
262. Palazzo Michiel del Brusà, Venedig
263. Palazzo Minelli Spada, Venedig
264. Palazzo Minotto ai Tolentini, Venedig
265. Palazzo Minotto all’Anzolo Rafael, Venedig
266. Palazzo Minotto-Barbarigo, Venedig
267. Palazzi Mocenigo (bestehend aus Palazzo Mocenigo (Ca’ Vecchia), Palazzetti Mocenigo (Il Nero) und Palazzo Mocenigo (Ca’ Nuova)), Venedig
268. Palazzo Mocenigo alla Giudecca, Venedig
269. Palazzo Mocenigo a San Stae, Venedig
270. Palazzo Mocenigo Gambara, Venedig
271. Palazzo Molina, Venedig
272. Palazzo Molin a San Besagio, Venedig
273. Palazzo Molin a San Fantin, Venedig
274. Palazzo Molin a Santo Stin, Venedig
275. Palazzo Molin Campo San Maurizio, Venedig
276. Palazzo Molin Erizzo alla Maddalena, Venedig
277. Palazzo Molin del Cuoridoro, Venedig
278. Palazzo Molin Querini, Venedig
279. Palazzo Moro a San Barnaba, Venedig
280. Palazzo Moro Lin, Venedig (San Marco)
281. Palazzo Moro Lin, Venedig (San Polo)
282. Palazzo Moro Marcello, Venedig
283. Palazzo Morolin Michiel Olivo, Venedig
284. Palazzo Morosini a San Giovanni Grisostomo, Venedig
285. Palazzo Morosini a San Giovanni Laterano, Venedig
286. Palazzo Morosini a San Tomà, Venedig
287. Palazzo Morosini del Giardino ai Santi Apostoli, Venedig
288. Palazzo Morosini del Pestrin, Venedig
289. Palazzo Morosini Brandolin, Venedig
290. Palazzo Morosini Gatterburg, Venedig
291. Palazzo Morosini Sagredo, Venedig
292. Palazzo Muti Baglioni, Venedig
293. Palazzo Nani, Venedig
294. Palazzo Nani Bernardo, Venedig
295. Palazzetto Nani Mocenigo, Venedig
296. Palazzo Nervi-Scattolin, Venedig
297. Palazzo Odoni, Venedig
298. Palazzo Orio Semitecolo Benzon, Venedig
299. Palazzo Pasqualigo, Venedig
300. Palazzo Patriarcale, Venedig
301. Palazzo Pesaro Papafava, Venedig
302. Palazzo Pesaro degli Orfei-Fortuny, Venedig
303. Palazzetto Pisani, Venedig
304. Palazzo Pisani a Santo Stefano, Venedig
305. Palazzo Pisani a Santa Marina, Venedig
306. Palazzo Pisani in Bacino San Samuele, Venedig
307. Palazzo Pisani Gritti, Venedig
308. Palazzo Pisani Moretta, Venedig
309. Palazzo Priuli a San Severo, Venedig
310. Palazzo Priuli Bon, Venedig
311. Palazzo Priuli Ruzzini, Venedig
312. Palazzo Priuli Scarpon, Venedig
313. Palazzo Priuli Stazio, Venedig
314. Palazzo Priuli Venier Manfrin, Venedig
315. Palazzo Querini alla Carità, Venedig
316. Palazzo Querini Benzon, Venedig
317. Palazzo Querini Dubois, Venedig
318. Palazzo Querini Papozze, Venedig
319. Palazzo Querini Stampalia, Venedig
320. Palazzo Renier, Venedig
321. Palazzo Rizzi, Venedig
322. Palazzo Rota Brandolin, Venedig
323. Palazzo Rubini, Venedig
324. Palazzo Ruzzini, Venedig
325. Palazzo Sagredo a Santa Ternita, Venedig
326. Palazzo Salamon, Venedig
327. Palazzo Salvadori Tiepolo, Venedig
328. Palazzo Salviati, Venedig
329. Palazzo Sandi Porto Cipollato, Venedig
330. Palazzo Sanudo Turloni a San Polo, Venedig
331. Palazzo Savorgnan, Venedig
332. Palazzo Secco Dolfin, Venedig
333. Palazzo Seriman, Venedig
334. Palazzo Smith Mangilli Valmarana, Venedig
335. Palazzo Soranzo a Santo Stin, Venedig
336. Palazzo Soranzo, Venedig
337. Palazzo Soranzo Cappello, Venedig
338. Palazzo Soranzo dell’Angelo, Venedig
339. Palazzo Soranzo Piovene, Venedig
340. Palazzo Soranzo Pisani, Venedig
341. Palazzo Soranzo-van Axel, Venedig
342. Palazzetto Stern, Venedig
343. Palazzo Surian Bellotto, Venedig
344. Palazzo Surian al Malcanton, Venedig
345. Palazzo Testa, Venedig
346. Palazzo Tiepolo, Venedig
347. Palazzo Tiepolo Passi, Venedig
348. Palazzo Torniello ai Servi, Venedig
349. Palazzo Trevisan Cappello, Venedig
350. Palazzo Trevisan Pisani a Sant’Angelo, Venedig
351. Palazzo Trevisan a Murano, Venedig
352. Palazzo Trevisan degli Olivi, Venedig
353. Palazzo Tron a San Benetto, Venedig
354. Palazzetto Tron Memmo, Venedig
355. Palazzo Valmarana Cini, Venedig
356. Palazzo Vendramin a Santa Fosca, Venedig
357. Palazzo Vendramin-Calergi, Venedig
358. Palazzo Vendramin dei Carmini, Venedig
359. Palazzo Venier a San Martino, Venedig
360. Palazzo Venier Contarini, Venedig
361. Palazzo Venier dei Leoni, Venedig
362. Palazzo Venier Manfrin, Venedig
363. Palazzo Viaro Zane, Venedig
364. Palazzo Vignola, Venedig
365. Palazzo Vitturi, Venedig
366. Palazzo Widmann Rezzonico, Venedig
367. Palazzo Zacco, Venedig
368. Palazzo Zaguri, Venedig
369. Palazzo Zane Collalto, Venedig
370. Palazzo Zane in Cannaregio, Venedig
371. Palazzo Zen ai Frari, Venedig
372. Palazzo Zen ai Gesuiti, Venedig
373. Palazzo Zenobio, Venedig
374. Palazzo Zon Marcello, Venedig
375. Palazzo Zorzi Bon, Venedig
376. Palazzo Zorzi Galeoni, Venedig
377. Palazzo Zorzi Liassidi, Venedig
378. Palazzo Zustinian Contarini, Venedig
379. Villa Hériot, Venedig

### Provinz Verona
1. Castello di Arcole, Arcole
2. Castello di Bardolino, Bardolino
3. Castello di Bevilacqua, Bevilacqua
4. Castello di Garda, Garda
5. Castello di Illasi, Illasi
6. Castello di Lazise, Lazise
7. Castello Scaligero di Malcesine, Malcesine
8. Castello Scaligero di Salizzole, Salizzole
9. Castello Scaligero di Sanguinetto, Sanguinetto
10. Castello di Soave, Soave
11. Castello Scaligero di Torri Del Benaco, Torri del Benaco
12. Castello di Tregnago, Tregnago
13. Castello Scaligero di Valeggio sul Mincio, Valeggio sul Mincio
14. Castello di Montorio, Verona
15. Castel San Felice, Verona
16. Castel San Pietro, Verona
17. Castelvecchio, Verona
18. Torre dei Lamberti, Verona
19. Torre del Gardello, Verona

### Provinz Vicenza
1. Rocca Scaligera, Arzignano
2. Castello degli Ezzelini, Bassano del Grappa
3. Rocca dei Vescovi, Brendola
4. Torrione Scaligero, Enego
5. Castello di Marostica Inferiore, Marostica
6. Castello di Marostica Superiore, Marostica
7. Castello della Bellaguardia, Montecchio Maggiore
8. Castello della Villa, Montecchio Maggiore
9. Castello Maltraverso, Montegalda
10. Castello di Thiene, Thiene
11. Covolo di Butistone, Valbrenta
12. Torre Bissara, Vicenza
13. Torrione di Porta Castello, Vicenza

## Andere italienbezogene Burgenlisten
- Liste der Stauferburgen in Unteritalien
- Liste der Scaligerburgen
- Liste der Burgen und Festungen in Genua
- Liste der Burgen, Schlösser und Ansitze in Südtirol